# Классификации кораблей ВМФ СССР
Классификация кораблей — разделение кораблей и судов ВМФ в зависимости от их основного оружия и назначения, специализации, водоизмещения, типа энергетической установки и принципов движения, тактико-технических элементов, а также старшинства командиров и норм обеспечения материально-техническими средствами.
Единой международной классификации кораблей не существует и в каждой отдельной стране, имеющей свои военно-морские флоты, принята своя система деления кораблей на классы. В ряде флотов (ВМФ СССР и других) корабли также делятся на ранги. В корабельный состав Военно-Морского Флота входят боевые корабли, корабли специального назначения, морские и рейдовые суда обеспечения.

## Виды классификации
- Ранг корабля
- Класс (тип) корабля
- Подкласс корабля

## Ранг кораблей
Ранг кораблей — вид классификации кораблей и судов с целью определения старшинства командиров и норм обеспечения материально-техническими средствами, а также по тактико-техническим элементам и предназначению.

### Корабль 1-го ранга

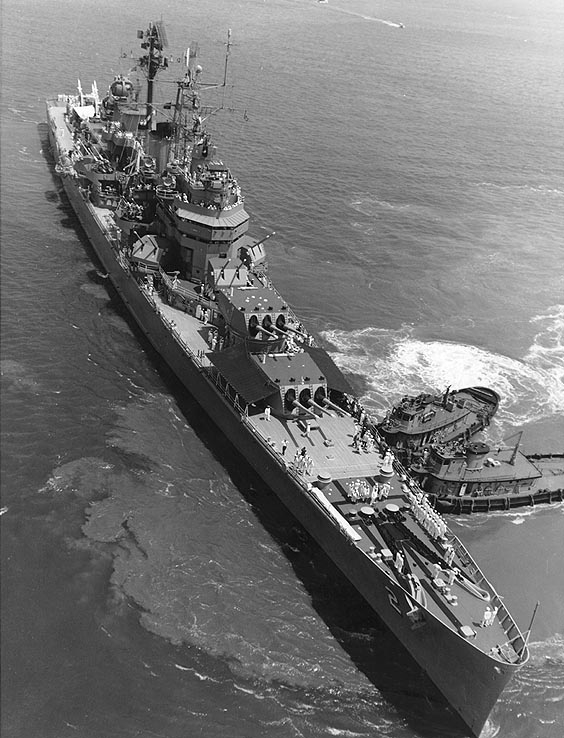
Корабль 1-го ранга: ракетный крейсер USS Canberra

Водоизмещение кораблей 1-го ранга — более 5 000 тонн. Они предназначены для действий в дальней морской и океанской зоне, как в составе соединений (корабельная ударная группа, авианосная ударная группа), так и самостоятельно.
Корабли 1-го ранга имеют гюйс, который поднимается на носовом флагштоке корабля при стоянке. Командует таким кораблём капитан 1-го ранга.

### Корабль 2-го ранга

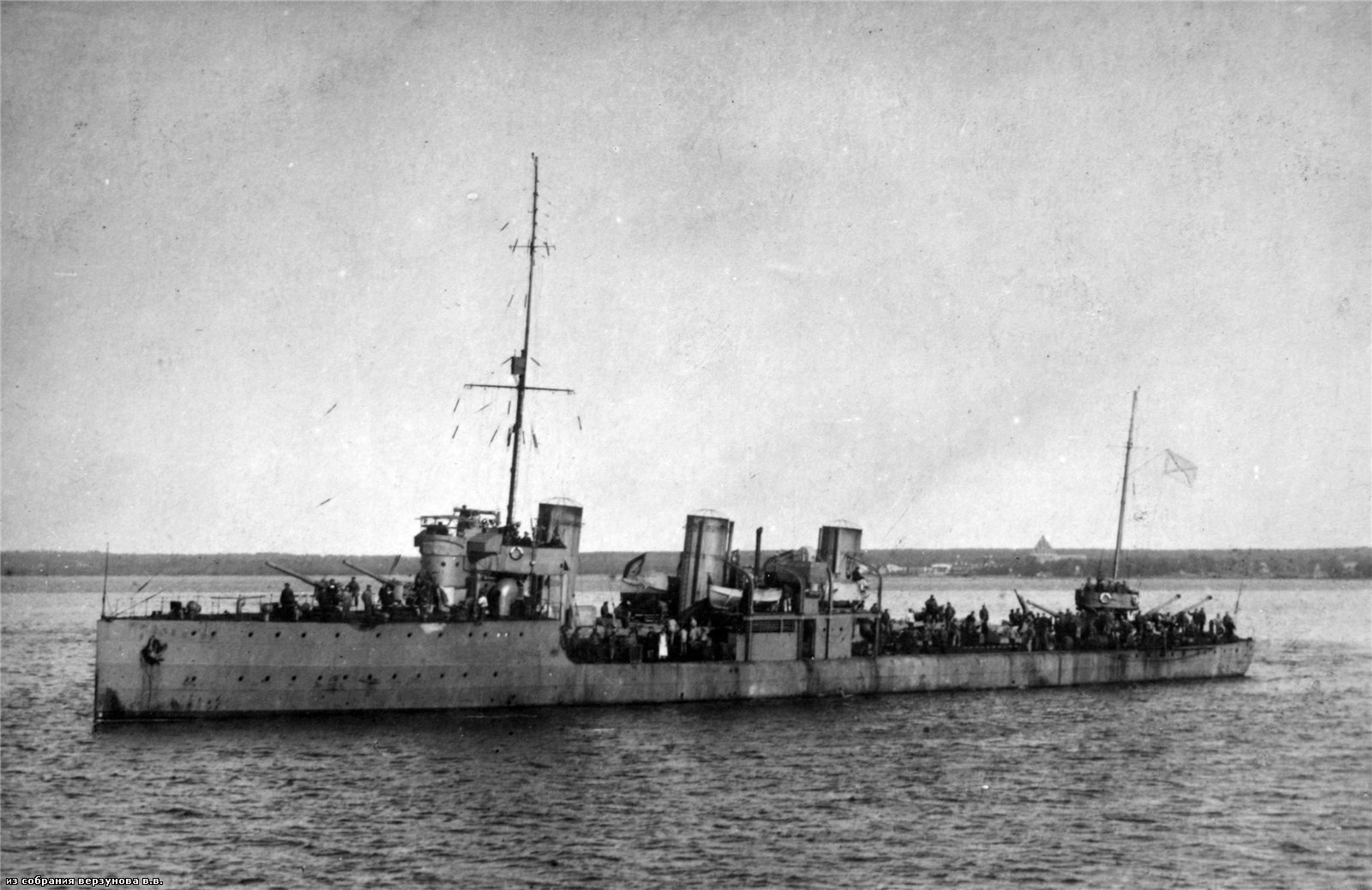
Боевой корабль 2-го ранга: эсминец «Автроил»

Водоизмещение кораблей 2-го ранга — от 1 500 тонн до 5 000 тонн. К ним относятся фрегаты менее 5000 тонн, корветы, другие боевые корабли данного водоизмещения. Они предназначены для действий в ближней морской зоне, как в составе соединений (корабельная ударная группа), так и самостоятельно.
Корабли 2-го ранга имеют гюйс, который поднимается на носовом флагштоке корабля при стоянке. Командует кораблём 2-го ранга капитан 2-го ранга.

### Корабль 3-го ранга

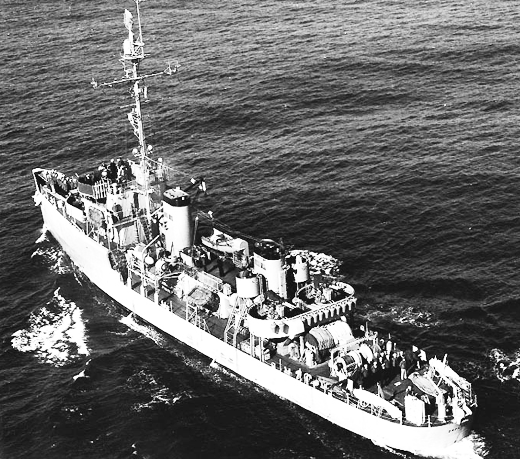
Корабль специального назначения 3-го ранга: минный тральщик USS Defense

Водоизмещение кораблей 3-го ранга — от 500 тонн до 1 500 тонн. Они предназначены для действий в ближней морской зоне, как в составе соединений, так и самостоятельно.
Командует кораблём 3 ранга капитан 3-го ранга. Гюйса они не имеют. Командир корабля 3-го ранга подчиняется командиру дивизиона кораблей.

### Корабль 4 ранга

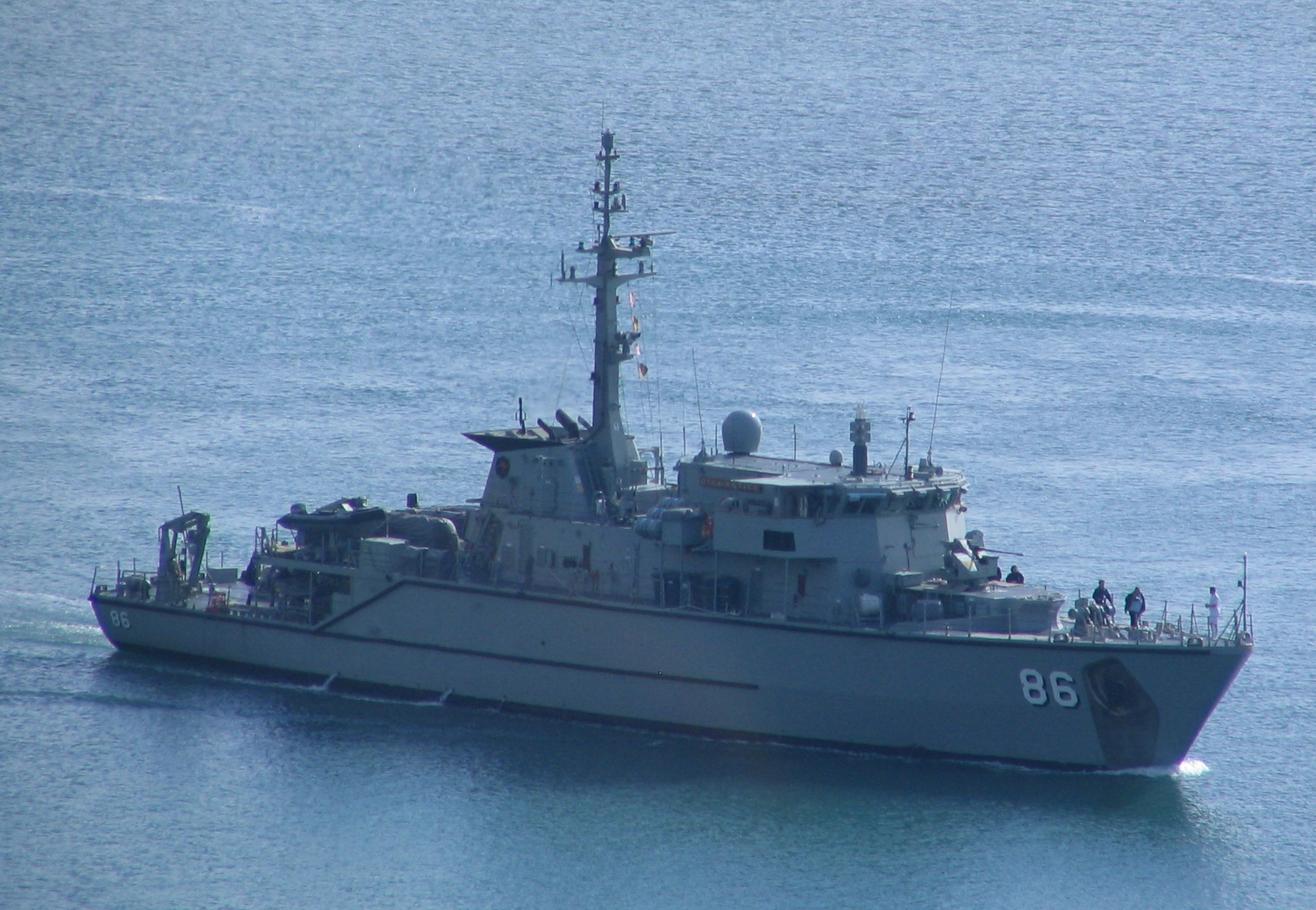
Корабль специального назначения 4-го ранга: минно-поисковый корабль HMAS Diamantina (M 86)

Водоизмещение кораблей 4-го ранга — от 100 тонн до 500 тонн. Они предназначены для действий в прибрежной зоне морей, зоне военно-морских баз и на рейдах, как в составе соединений, так и самостоятельно.
Командует кораблём 4-го ранга капитан-лейтенант, старший лейтенант, лейтенант или старший мичман, мичман. Корабли 4-го ранга не имеют гюйса. Командир корабля 4-го ранга подчиняется командиру дивизиона кораблей.

## Класс (тип) кораблей
Класс кораблей — вид классификации кораблей и судов по основному их оружию и назначению.
- Авианесущие корабли — класс крупных надводных кораблей специального назначения предназначенных для обеспечения воздушного прикрытия соединения кораблей, высадки сил десанта, нанесения воздушных ударов по соединению кораблей и отдельным кораблям противника, по его прибрежной береговой обороне, а также для транспортировки грузов и людей, связи между кораблями соединения. Оборудованы средствами обеспечения базирования и функционирования летательных аппаратов. Основным вооружением авианесущего корабля являются самолеты и вертолеты палубного базирования.

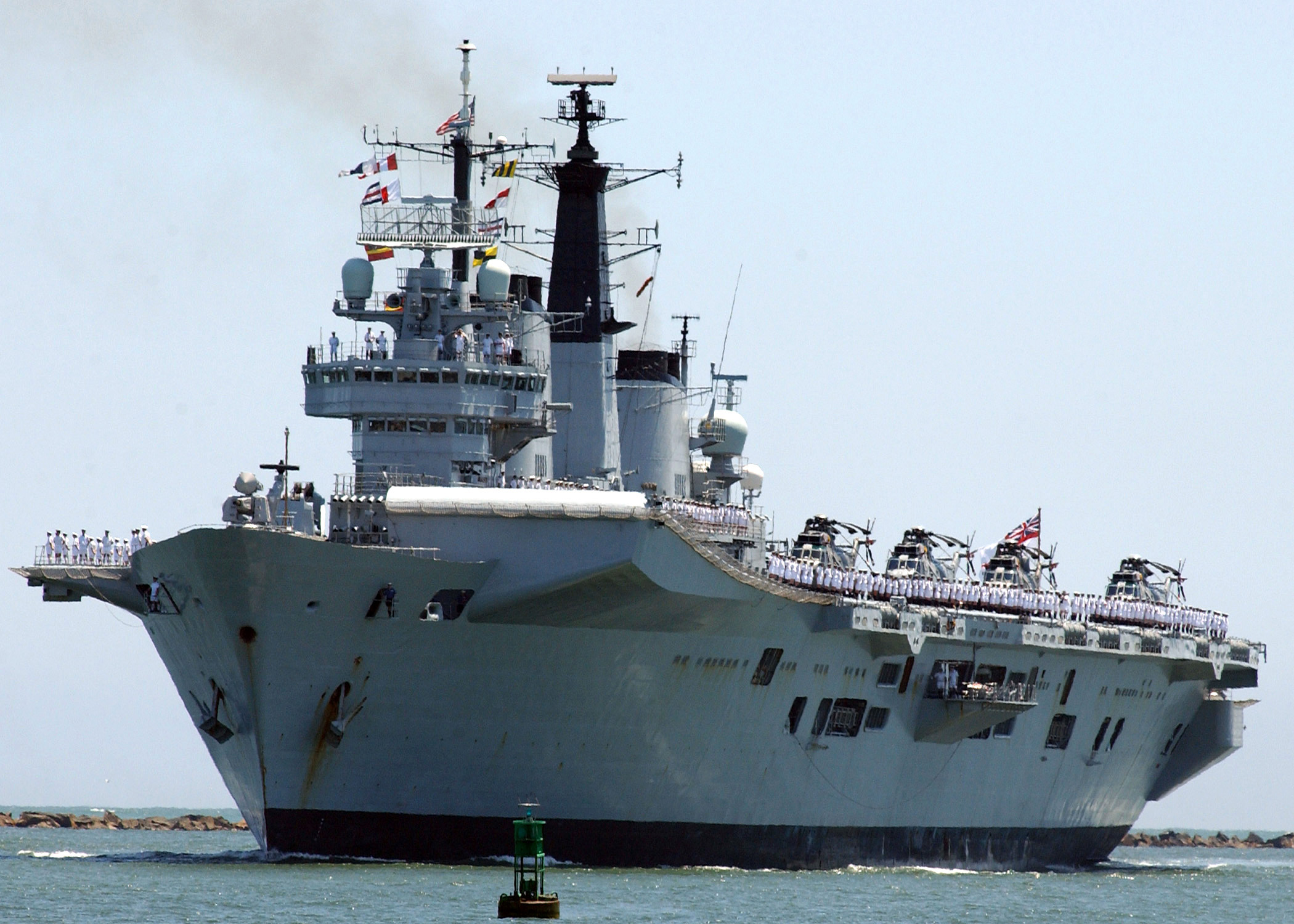
Invincible
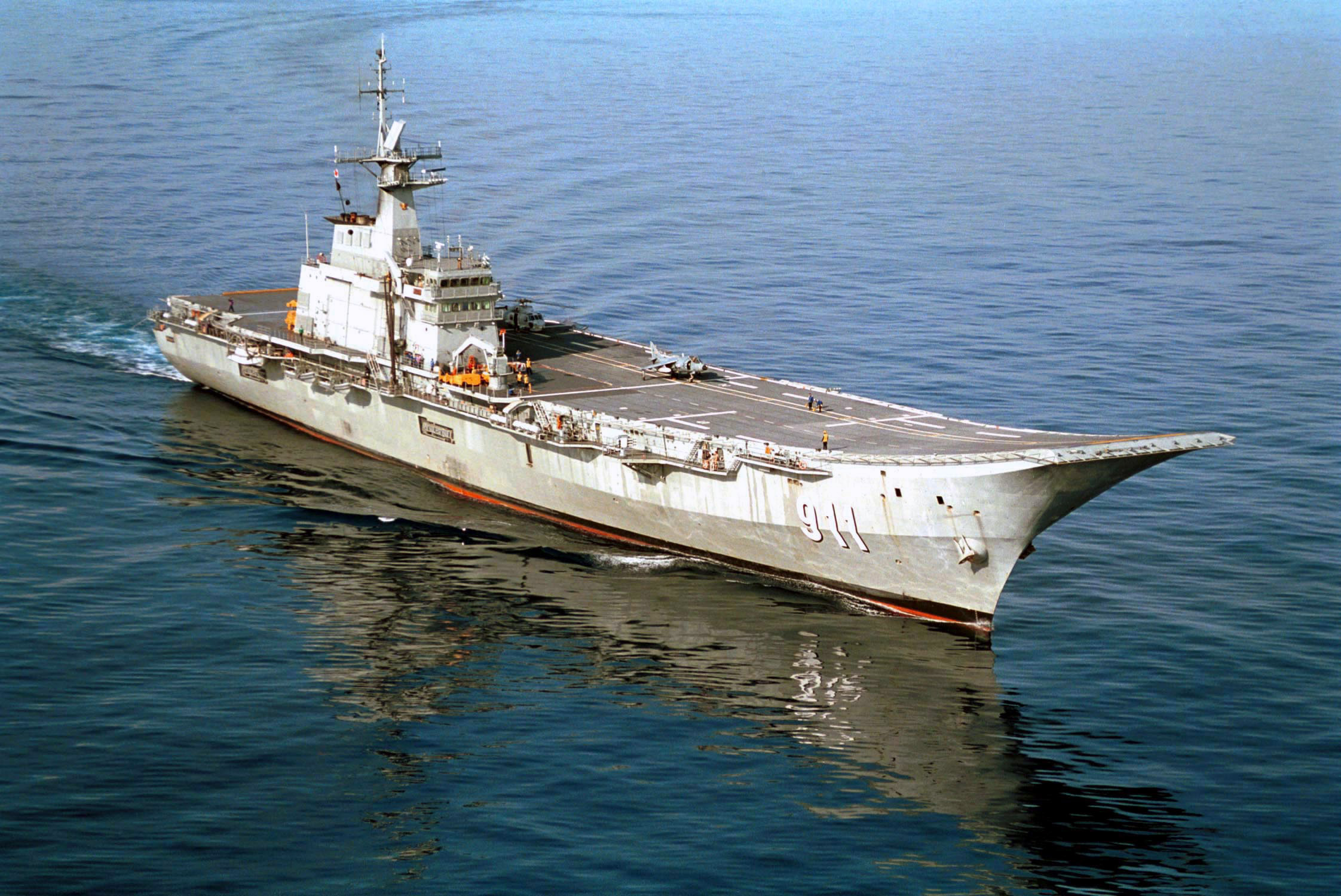
Chakri Naruebet
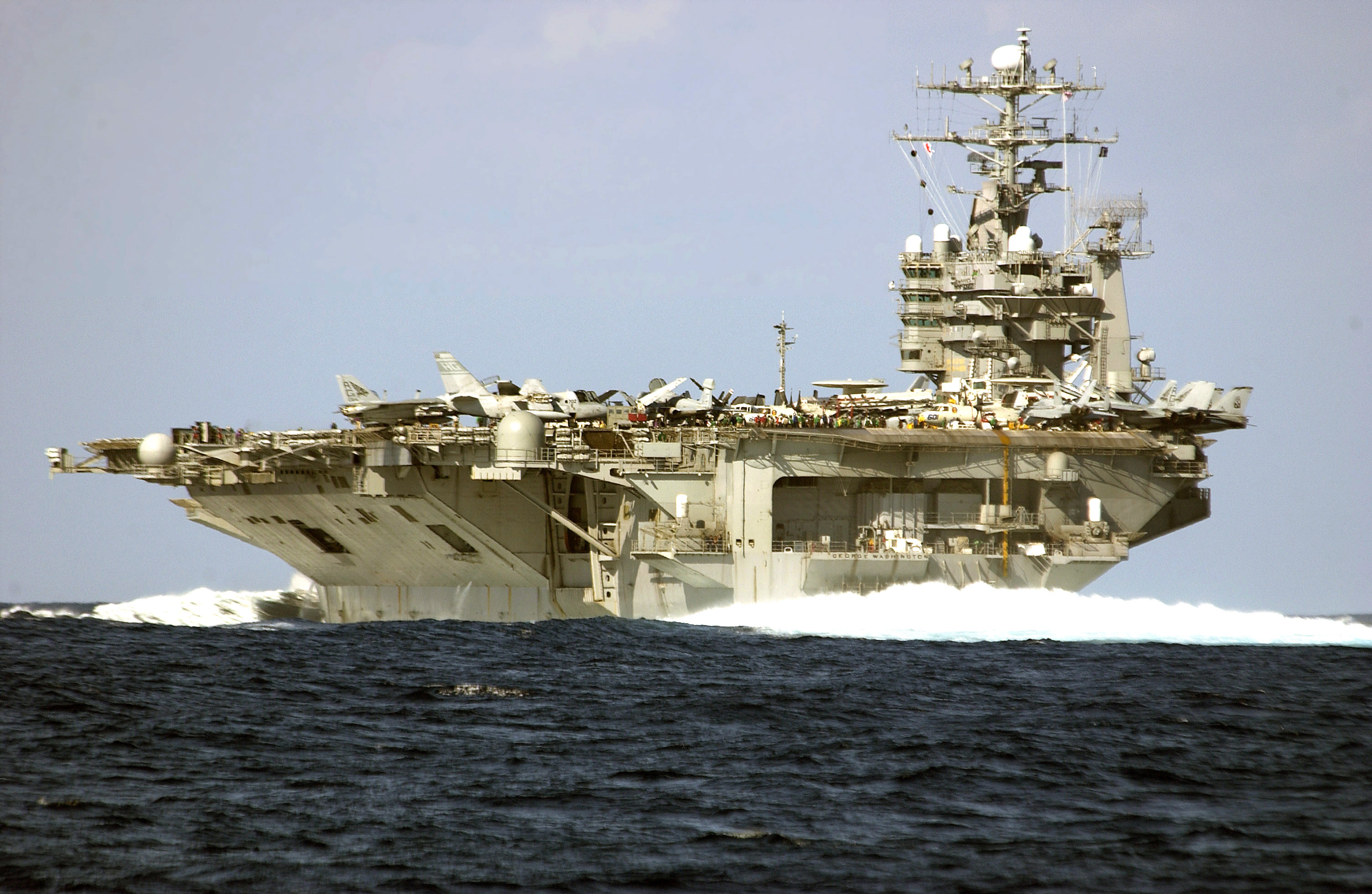
Washington
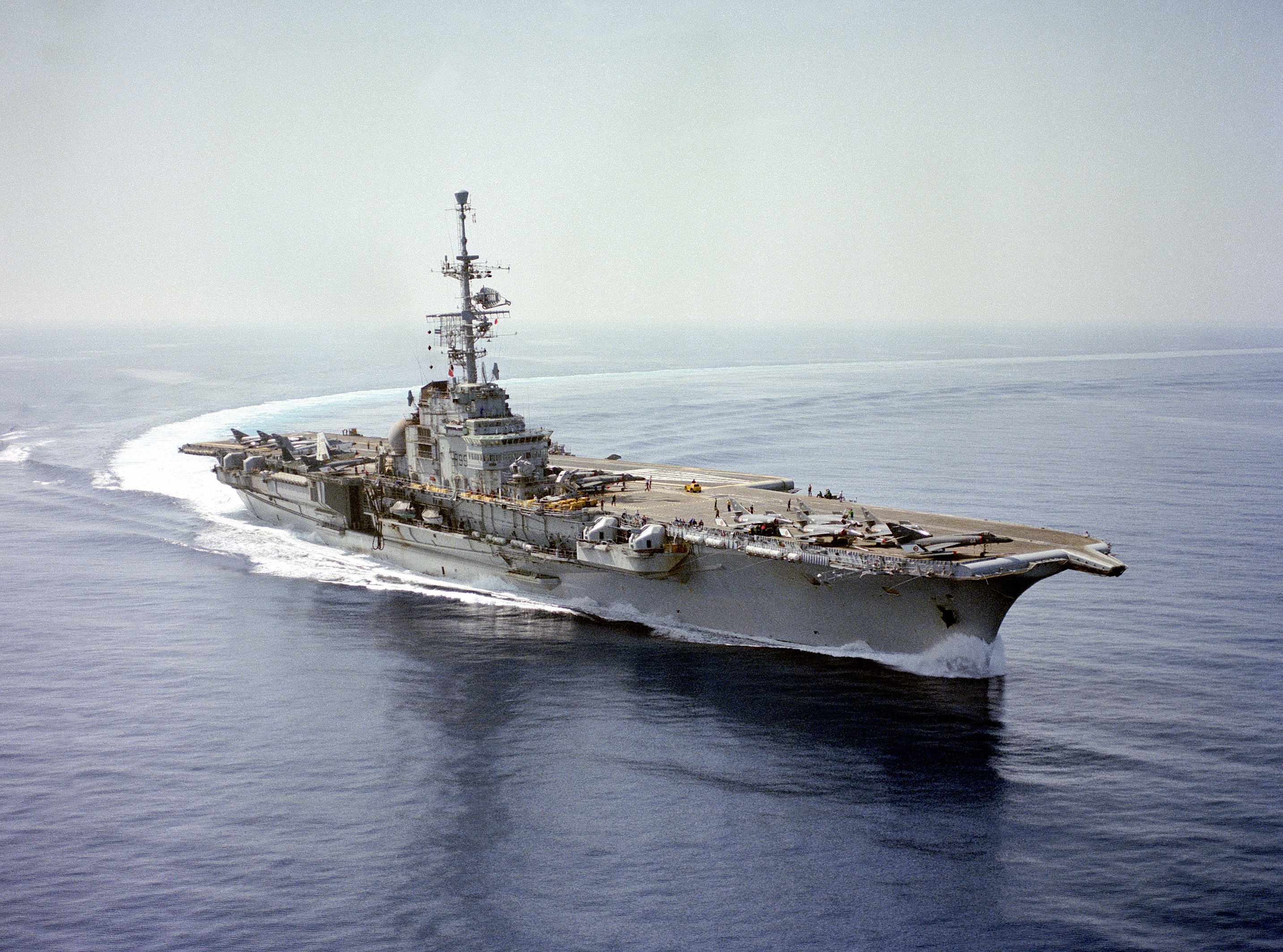
Foch
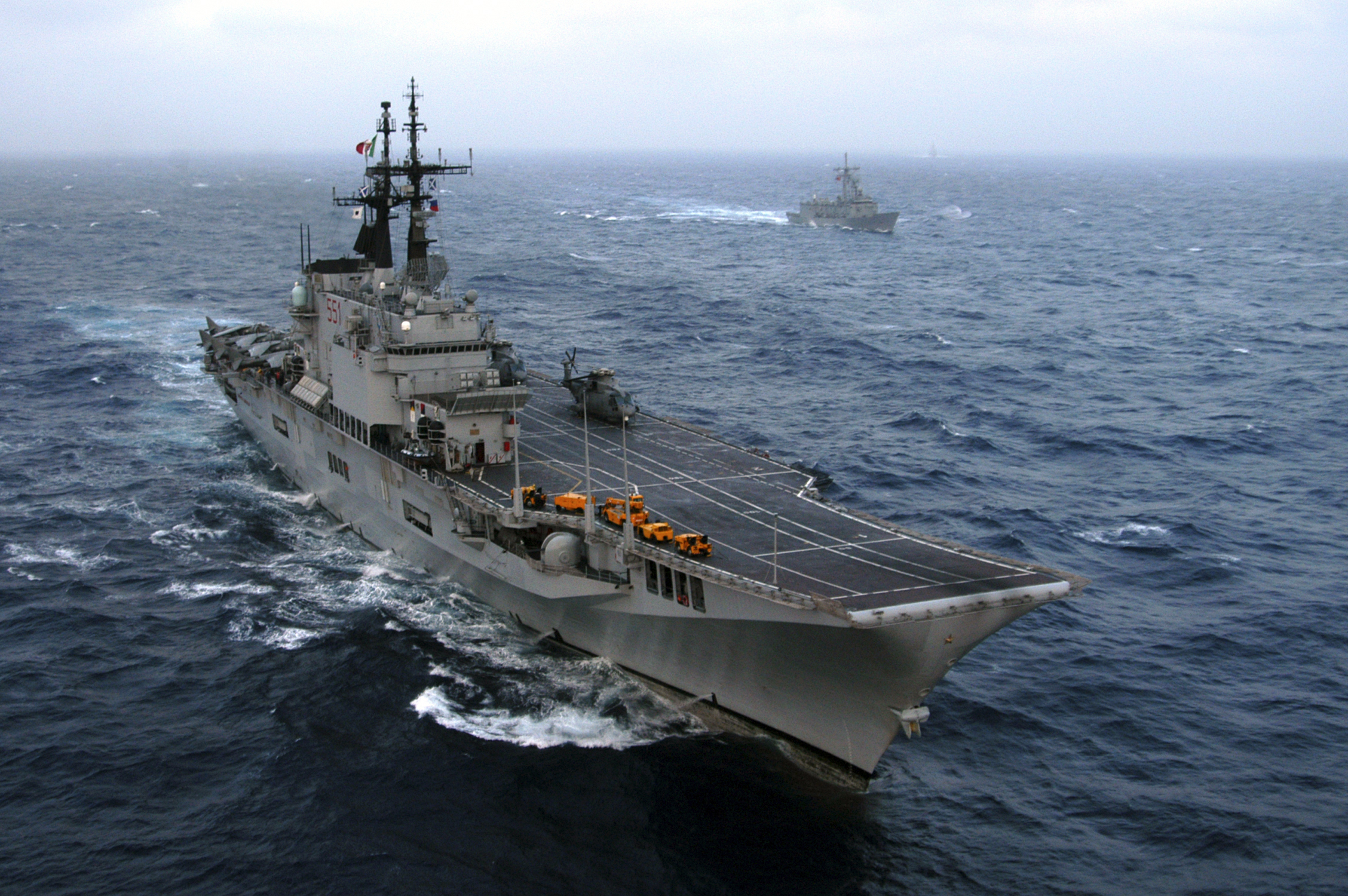
Giuseppe Garibaldi
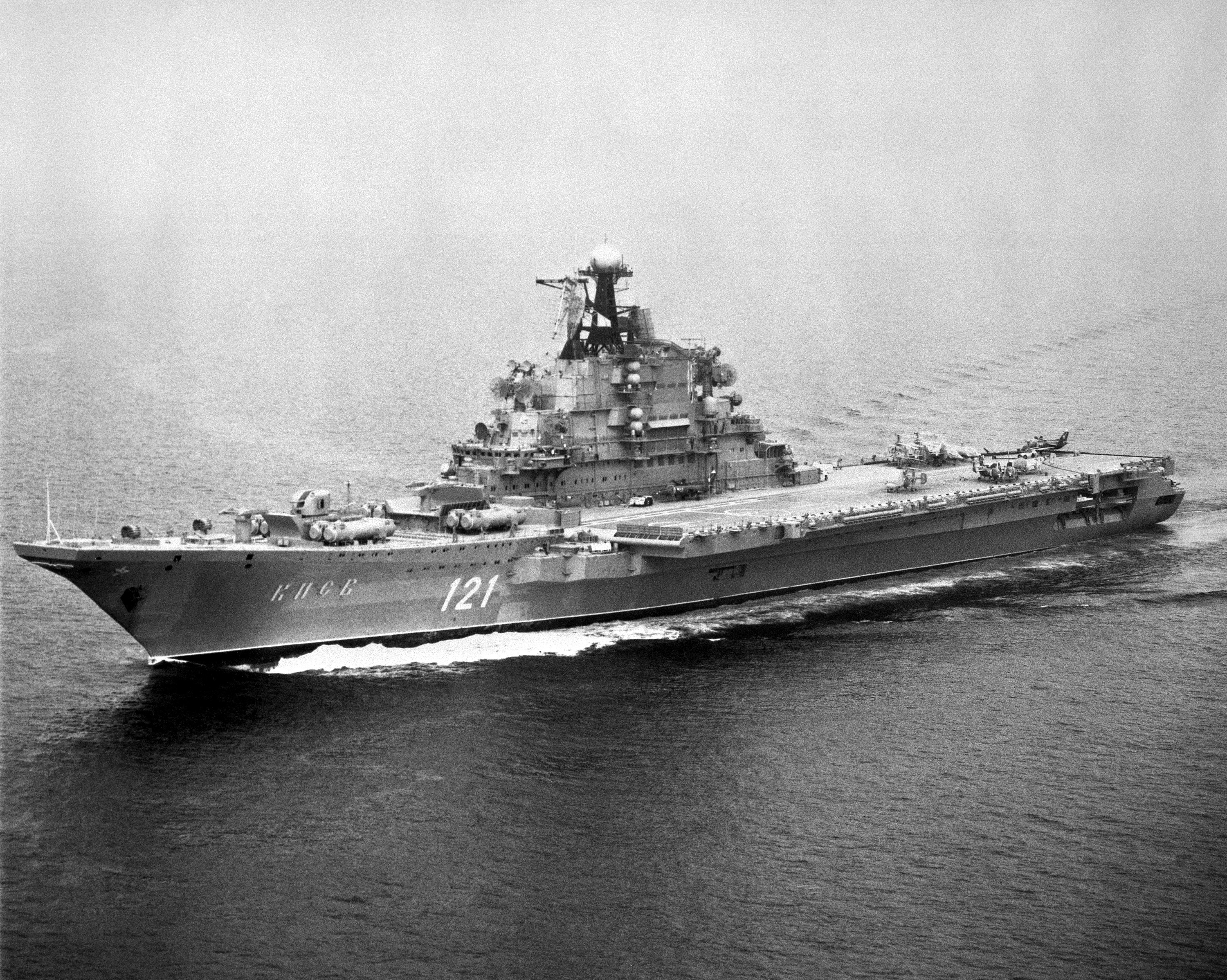
Kiev
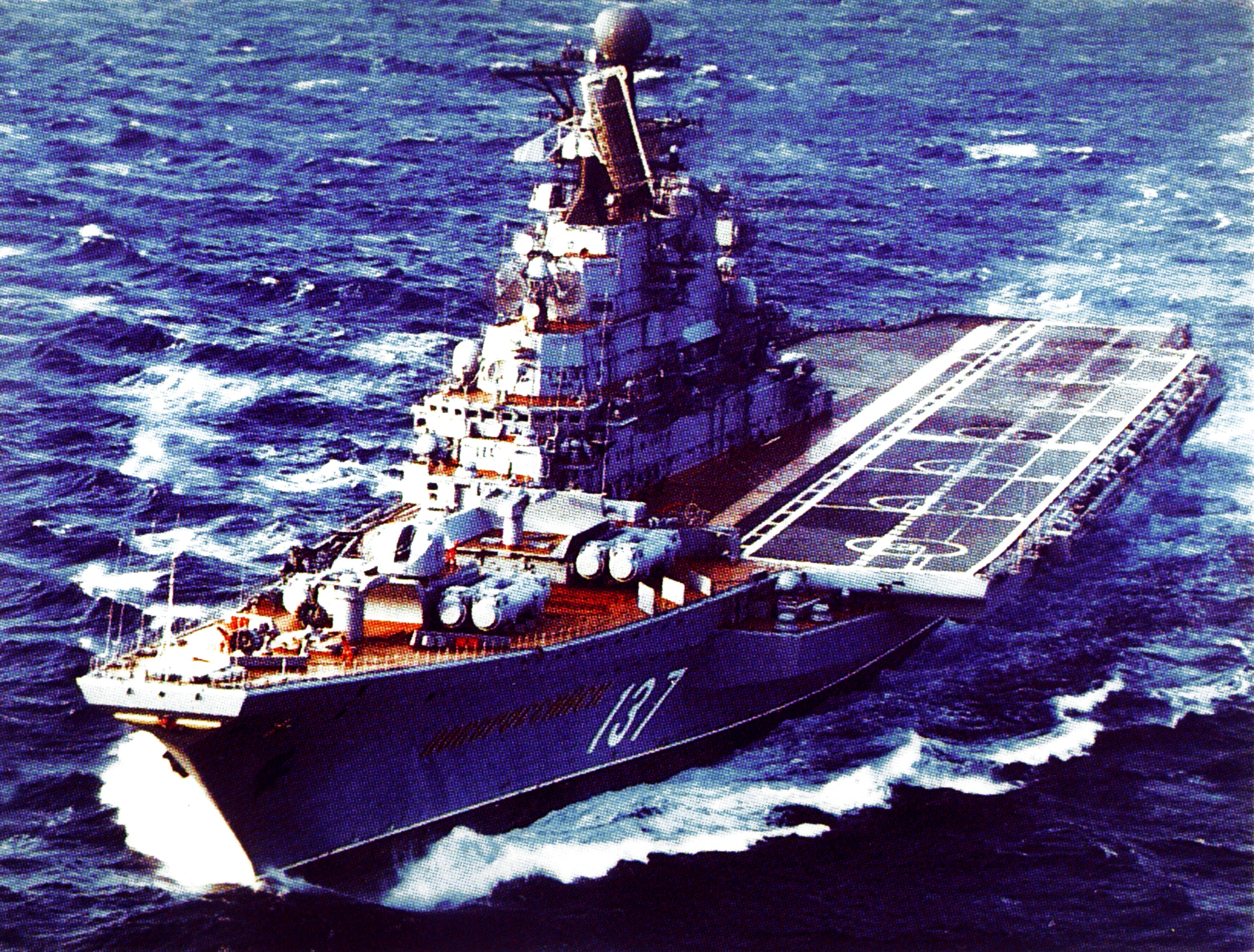
Novorossijsk

- Линейные корабли (эскадренные броненосцы) — класс крупных надводных боевых кораблей предназначенных для уничтожения в морском бою, в составе эскадры, кораблей всех классов, а также нанесения артиллерийских ударов по береговым целям. Основным вооружением линейного корабля является артиллерия калибра более 300-мм.

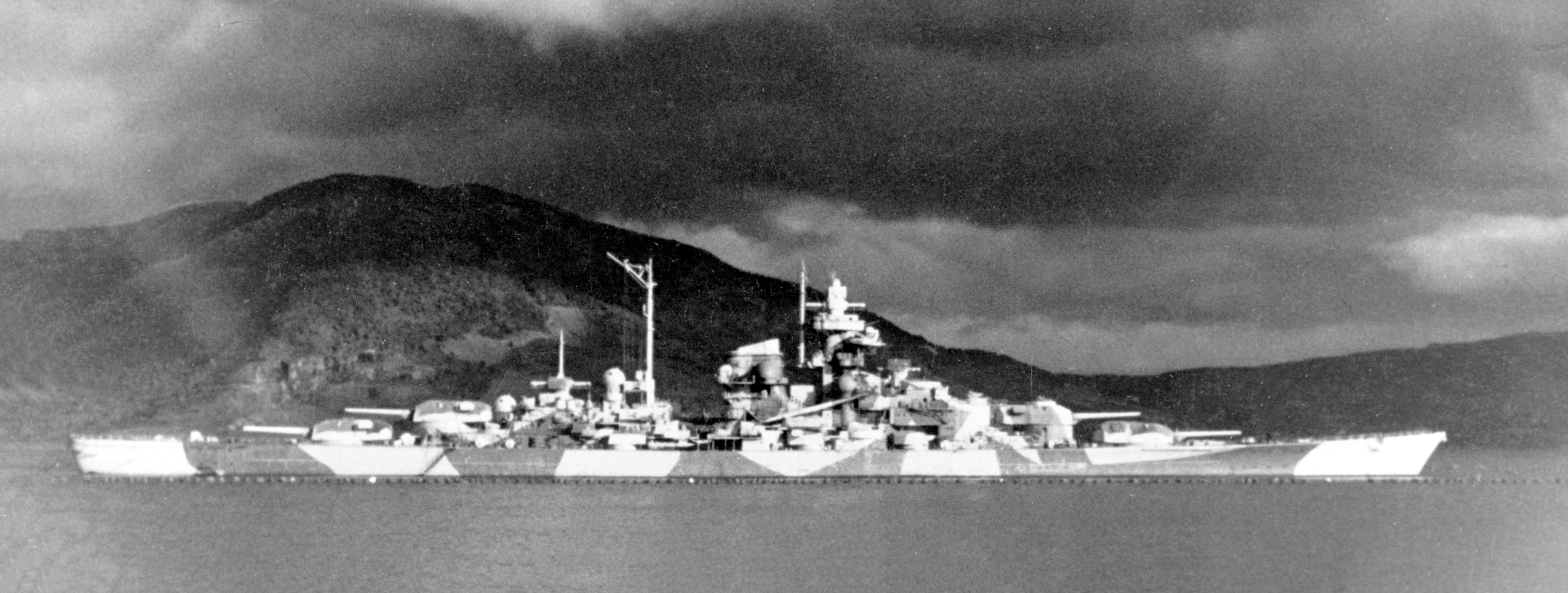
Tirpitz
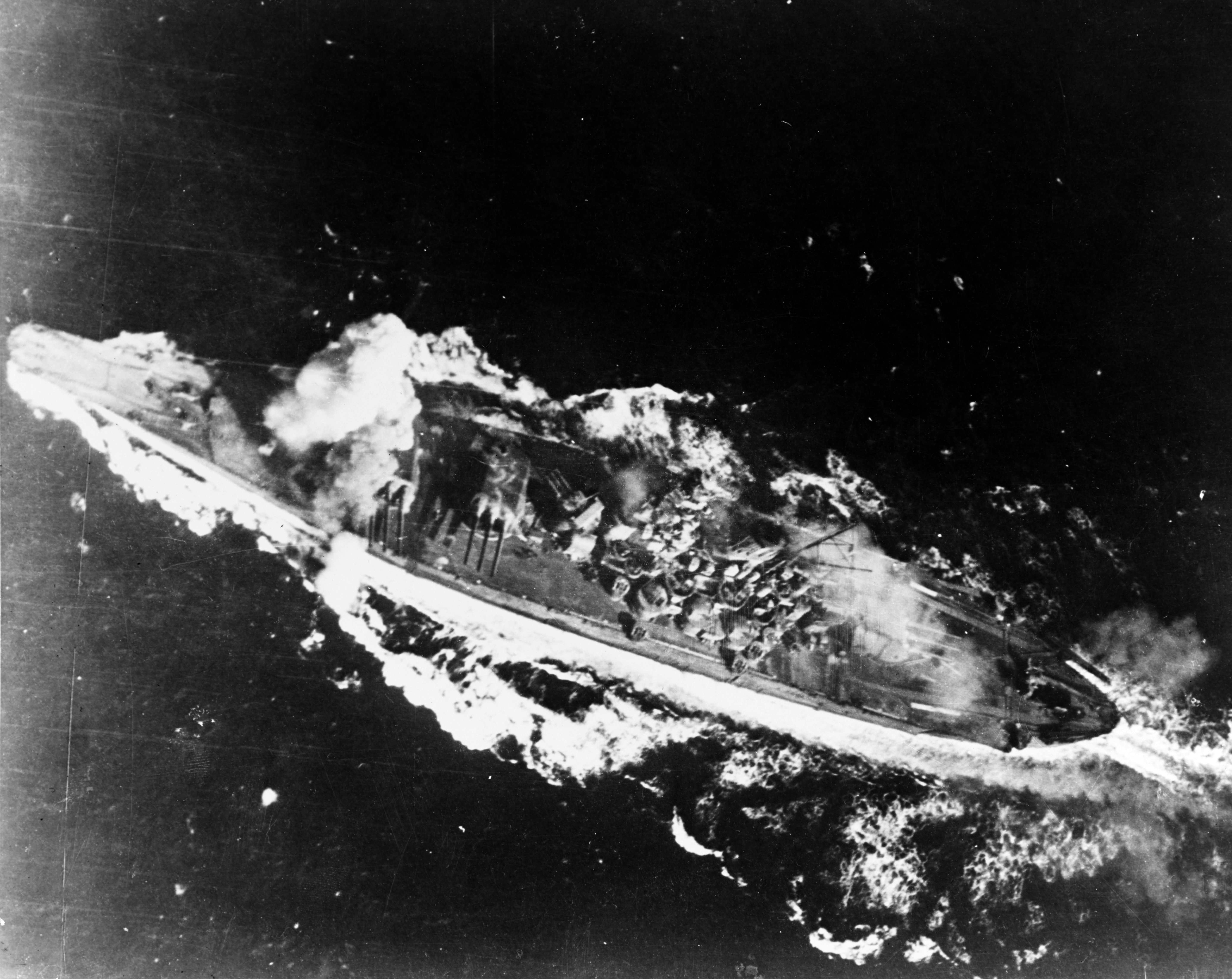
Yamato
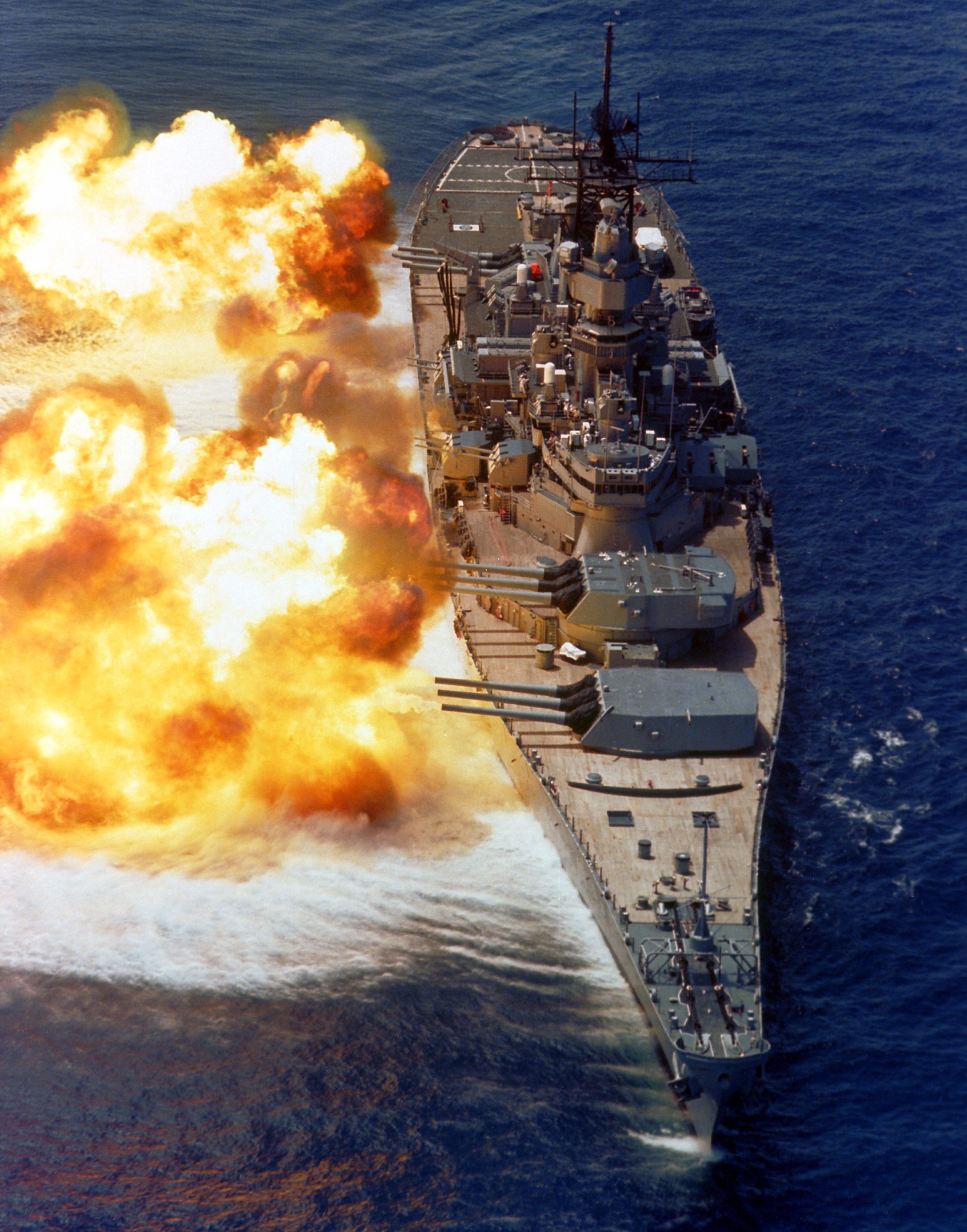
Iowa
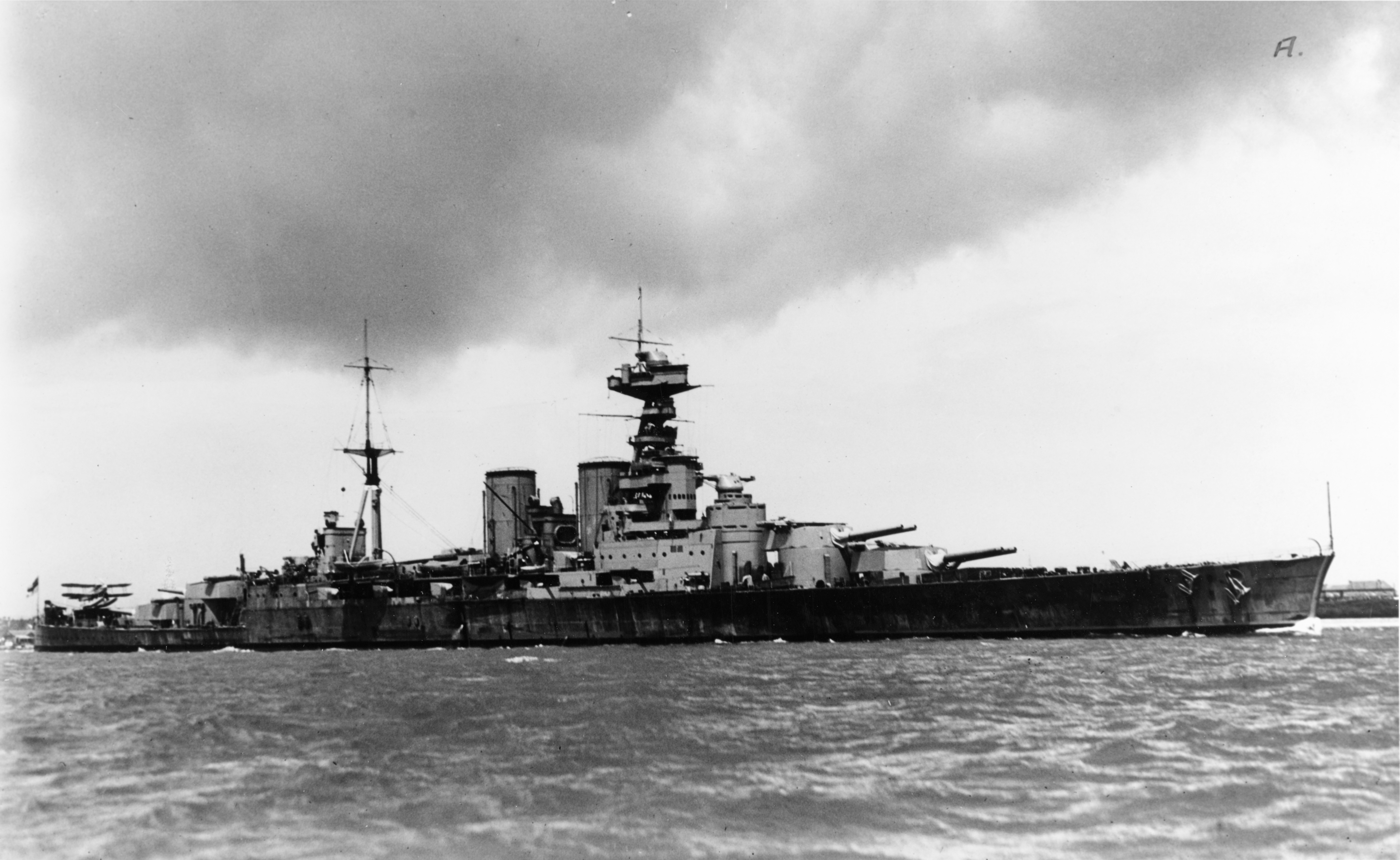
Hood
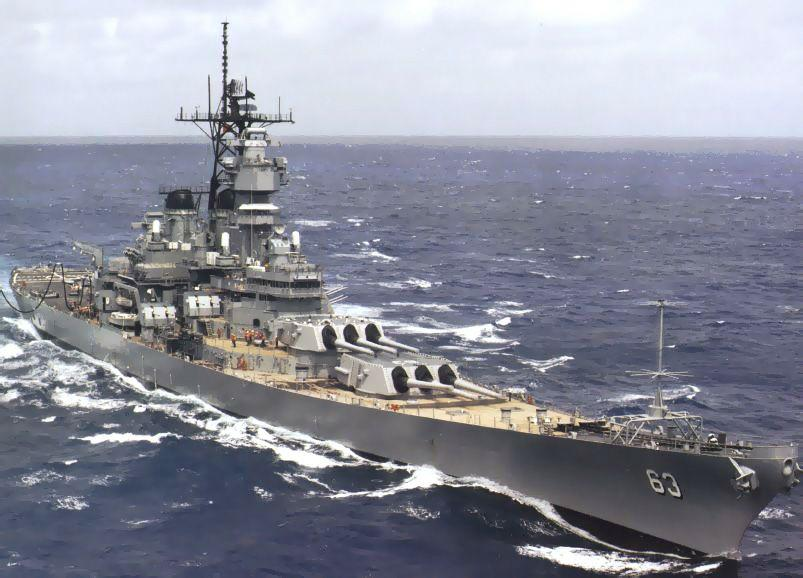
Missouri
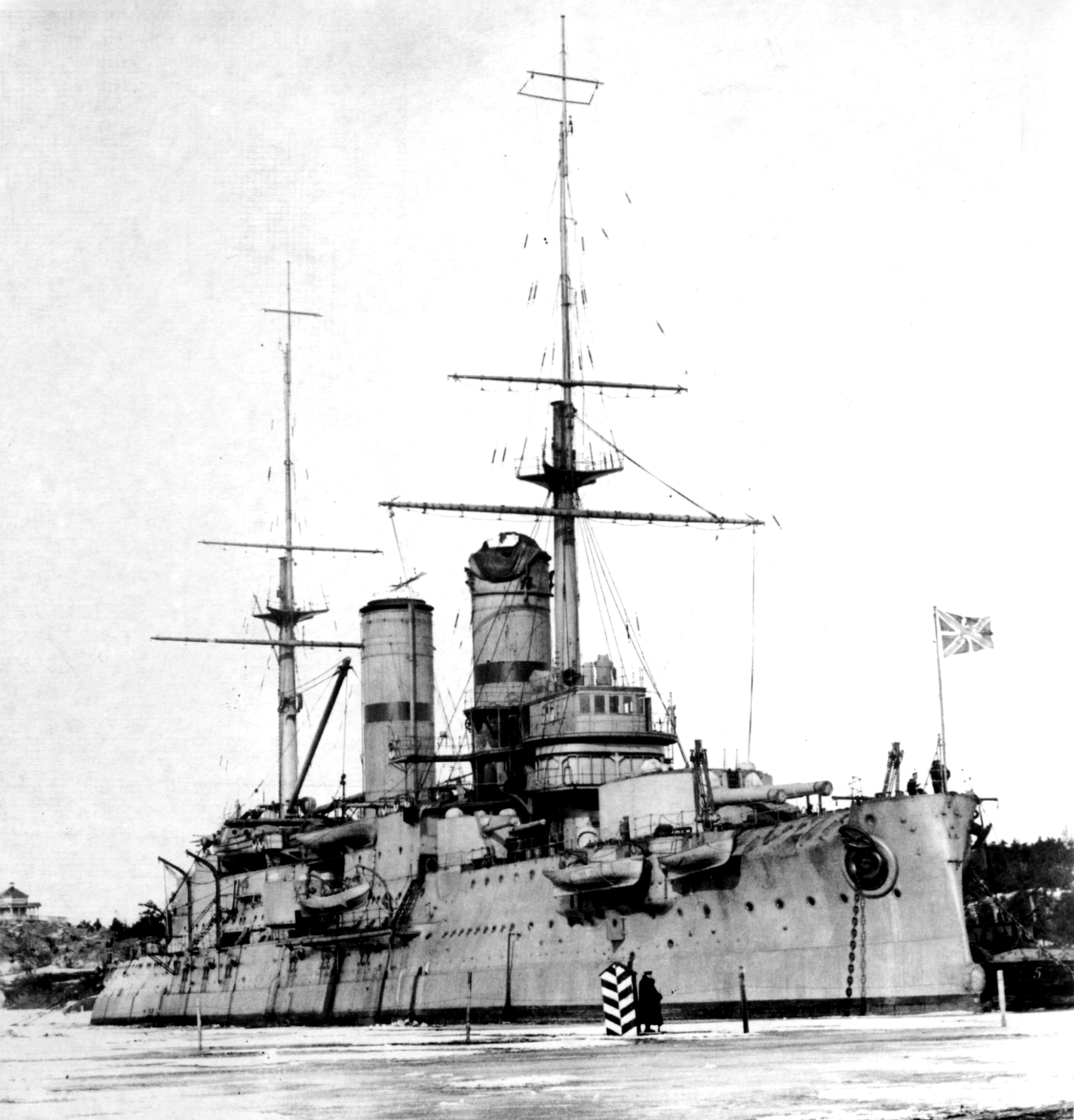
Slava

- Мониторы (плавучие батареи) — класс крупных надводных боевых кораблей предназначенных для бомбардировки приморских крепостей, ведения артиллерийского боя при защите своих прибрежных районов, а также огневой поддержки войск действующих на побережье.

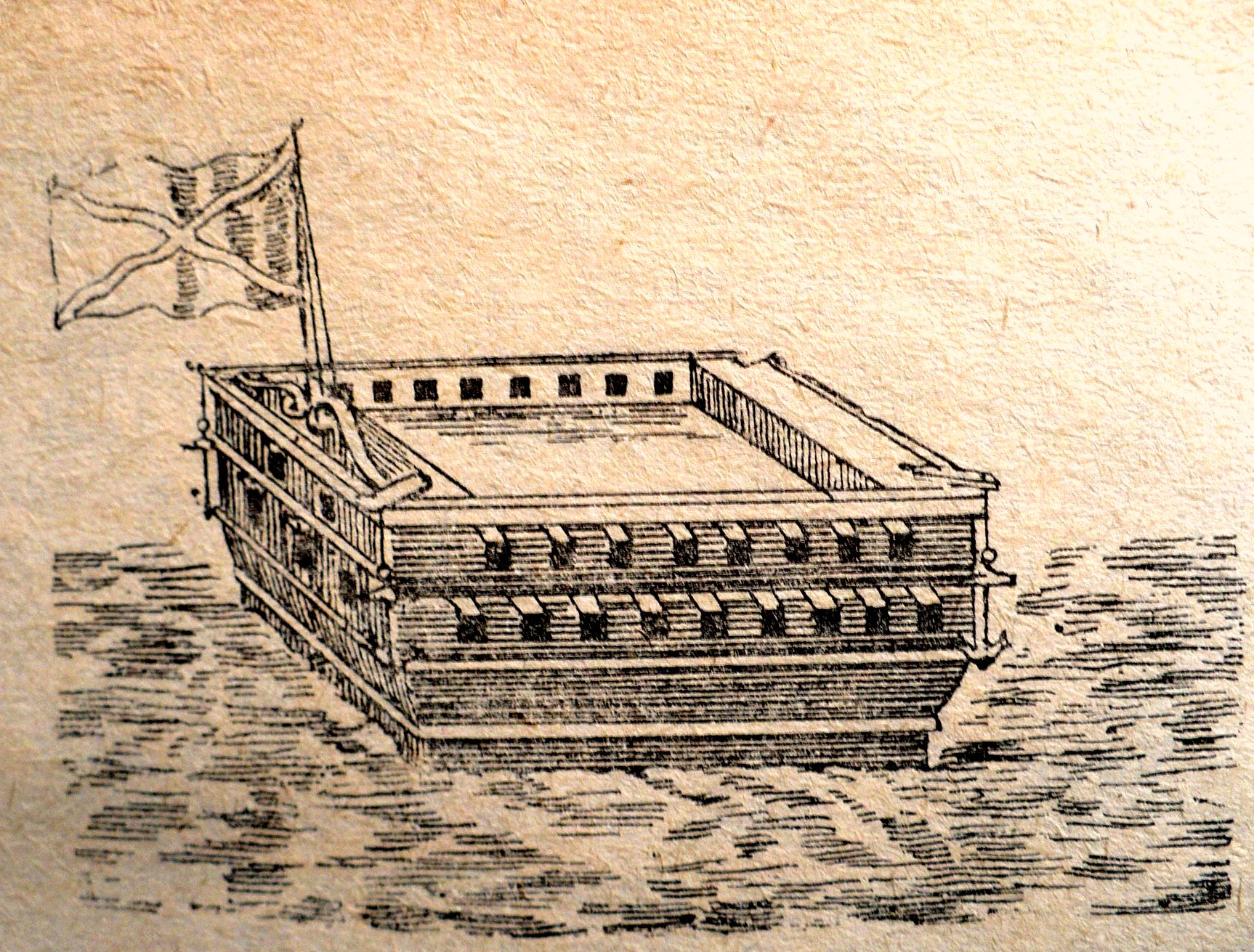
Pram
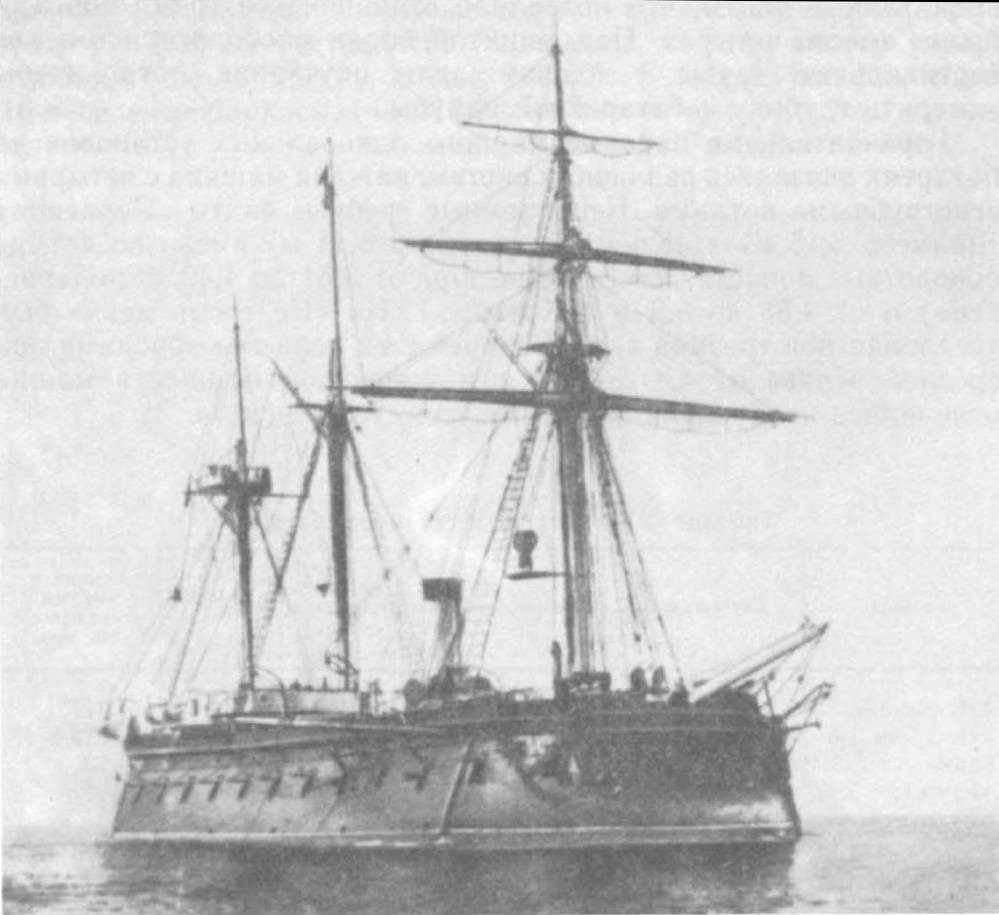
Pervenets
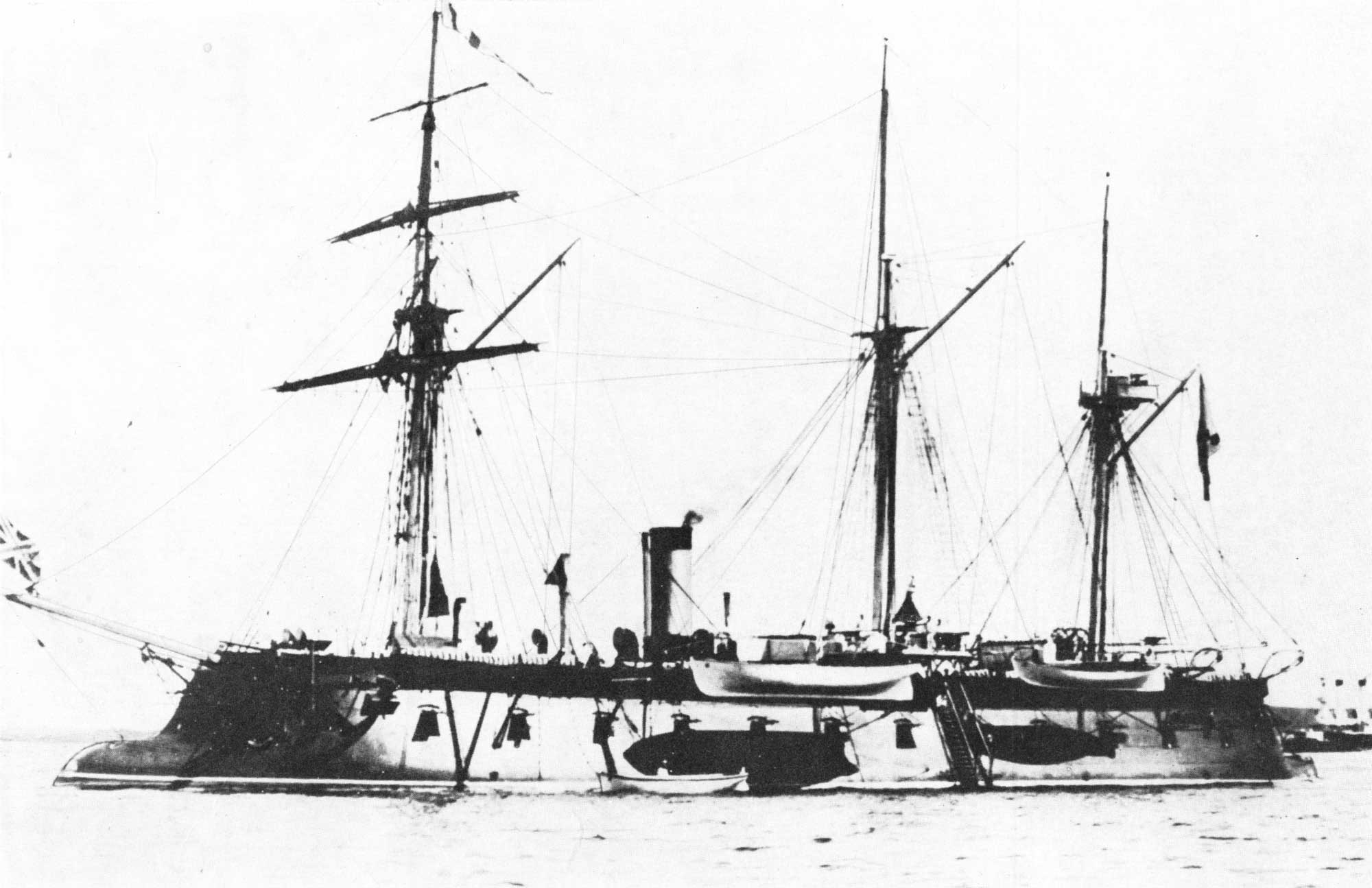
Kreml
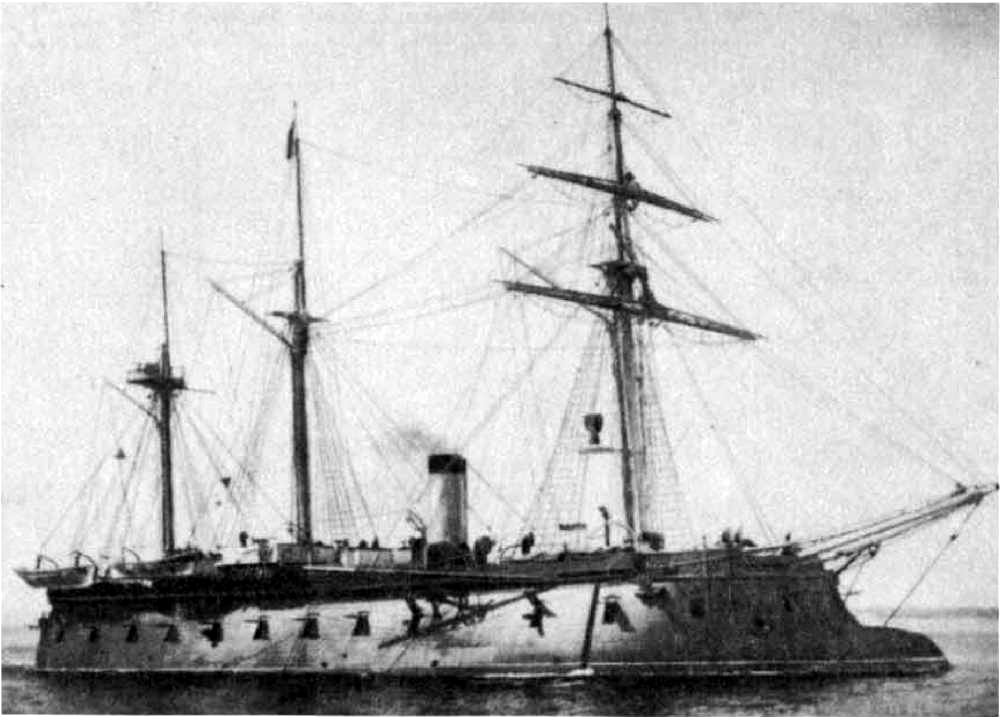
Ne-Tron-Me
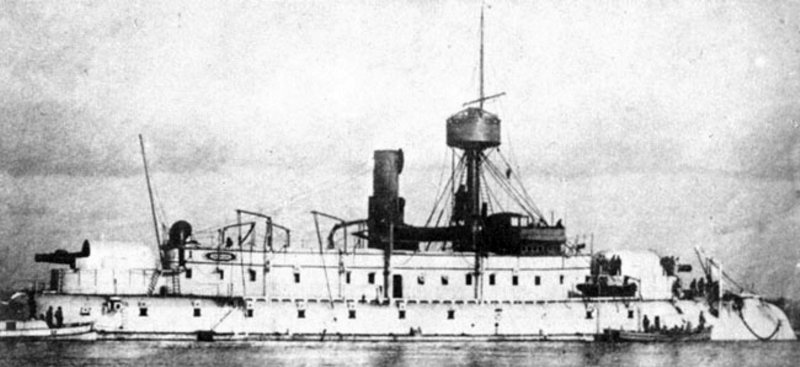
Tonnant
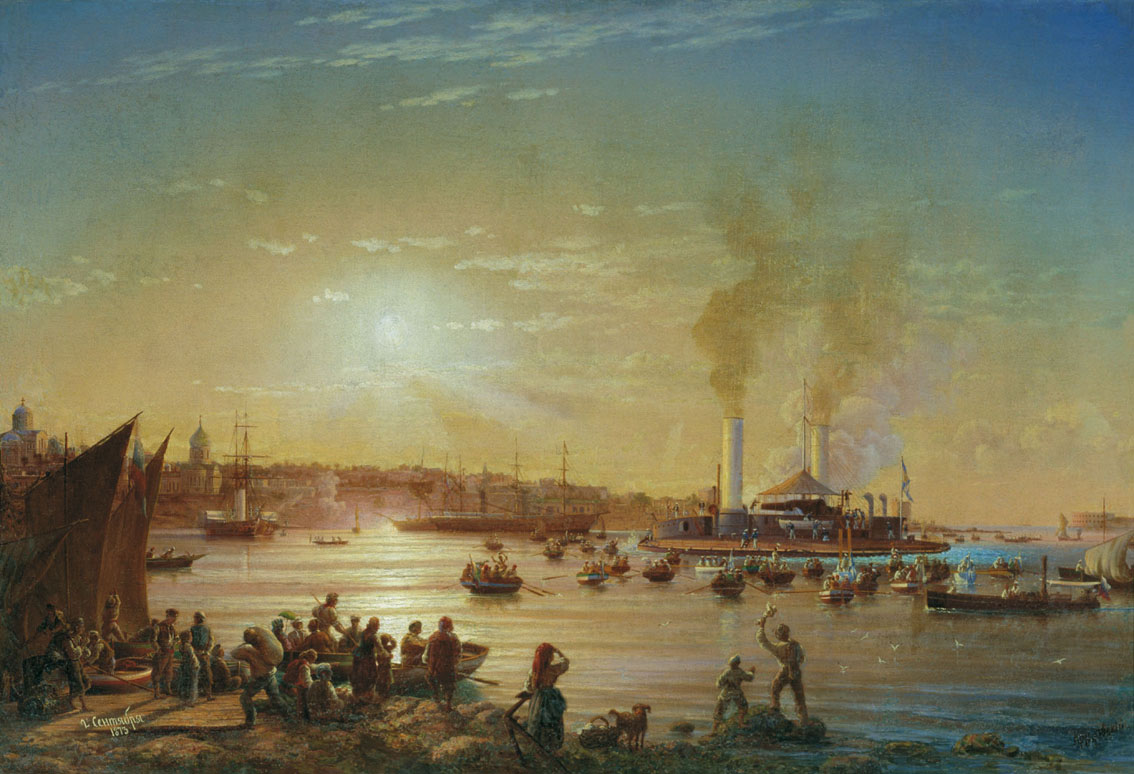
Novgorod
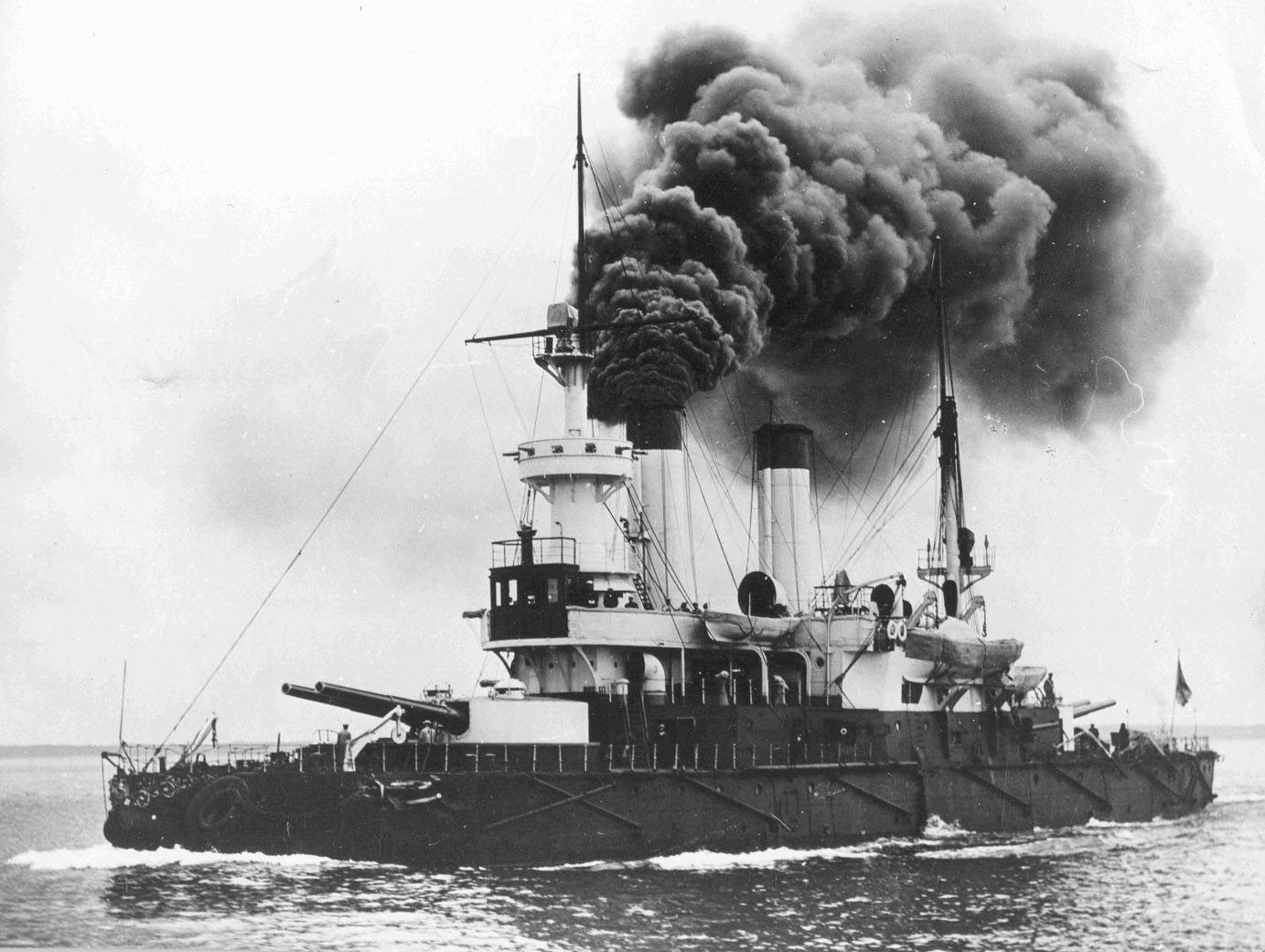
Senyavin

- Крейсера — класс крупных надводных боевых кораблей предназначенных для выполнения задач независимо от основного флота, среди которых может быть уничтожение боевых кораблей (надводных и подводных) и торговых судов противника, оборона своих соединений боевых кораблей и конвоев, огневая поддержка приморских флангов сухопутных войск и обеспечение высадки морских десантов. Основным вооружением крейсера является многоцелевой характер применения различных видов оружия (артиллерийского от 150-мм до 250-мм калибра, минно-торпедного, противолодочного, ПВО и ракетного).

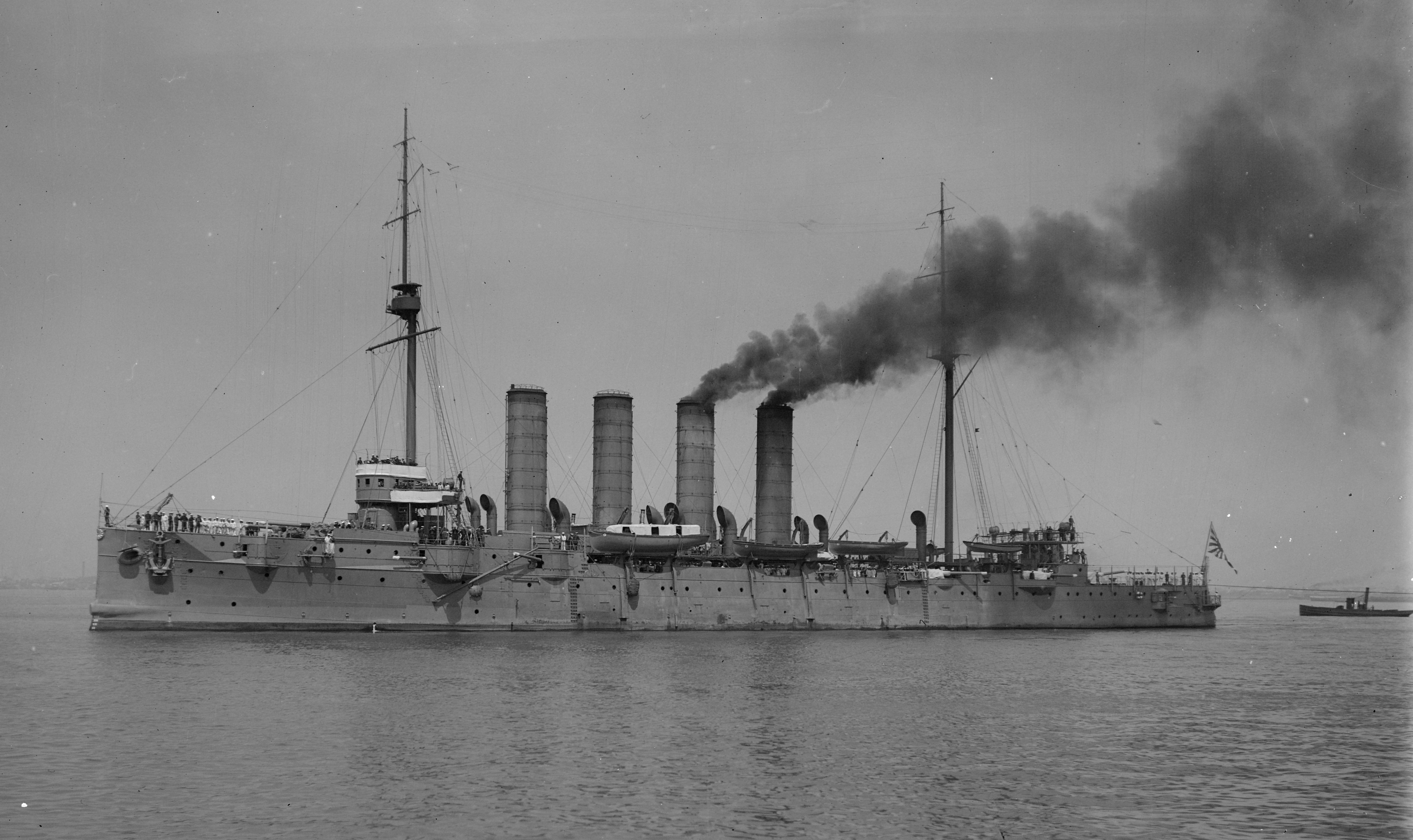
Soya
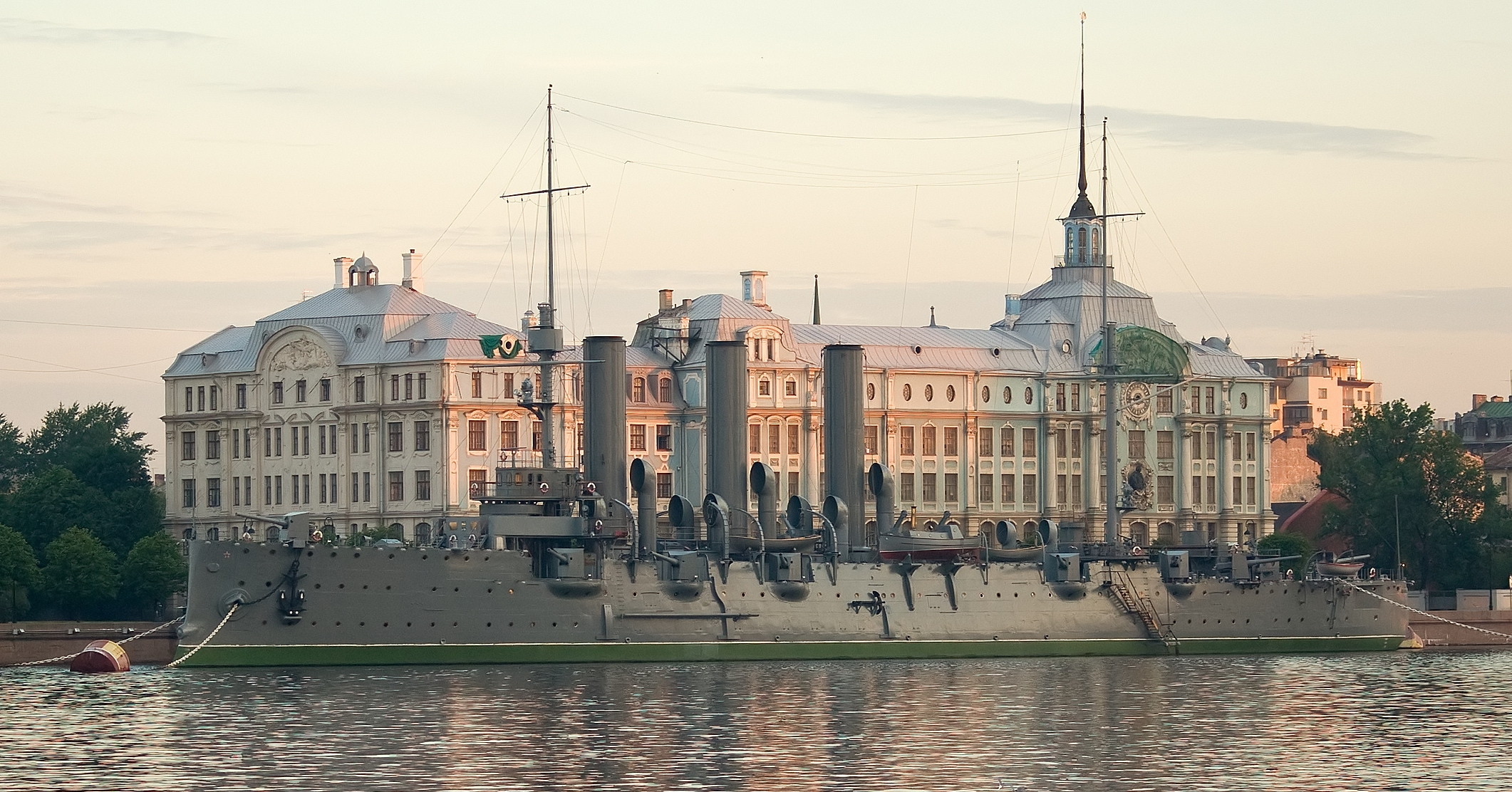
Avrora
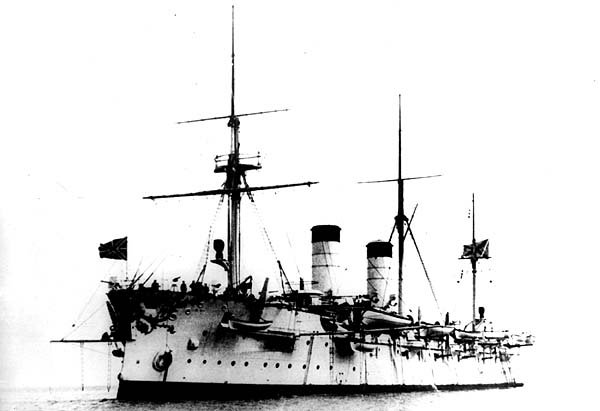
Rurik
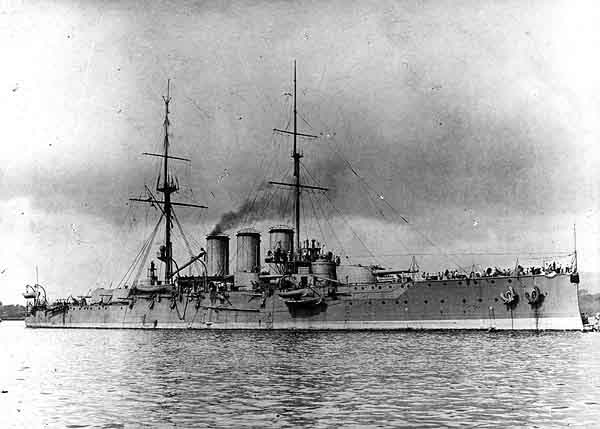
Ryurik(II)
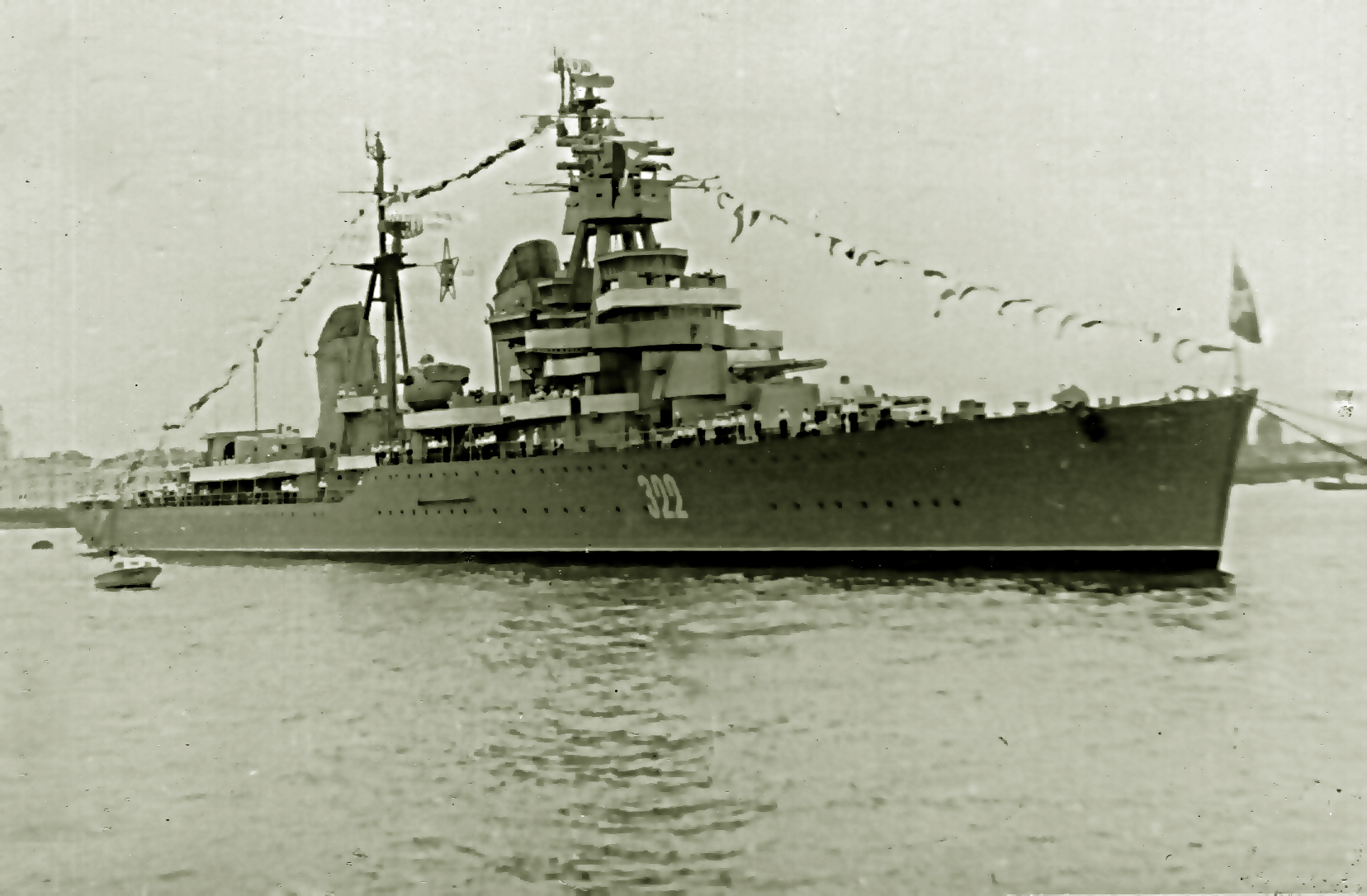
Kirov
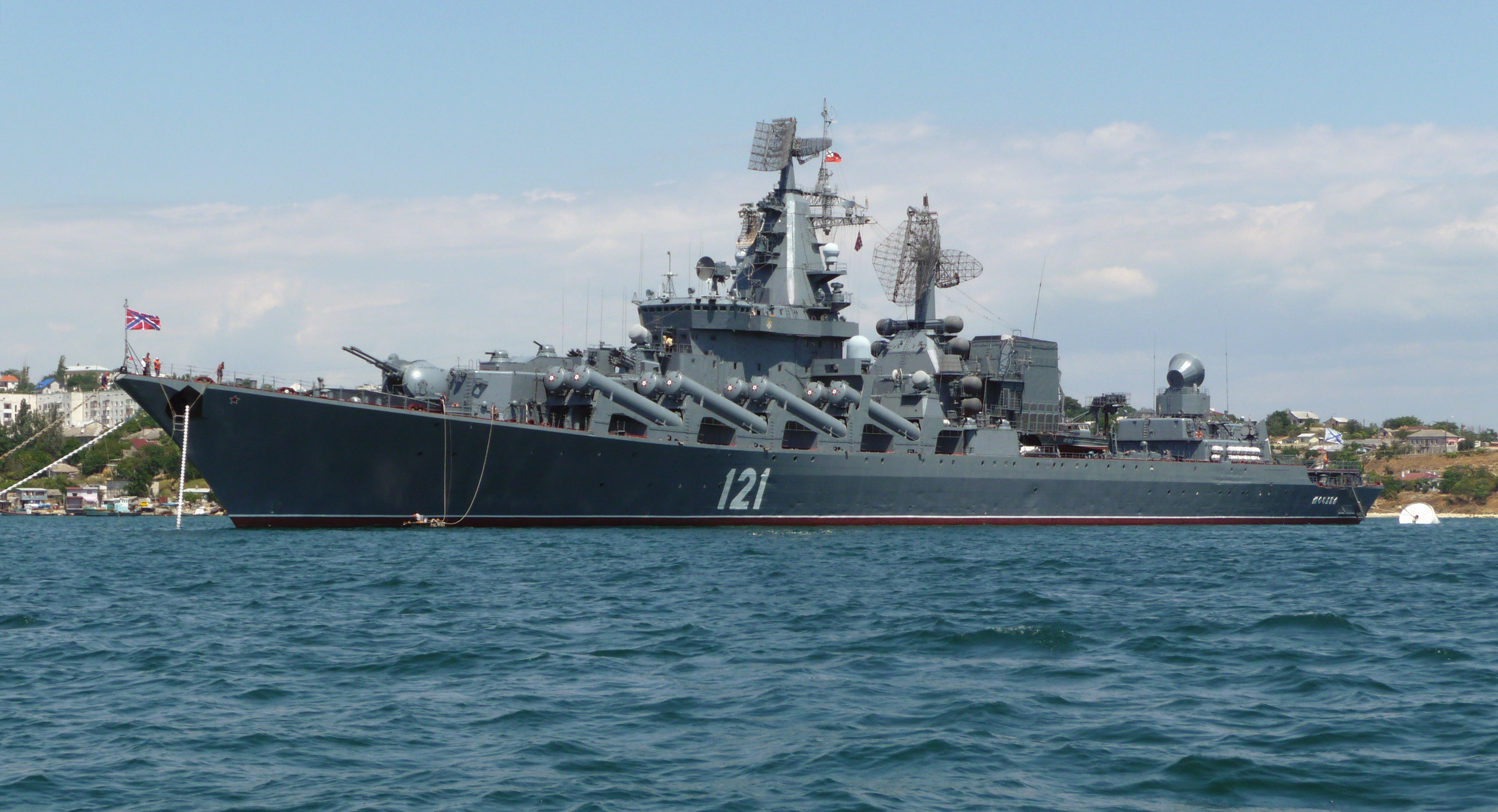
Slava
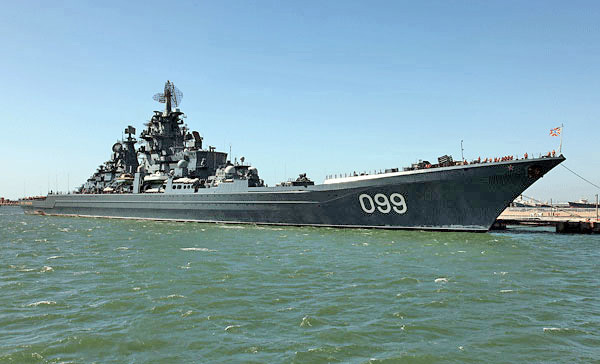
Pyotr Velikiy

- Подводные лодки — класс подводных боевых кораблей и подводных кораблей специального назначения предназначенных для поражения важных военно-промышленных и административных центров, уничтожения подводных лодок, кораблей и судов противника, ведения разведки, скрытной постановки минных заграждений, а также обеспечения высадки диверсионно-разведывательных групп. Основным вооружением подводной лодки является минно-торпедное или ракетное вооружение.

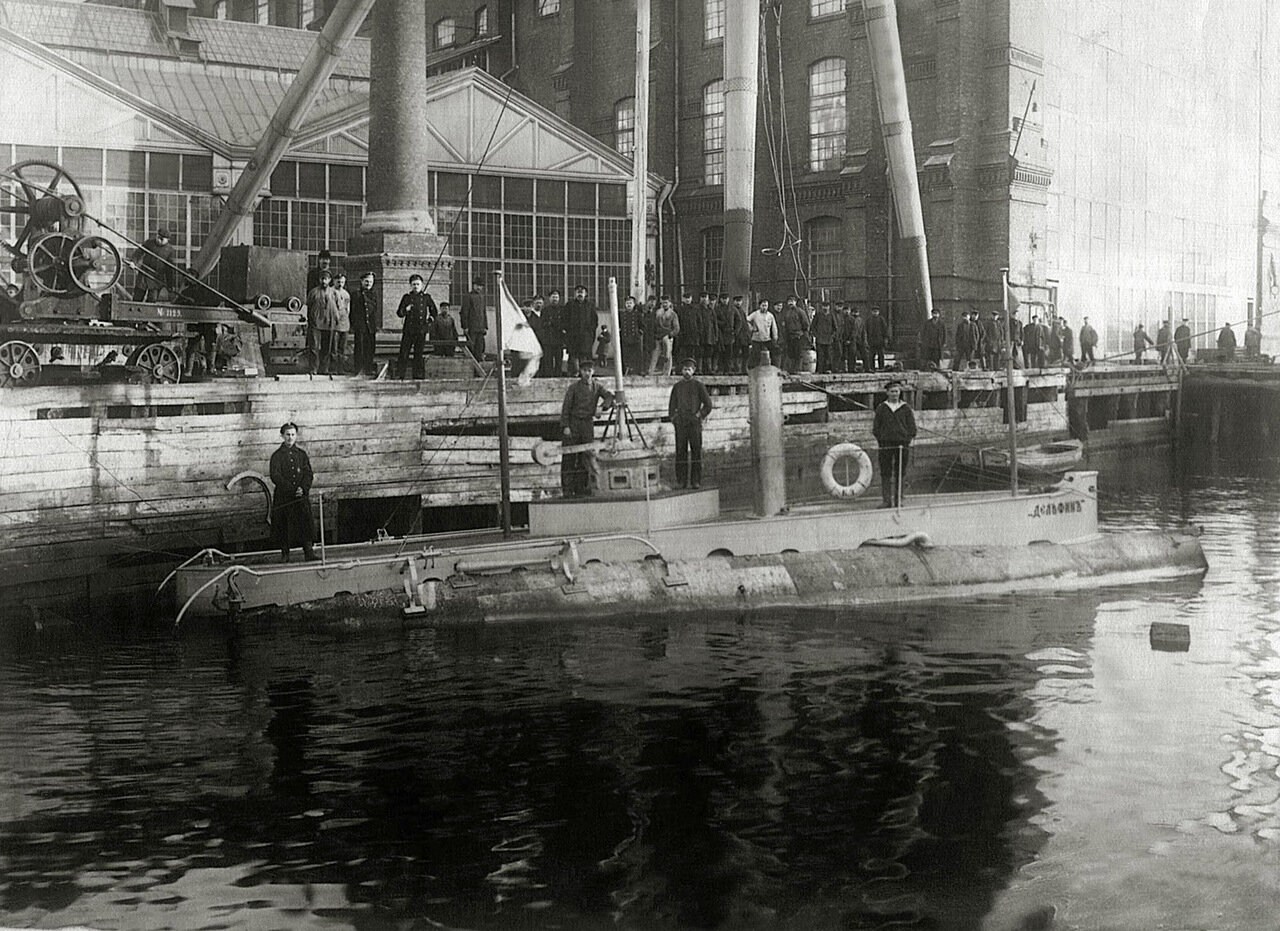
Dolphin
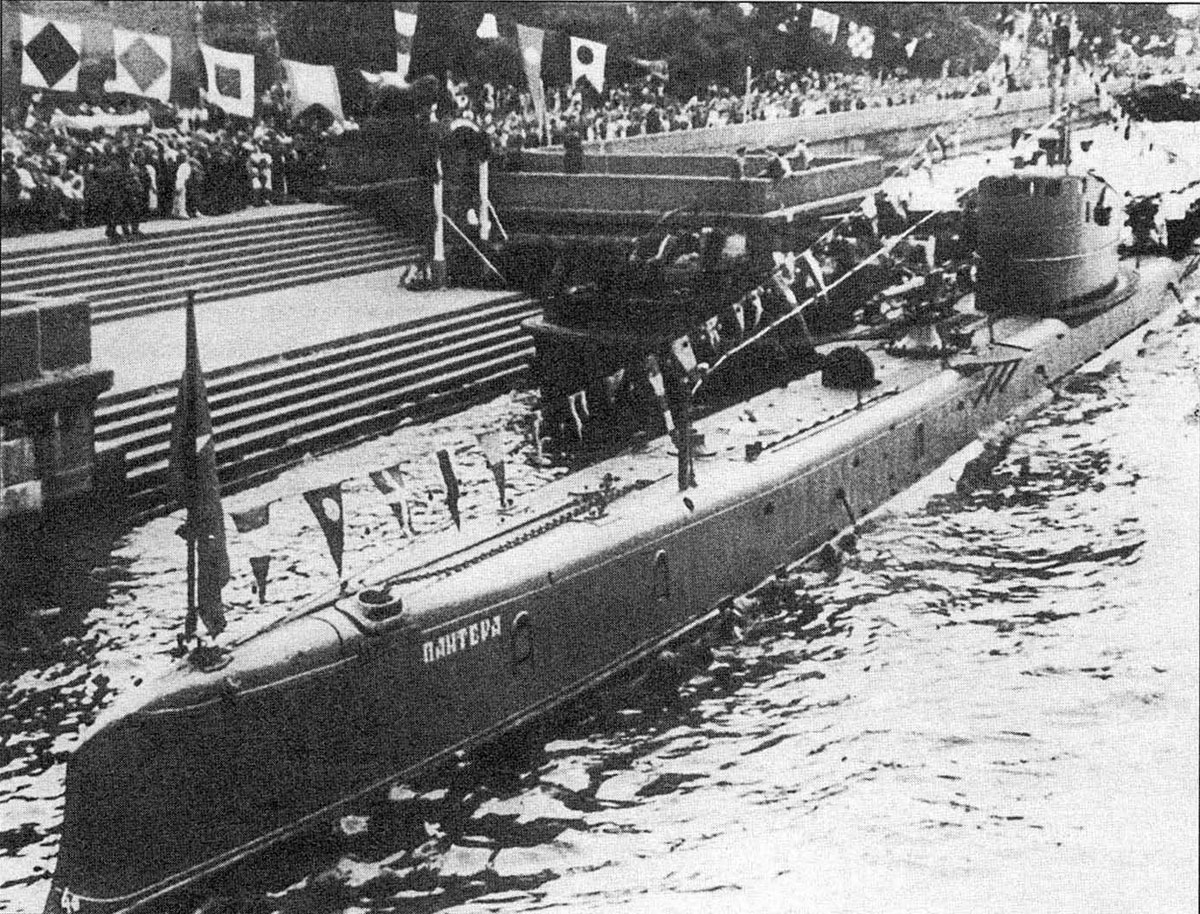
Pantera
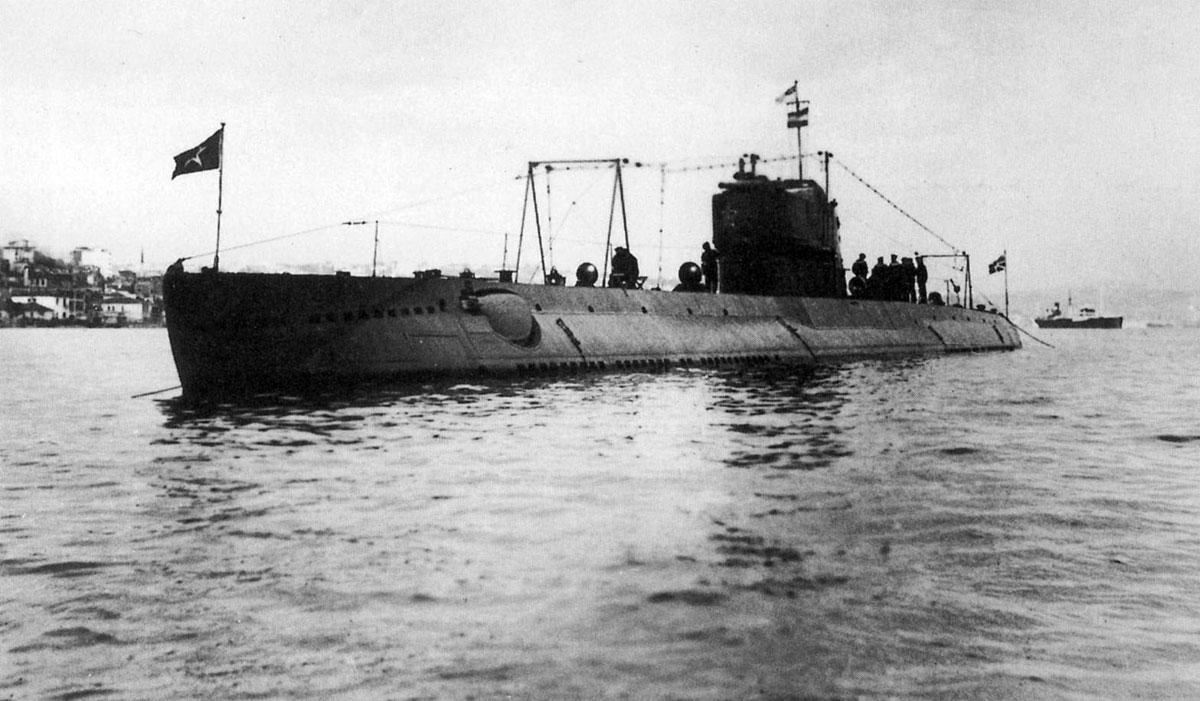
Революционер
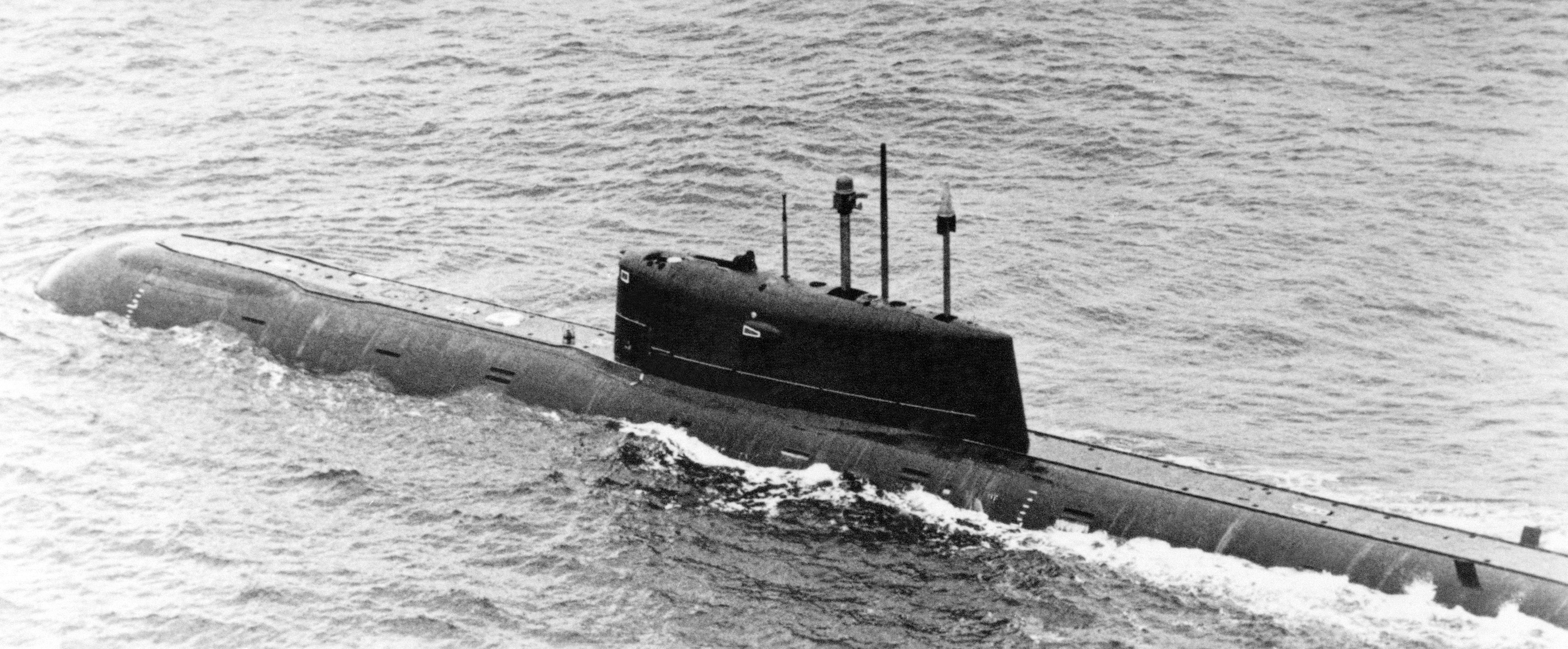
Комсомолец
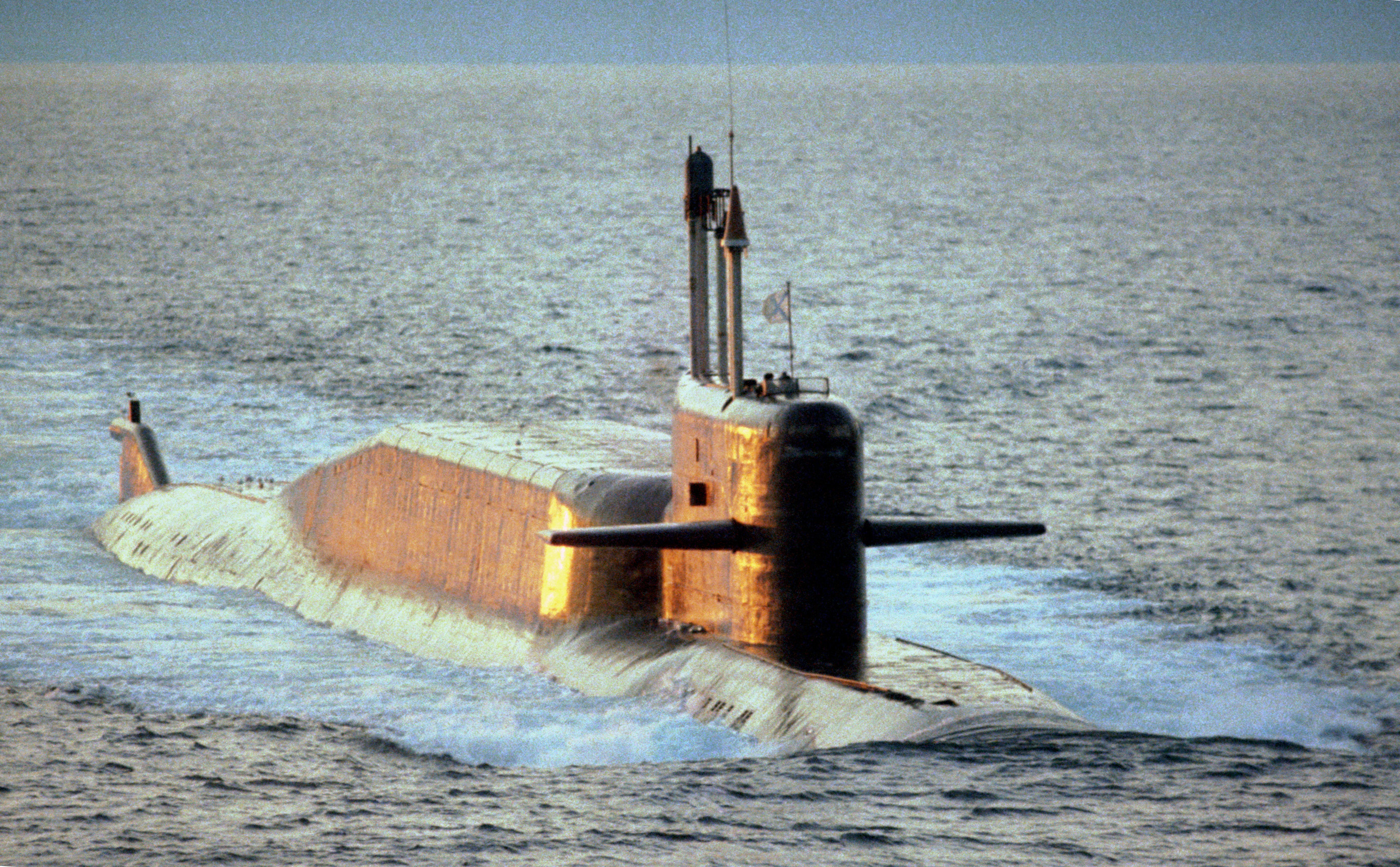
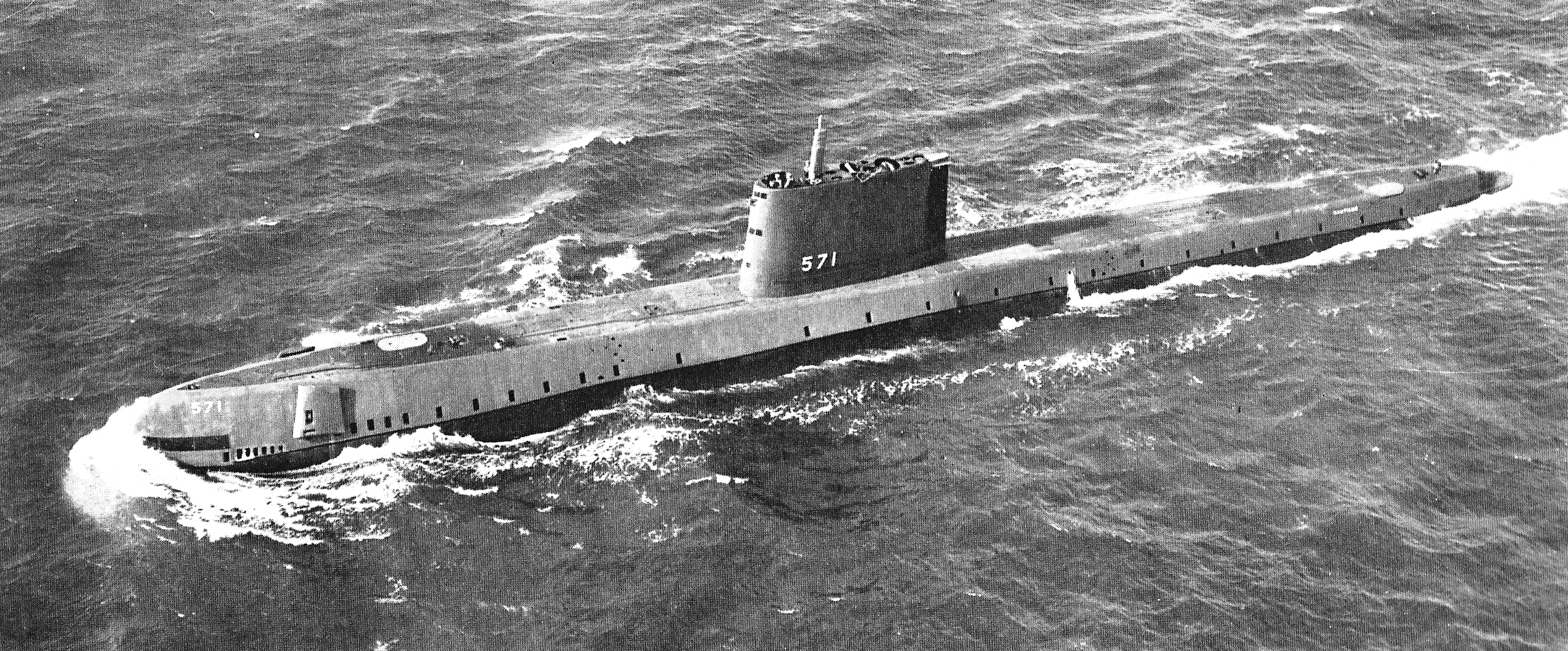
Nautilus

- Учебные корабли — класс надводных кораблей специального назначения предназначенных для прохождения морской практики курсантами, нахимовцами учебных заведений ВМФ.

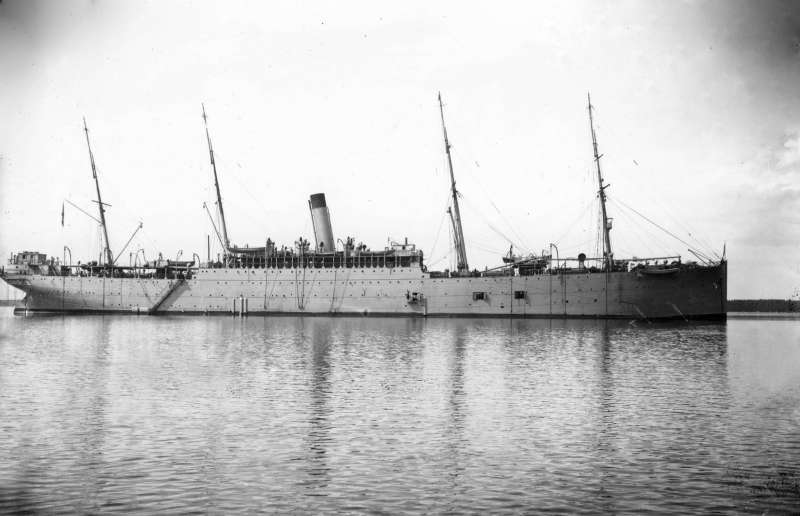
Nikolaev
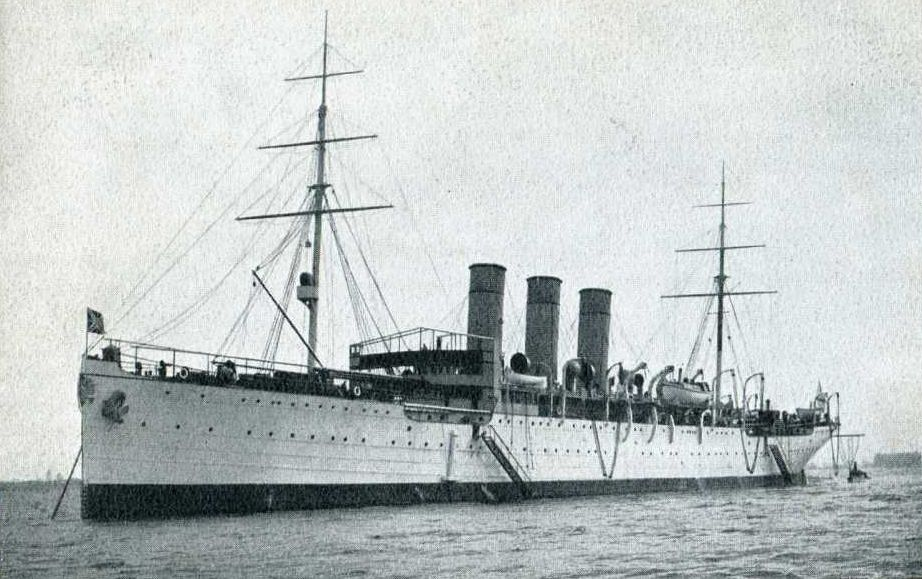
Okean
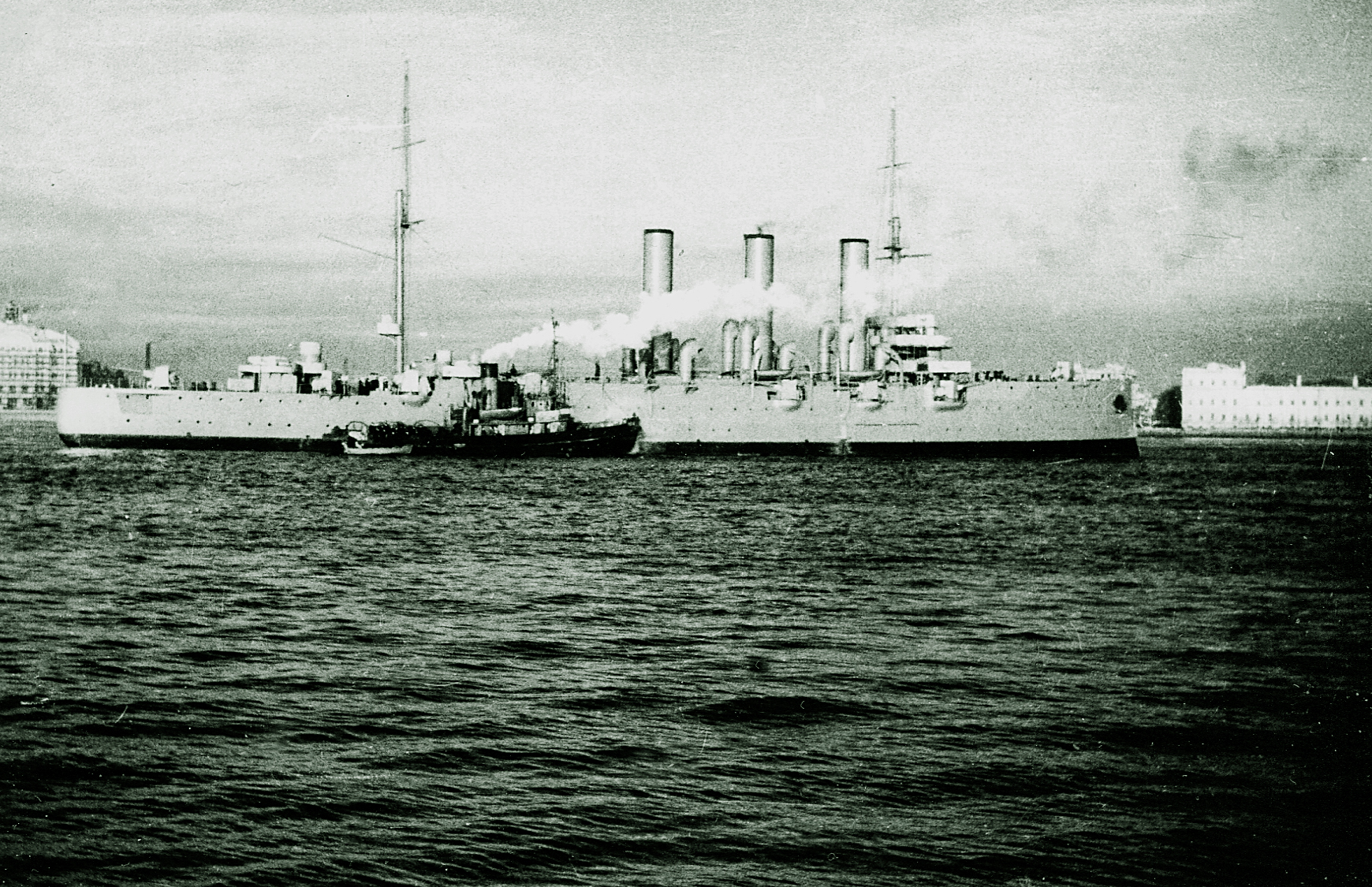
Aurora
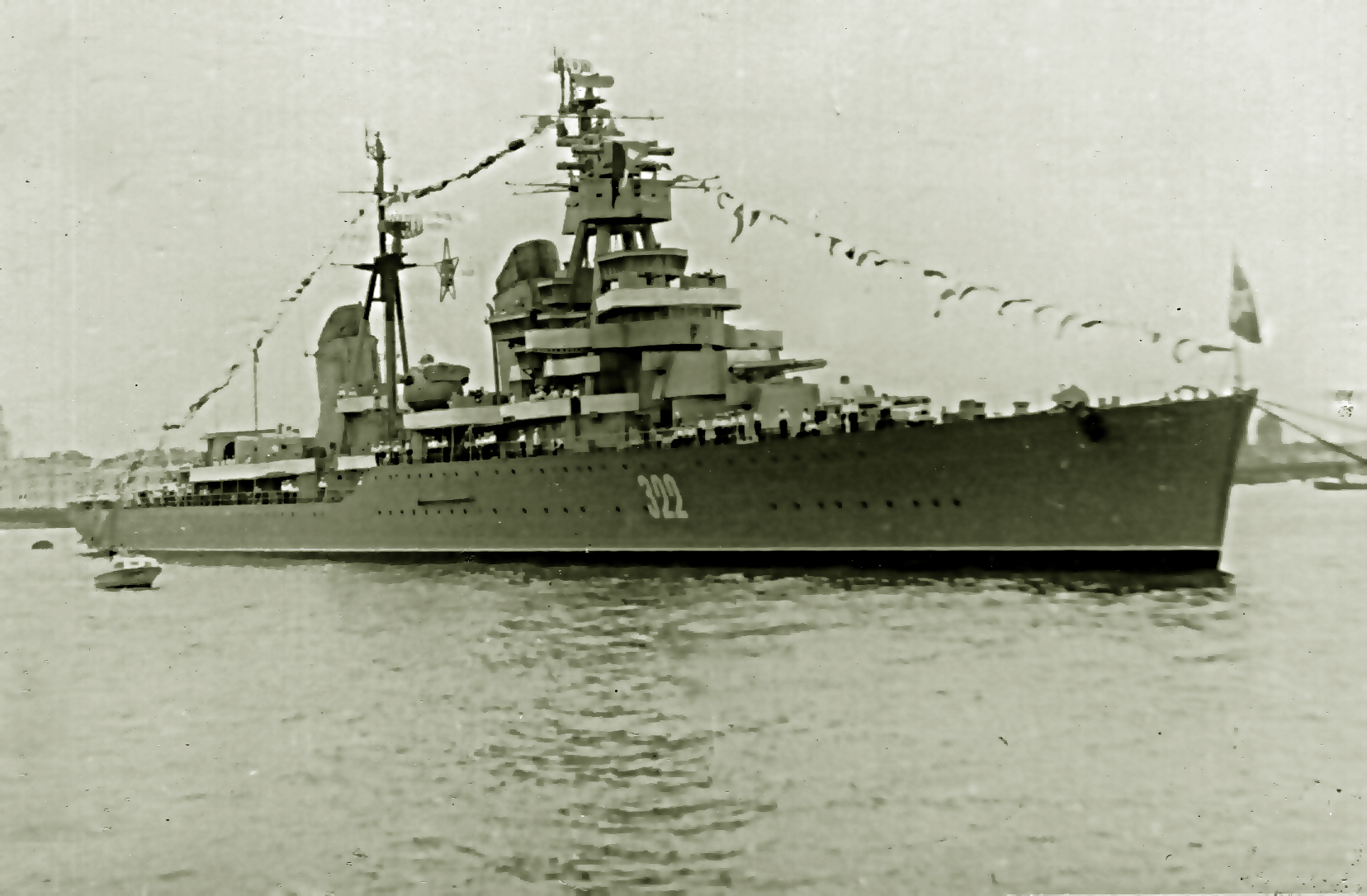
Kirov
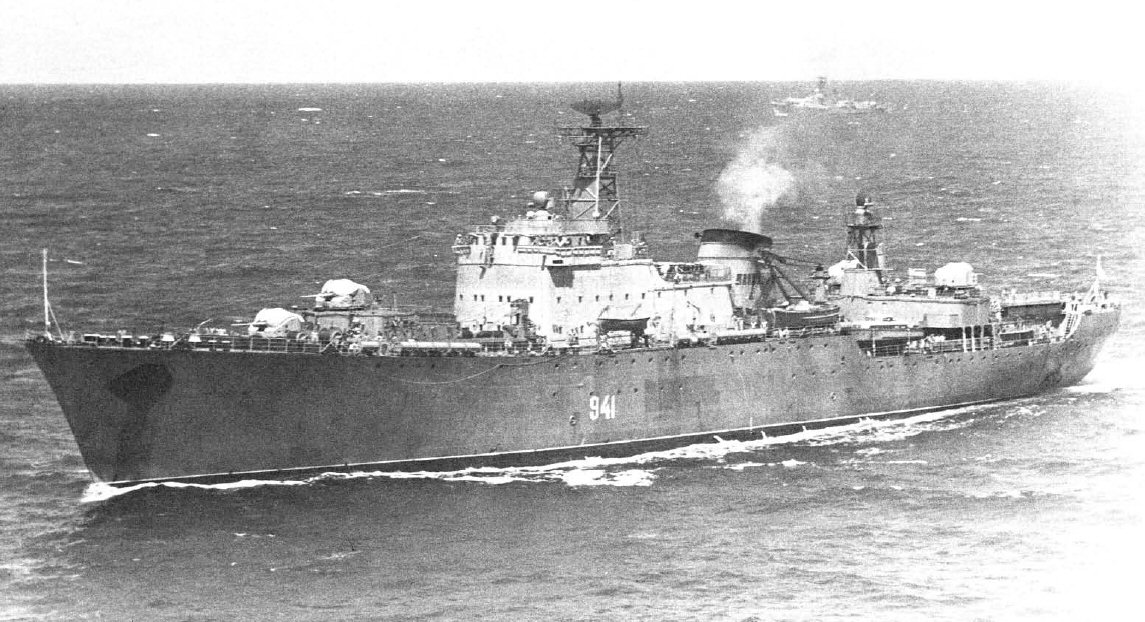
Gangut
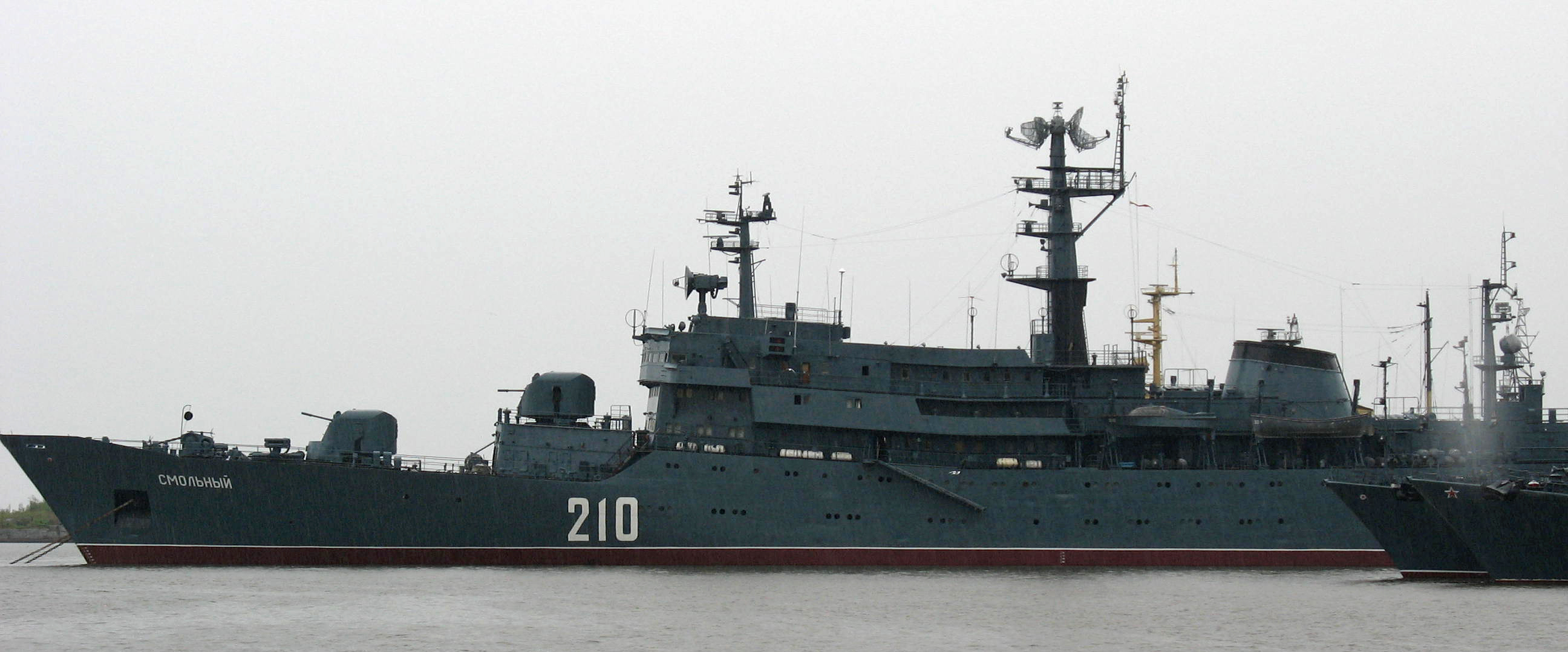
Smolniy
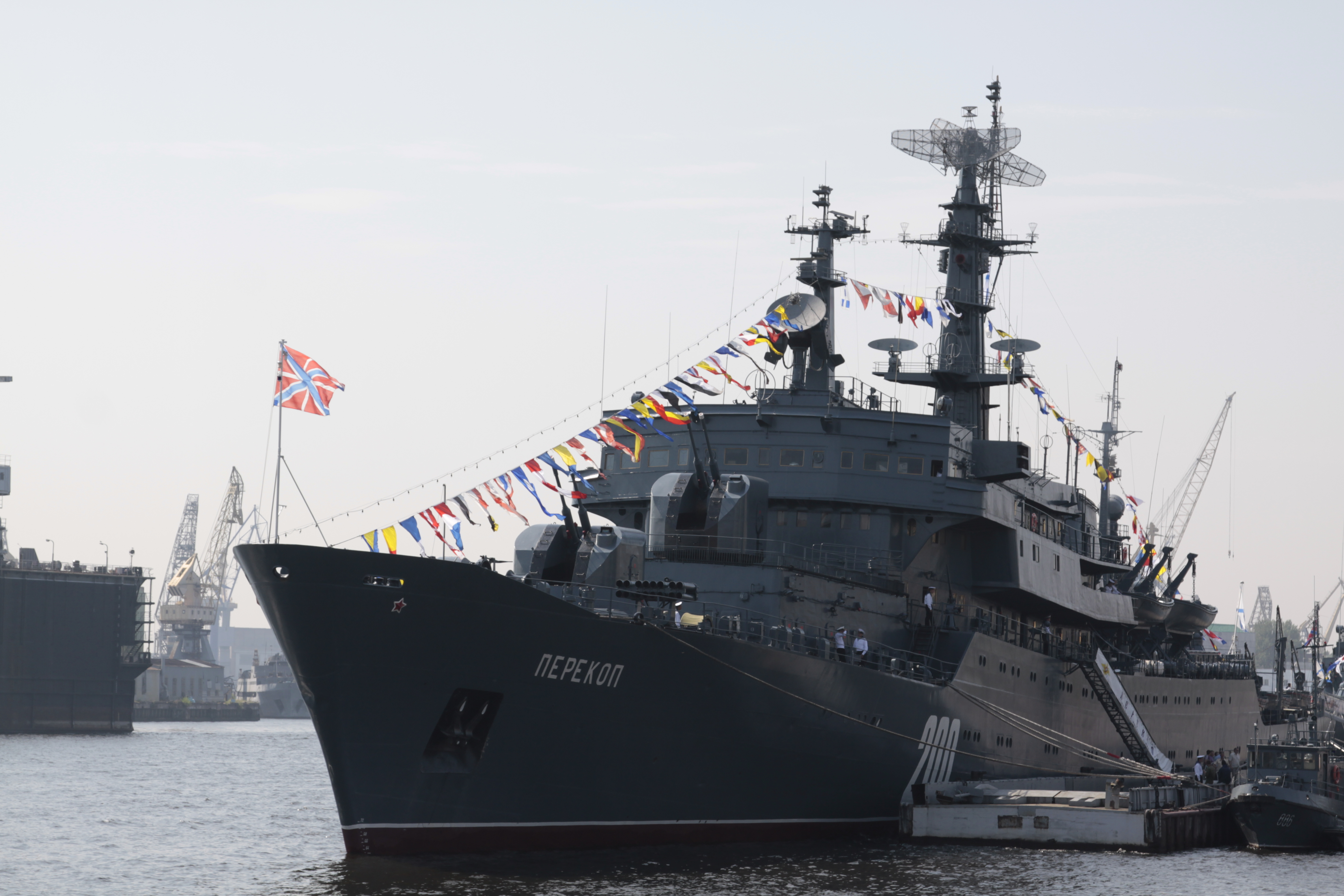
Perekop

- Канонерские лодки — класс надводных боевых кораблей предназначенный для ведения артиллерийского боя в прибрежных районах и на мелководье, нанесения артиллерийских ударов по береговым объектам, живой силе и боевой технике противника, а также перевозки войск, конвойной, дозорной служб в прибрежных районах. Основным вооружением канонерской лодки является артиллерия от 100-мм до 250-мм калибра.

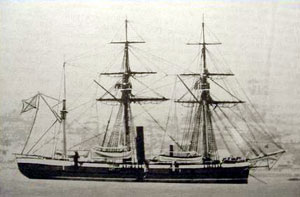
Morw
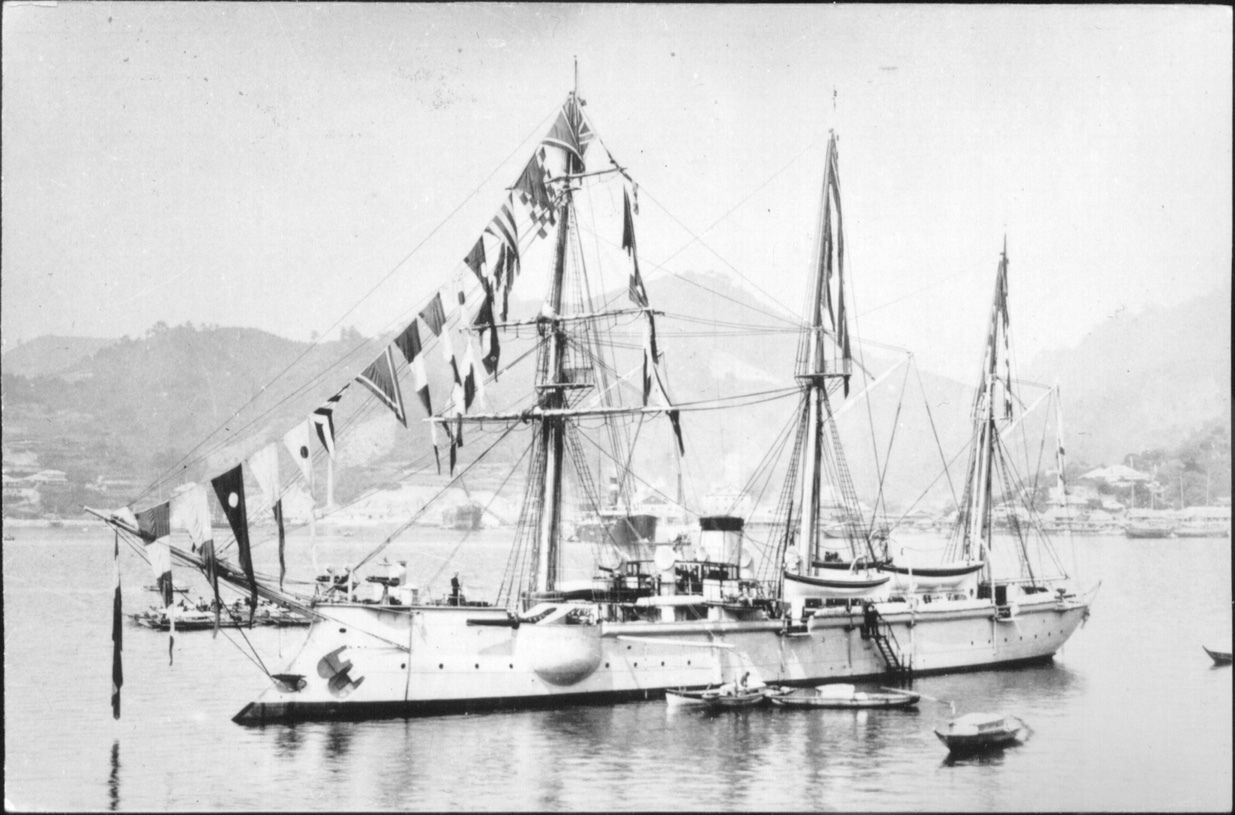
Koreets
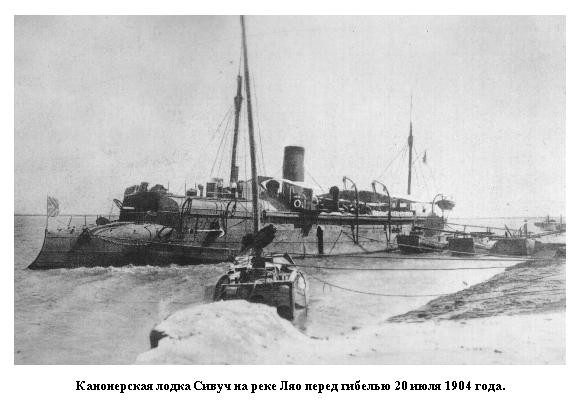
Bobr
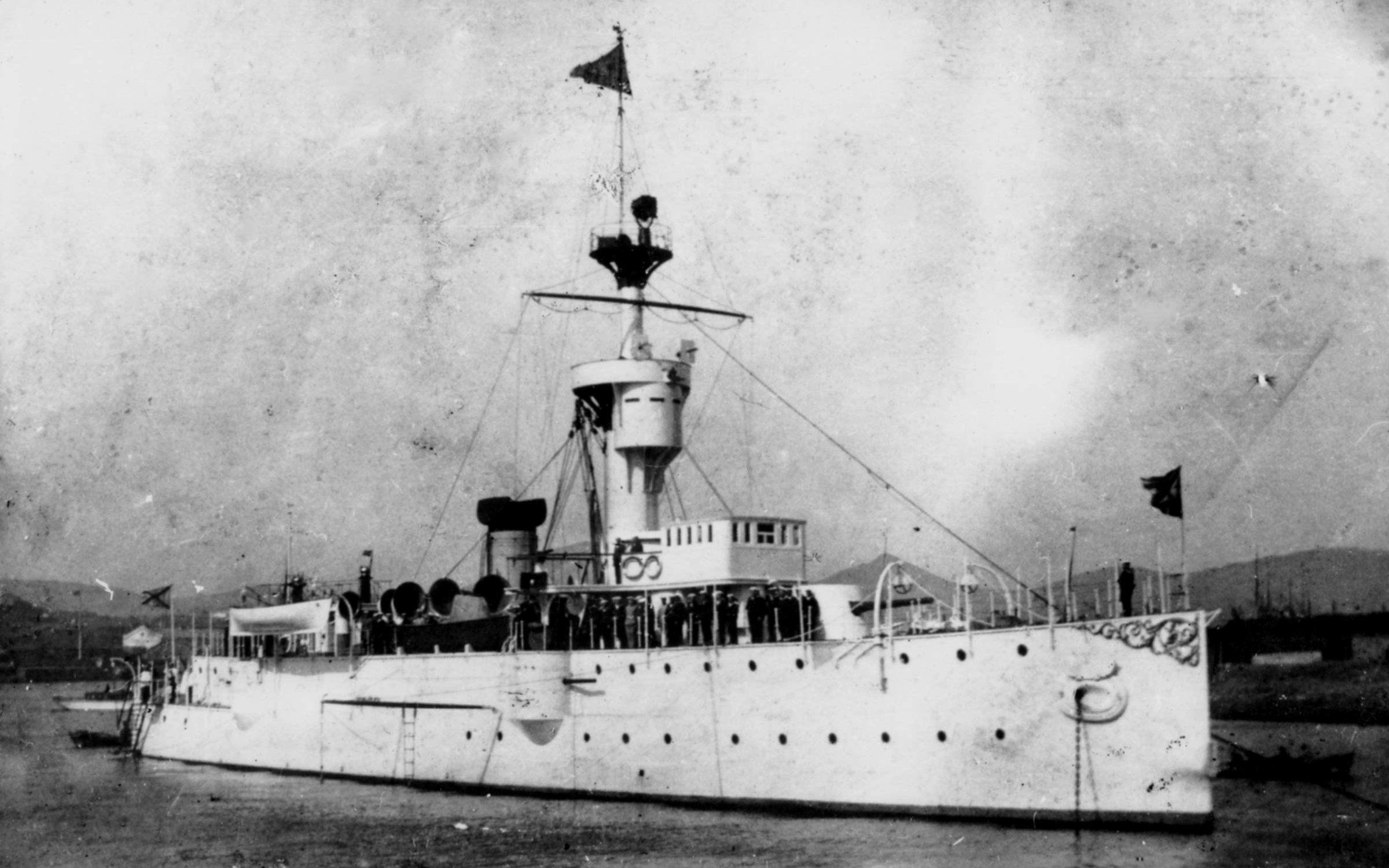
Gilyak
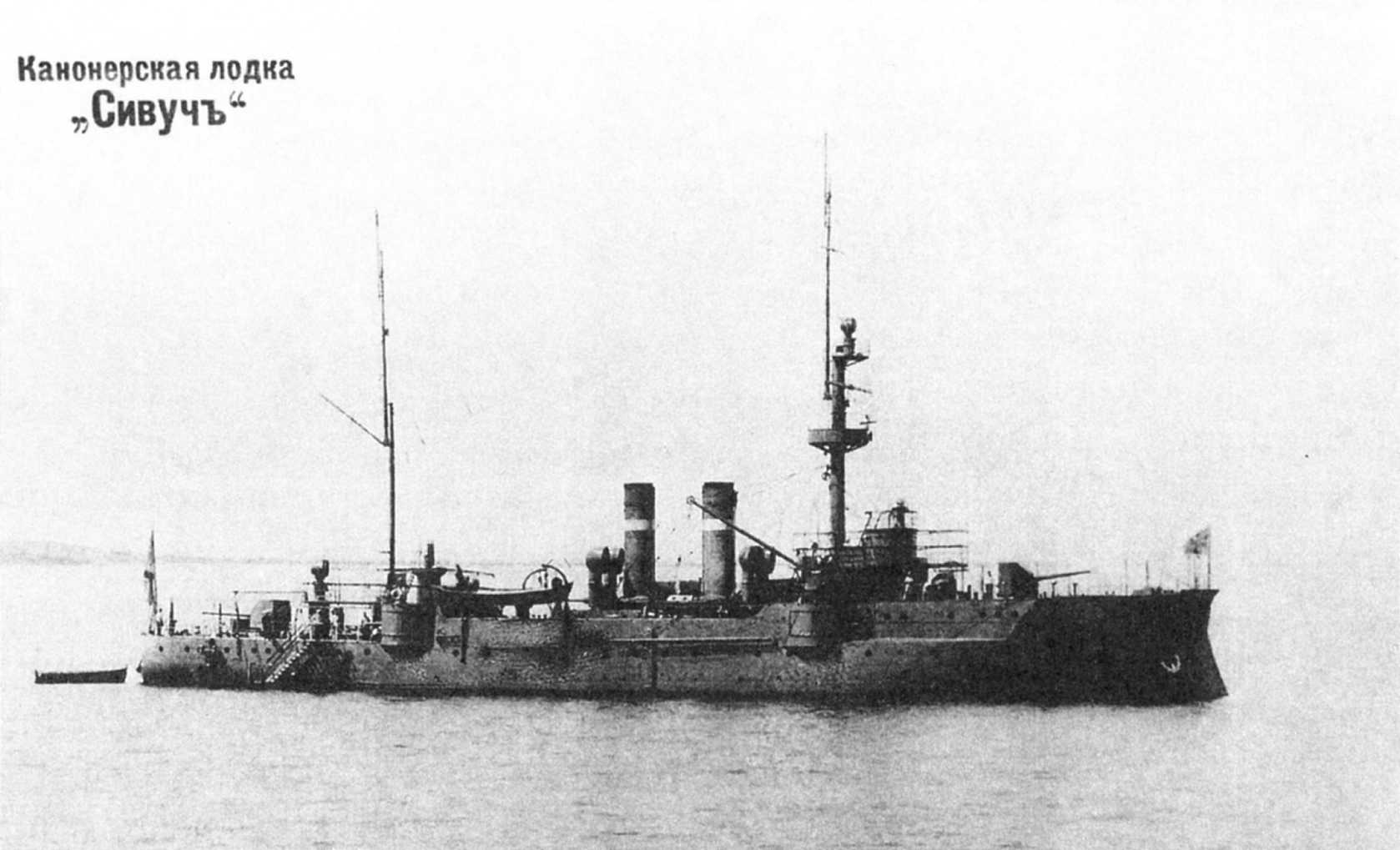
Sivuch
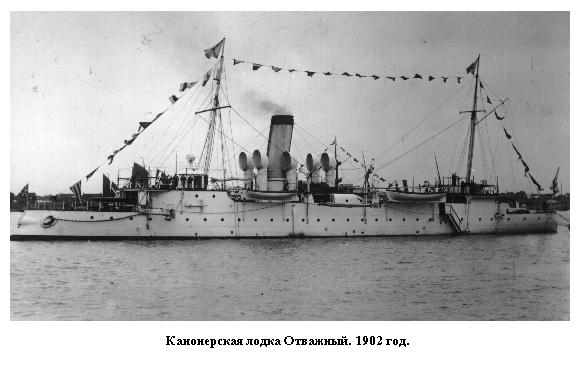
Otvazhnyy
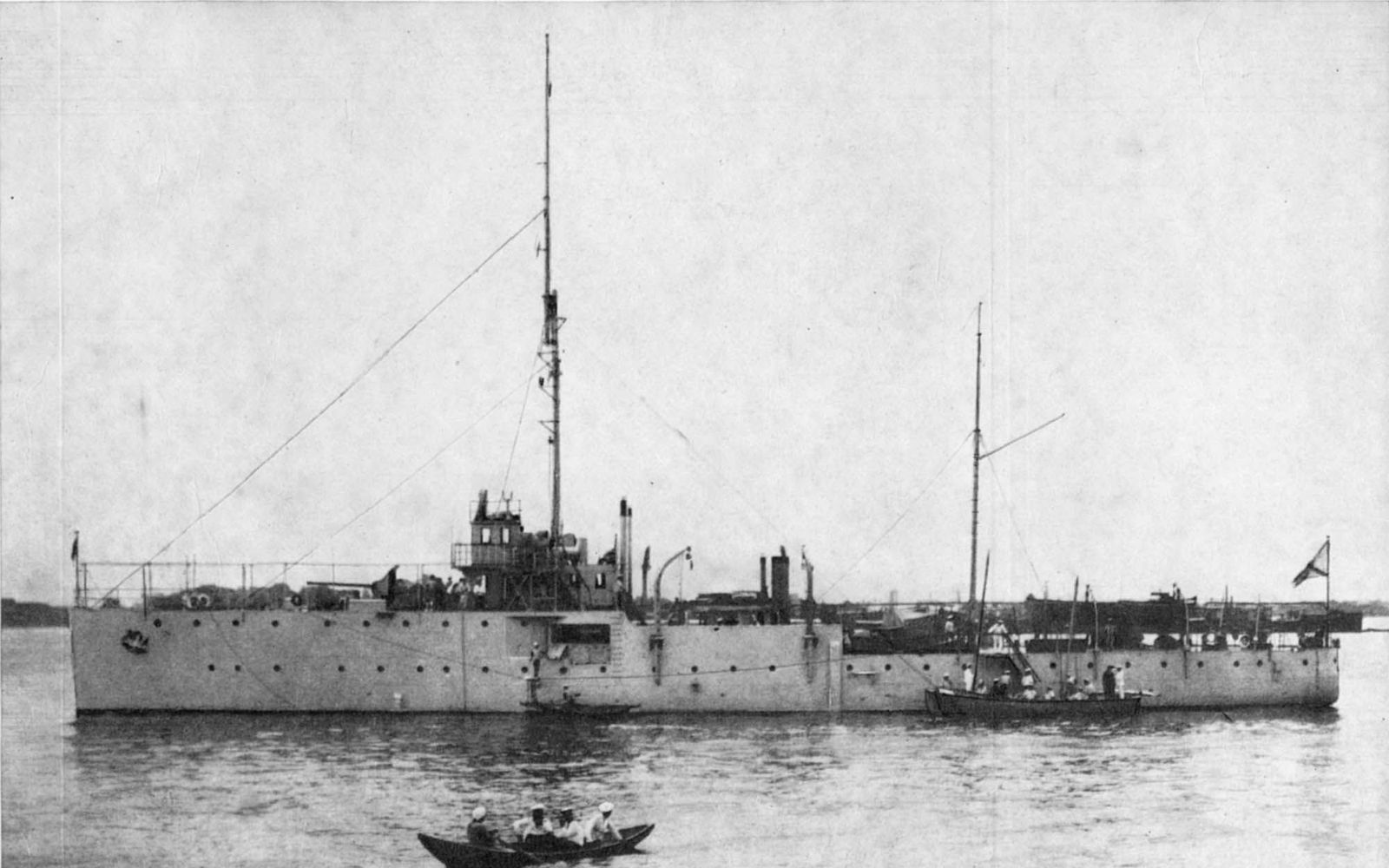
Argadan

- Эскадренные миноносцы (эсминцы) — класс надводных боевых кораблей предназначенный для действий в составе эскадры в целях разведки, нанесения торпедных ударов по крупным кораблям противника, постановки минных заграждений, уничтожения в морском бою лёгких сил (эсминцев, миноносцев, боевых катеров) и подводных лодок, охранения своих крупных кораблей и конвоев, огневой поддержки при обеспечении высадки морских десантов, а также несения дозорной службы и брандвахты на дальних подступах к своим базам. Основным вооружением эсминца являются самодвижущиеся мины (торпеды) и обычные мины.

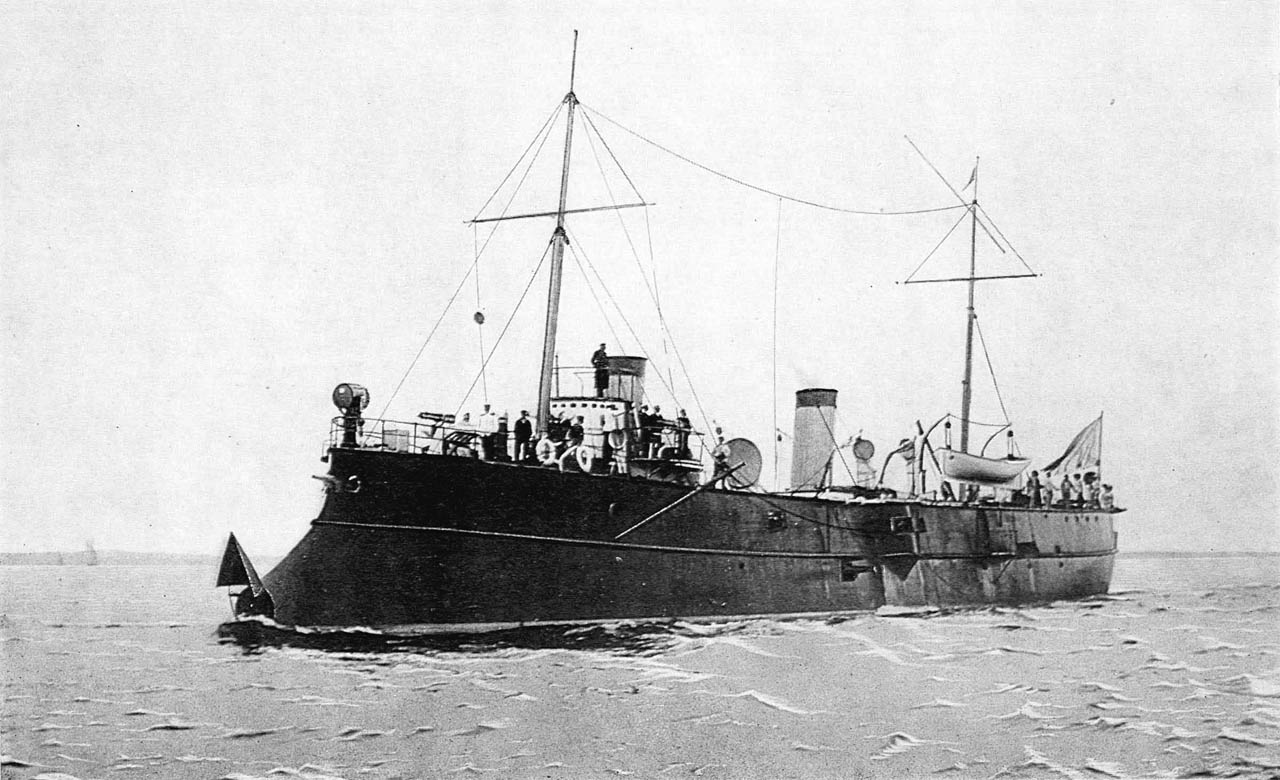
Il'in
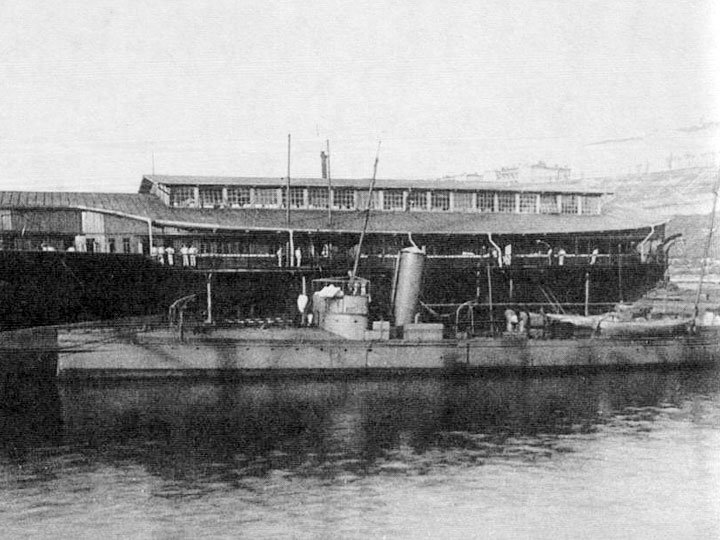
Kazarskiy
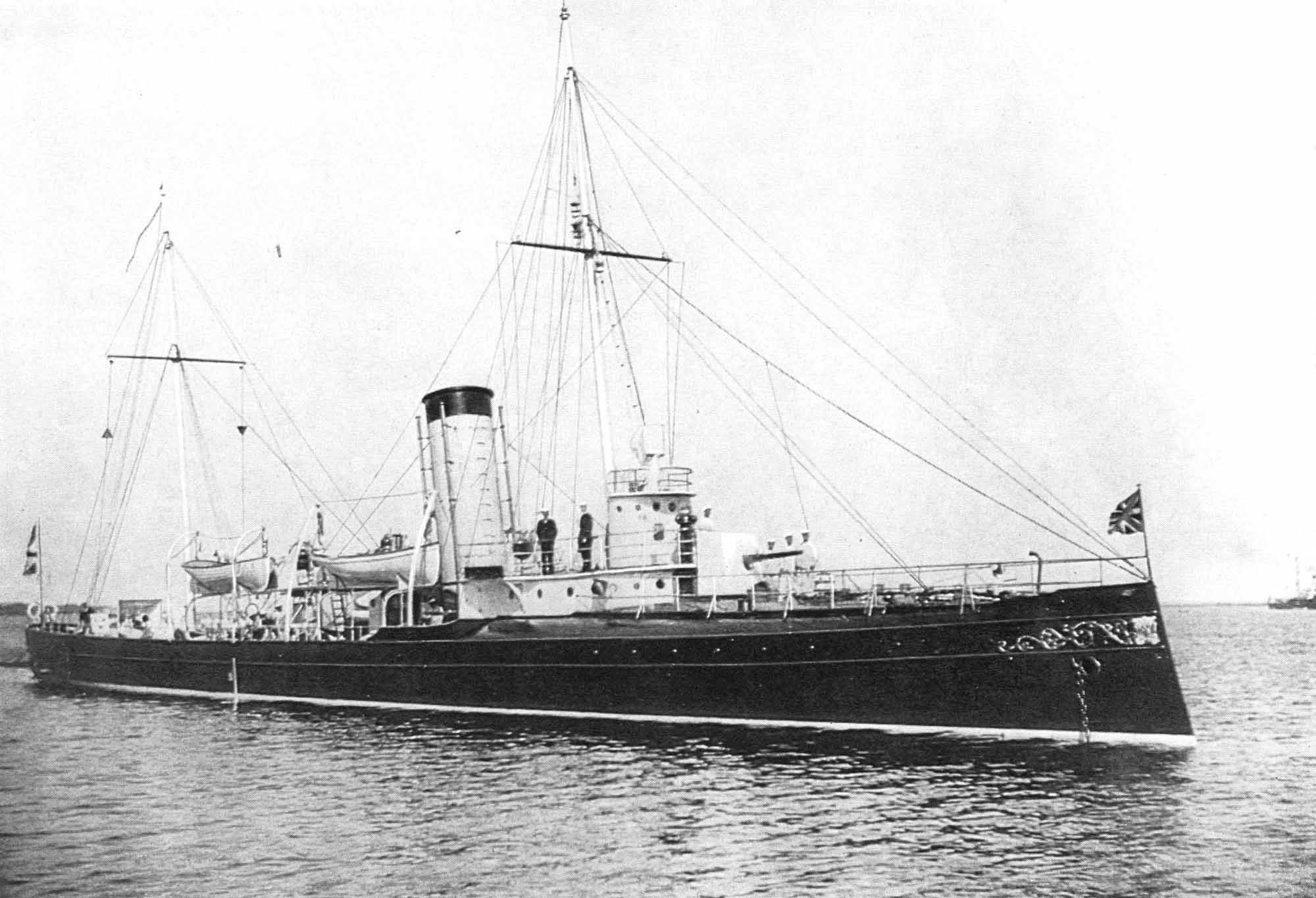
Abrek
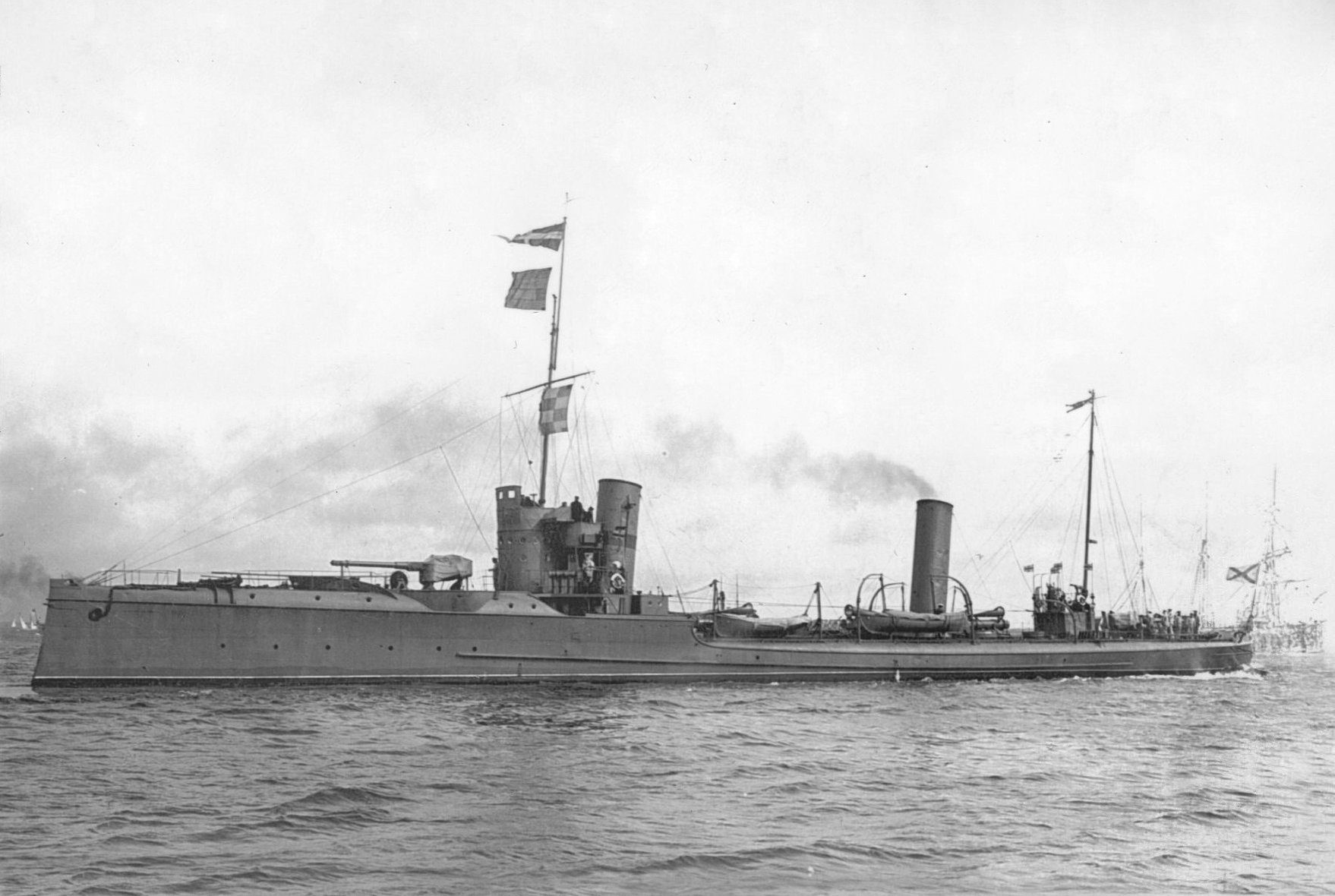
Finn
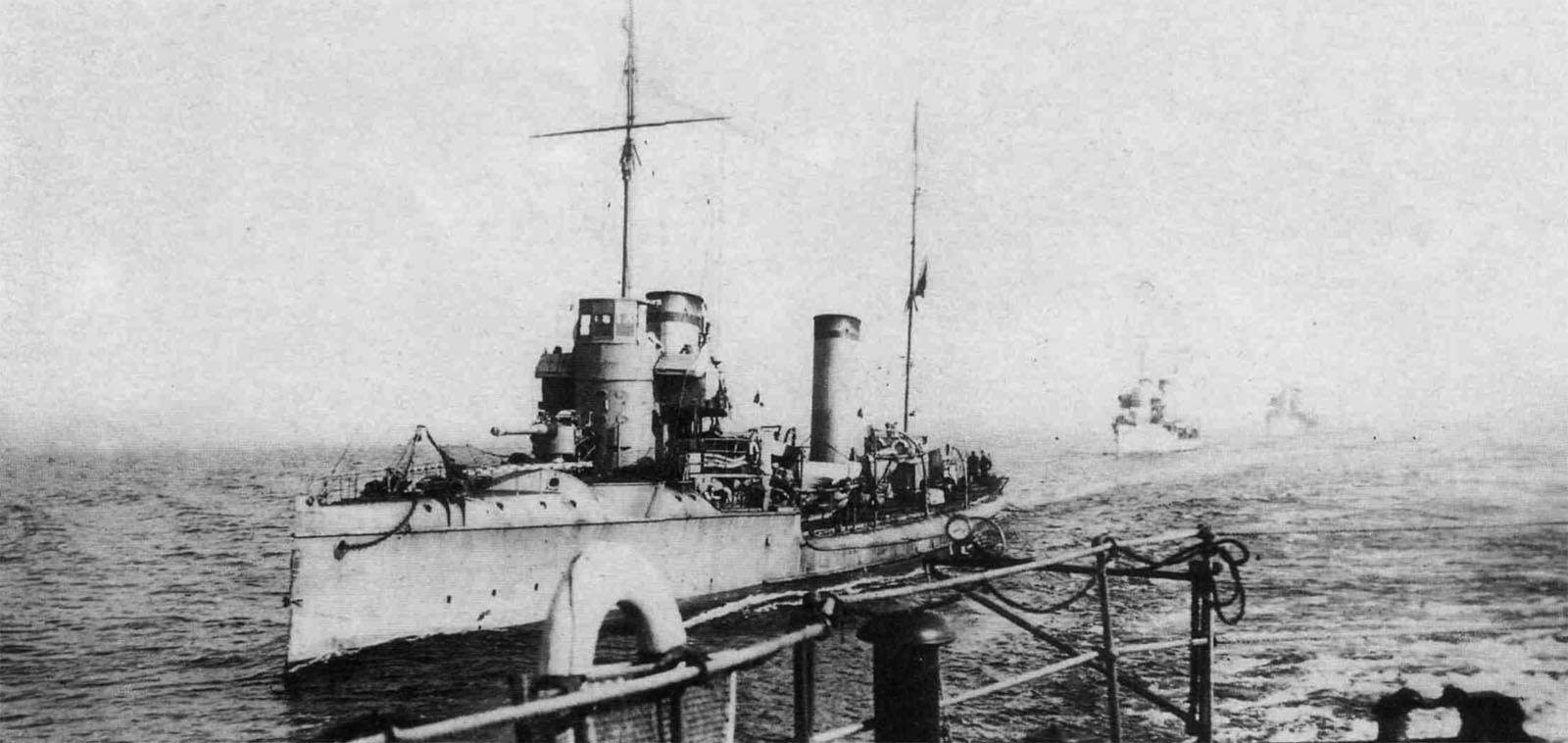
Moskvityanin
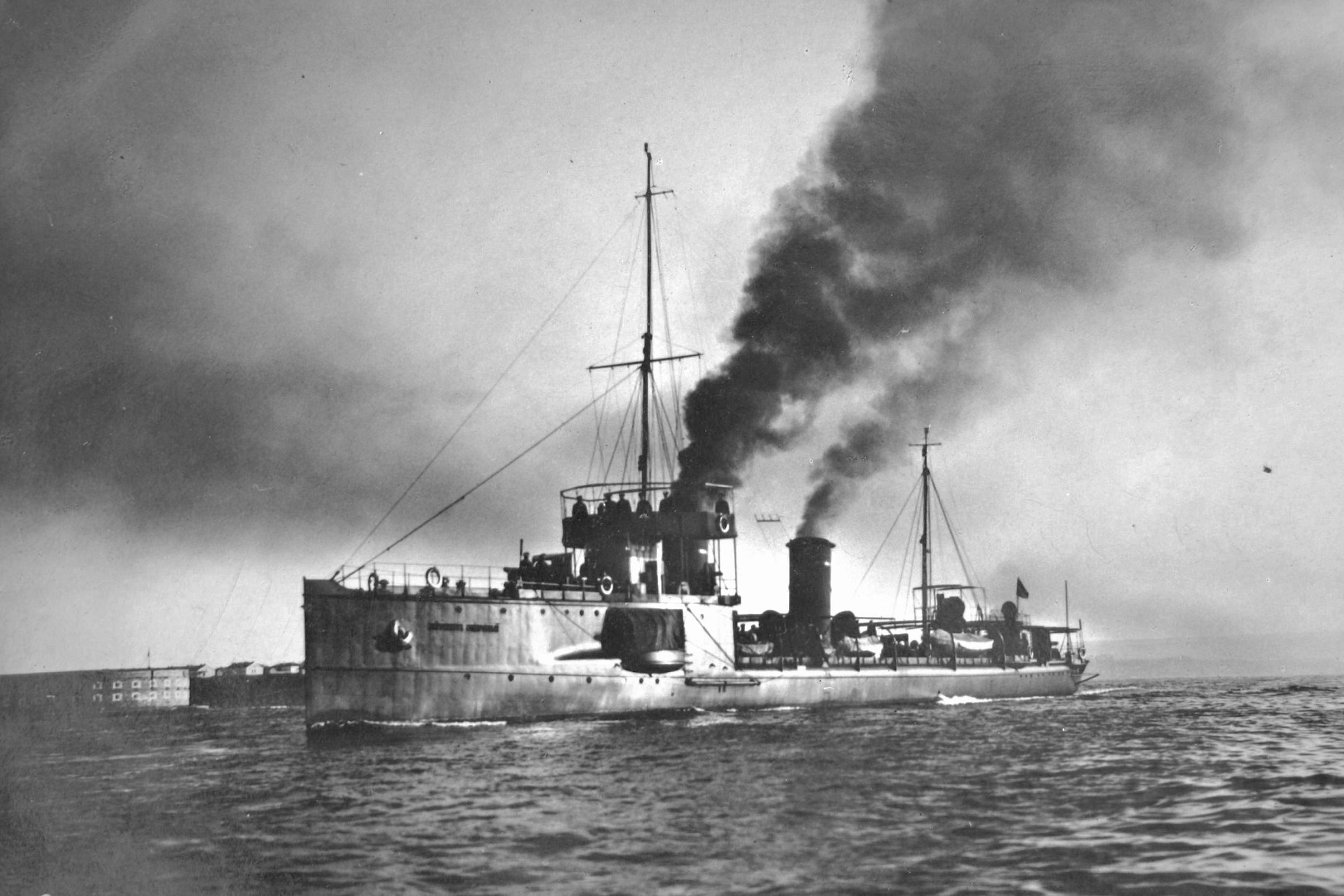
Zatsarennyy
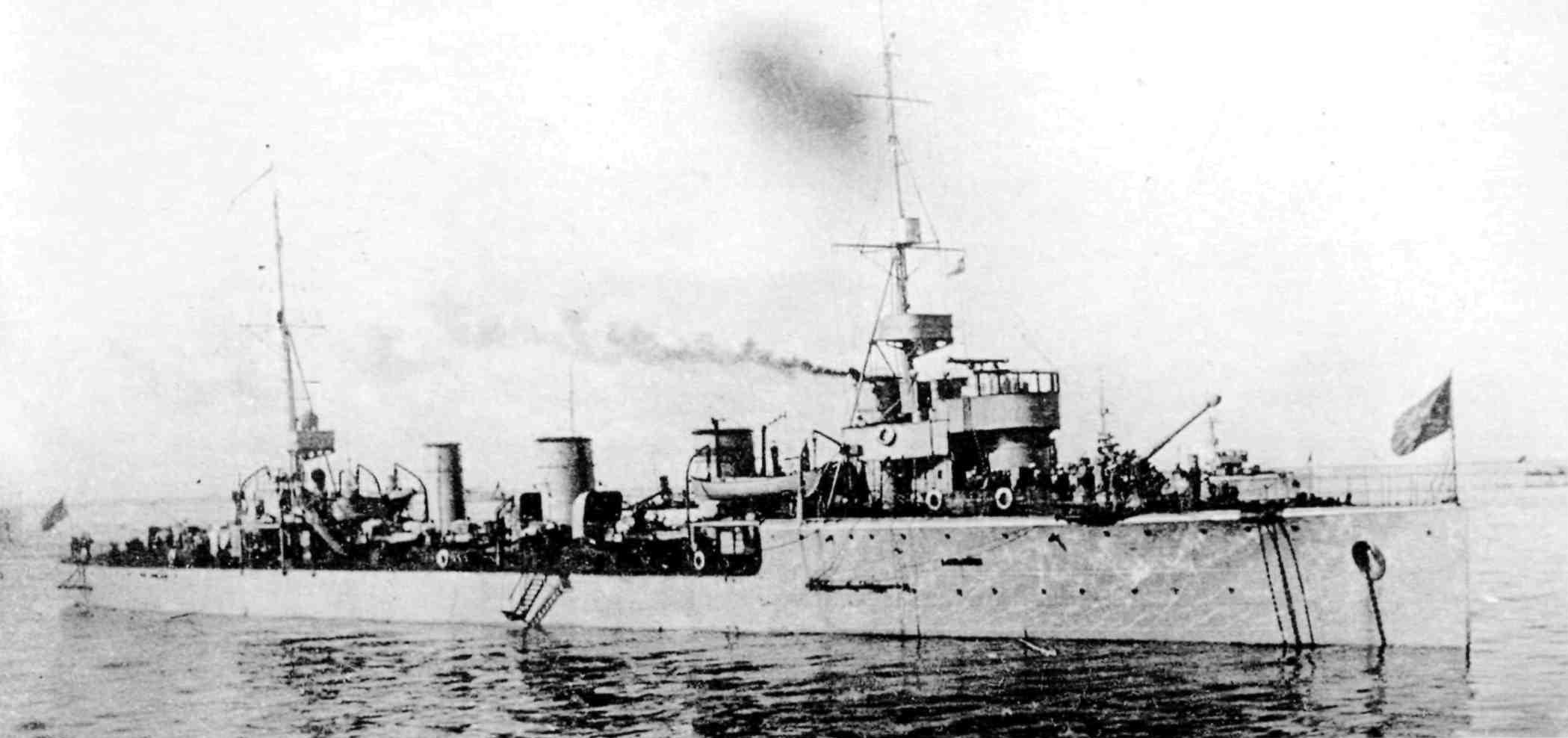
Novik
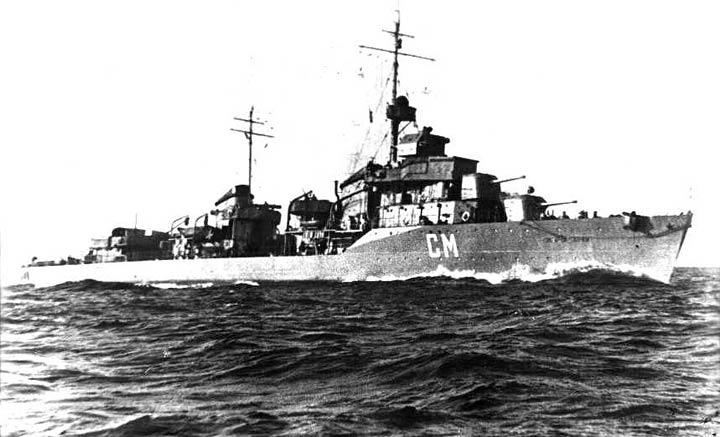
pr7
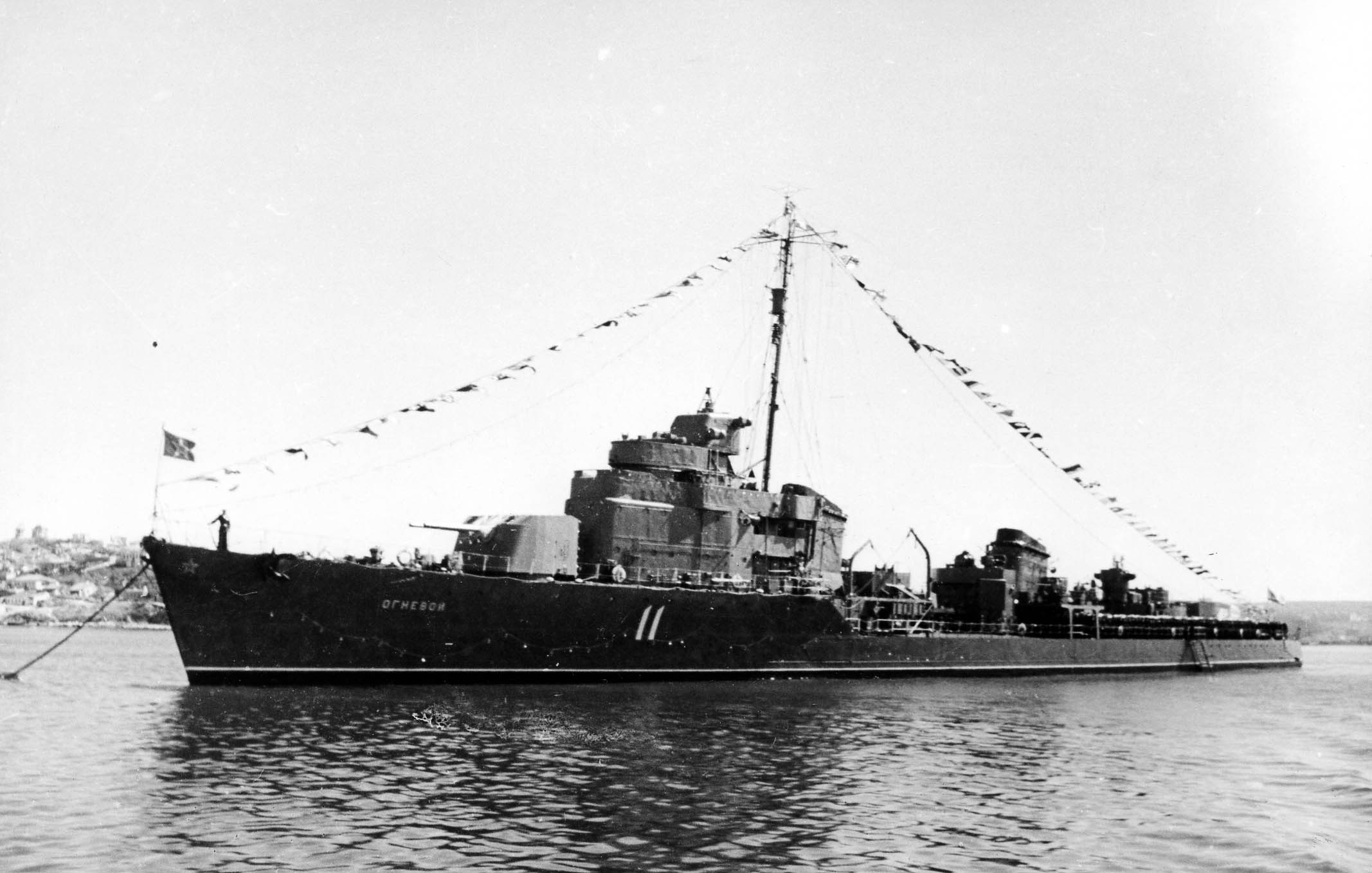
pr30
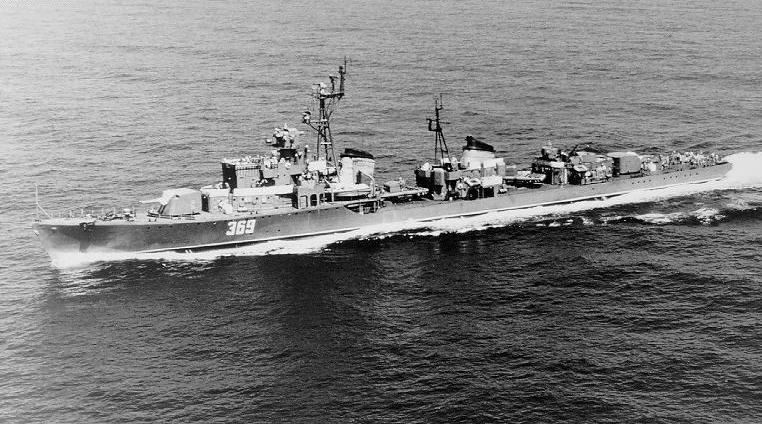
pr30-bis
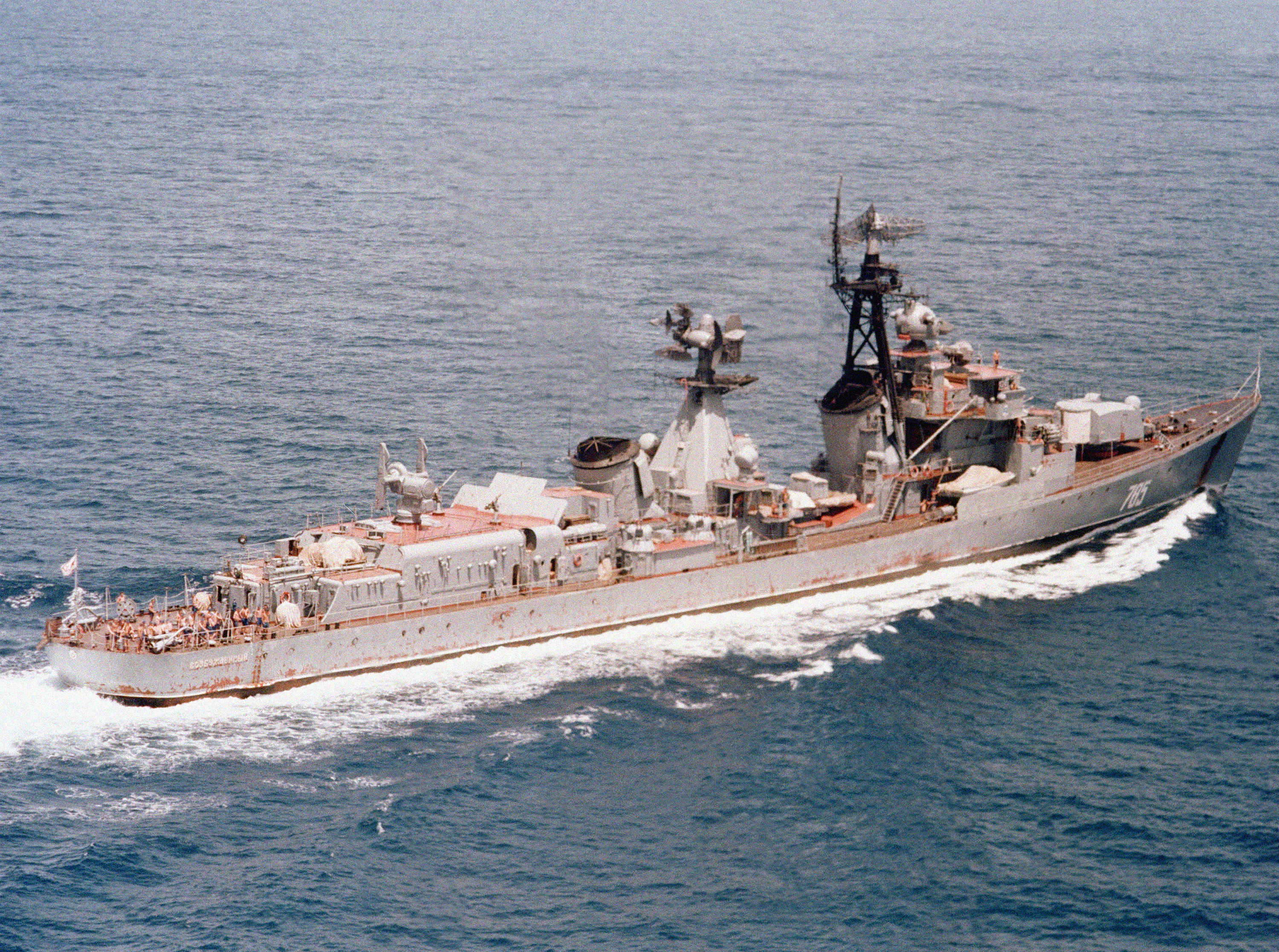
pr56A
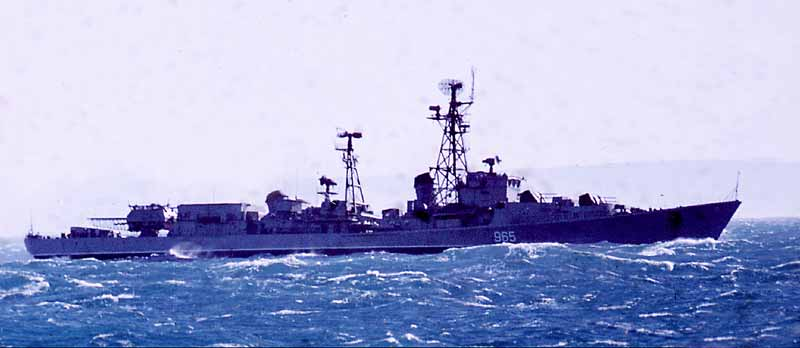
pr57M
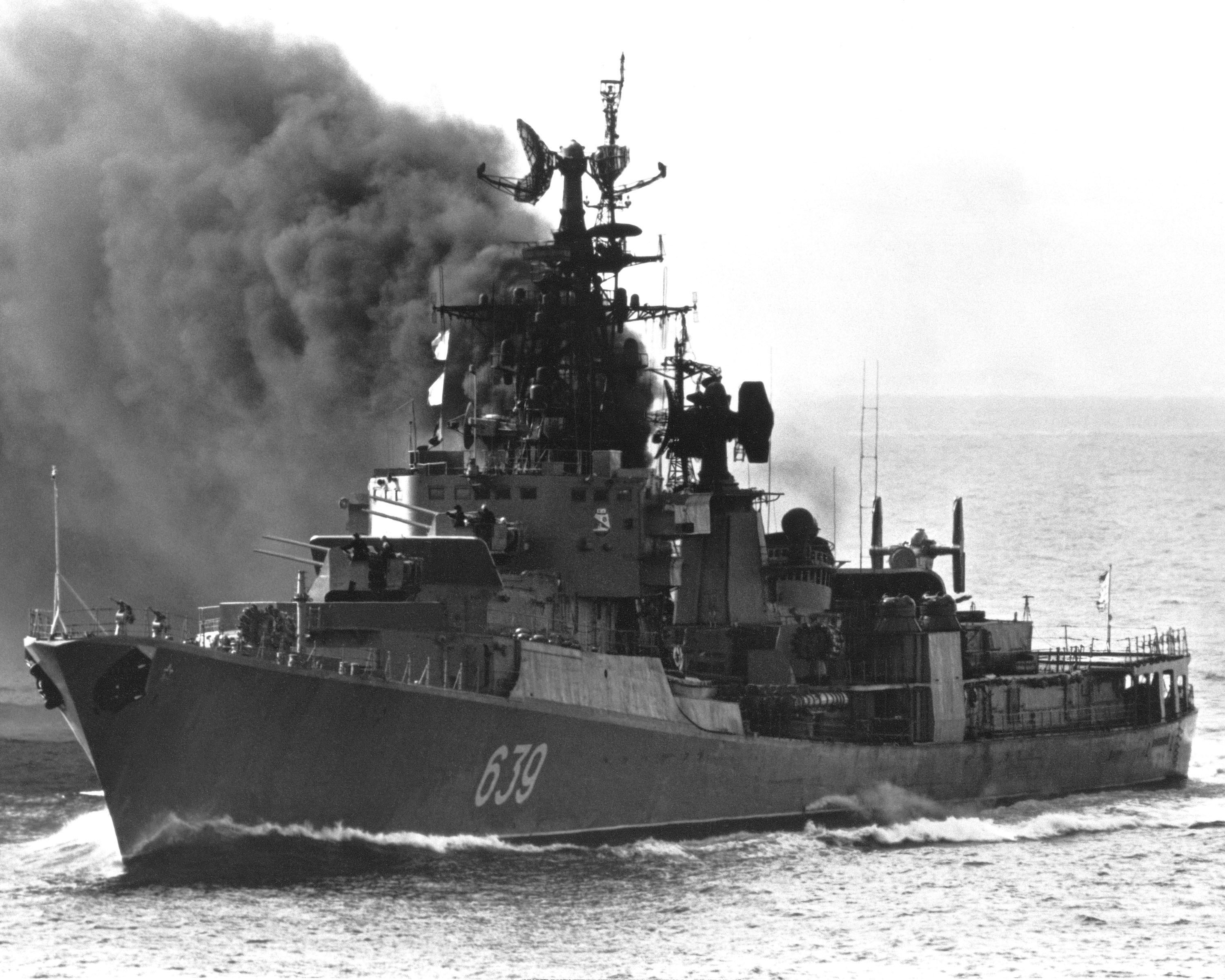
pr57A

- Противолодочные корабли — класс надводных боевых кораблей предназначенных для поиска, обнаружения, слежения и уничтожения подводных лодок, как в составе соединения кораблей, так и самостоятельно. Основным вооружением противолодочного корабля являются гидроакустические и противолодочные комплексы.

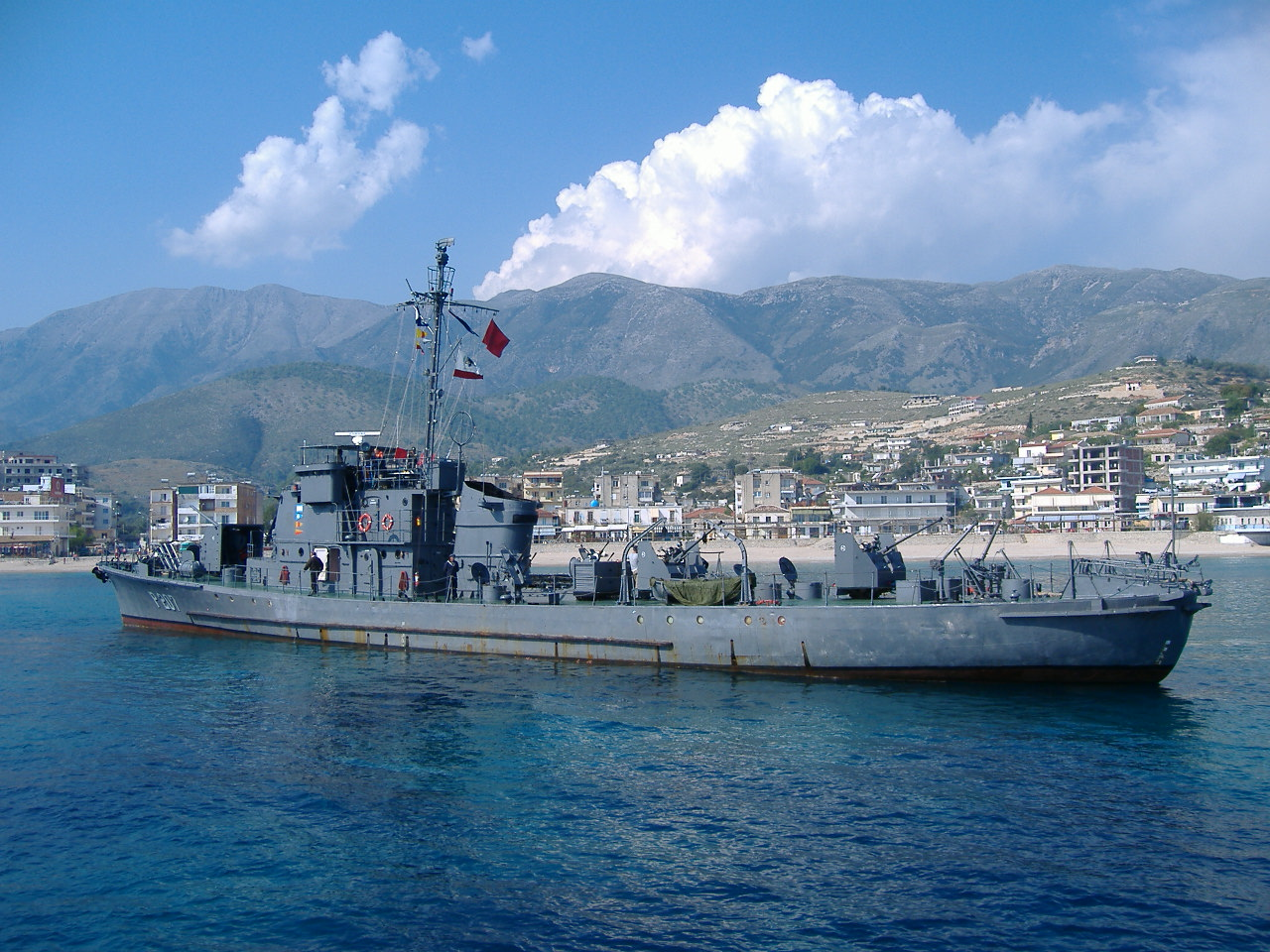
pr122
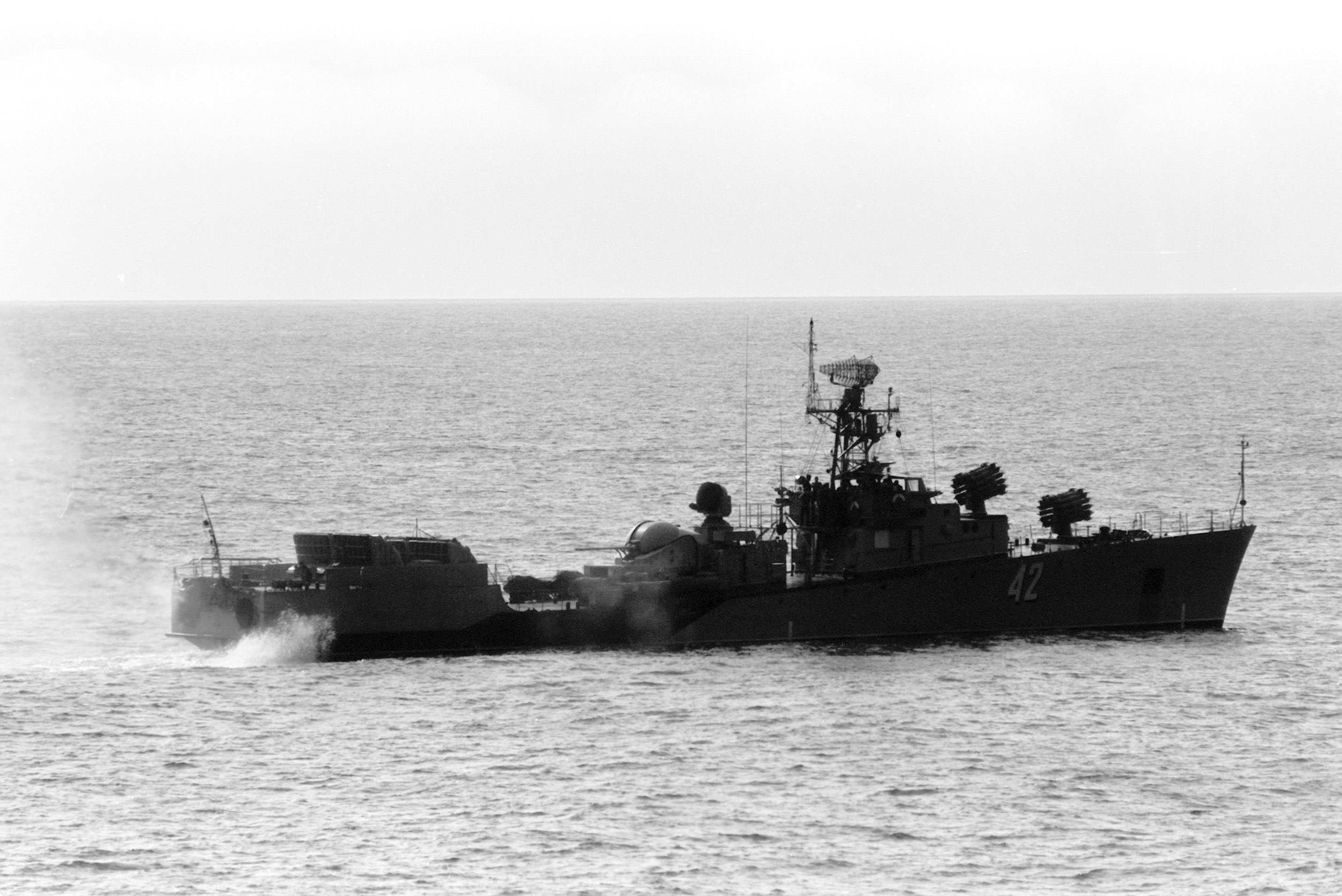
pr204
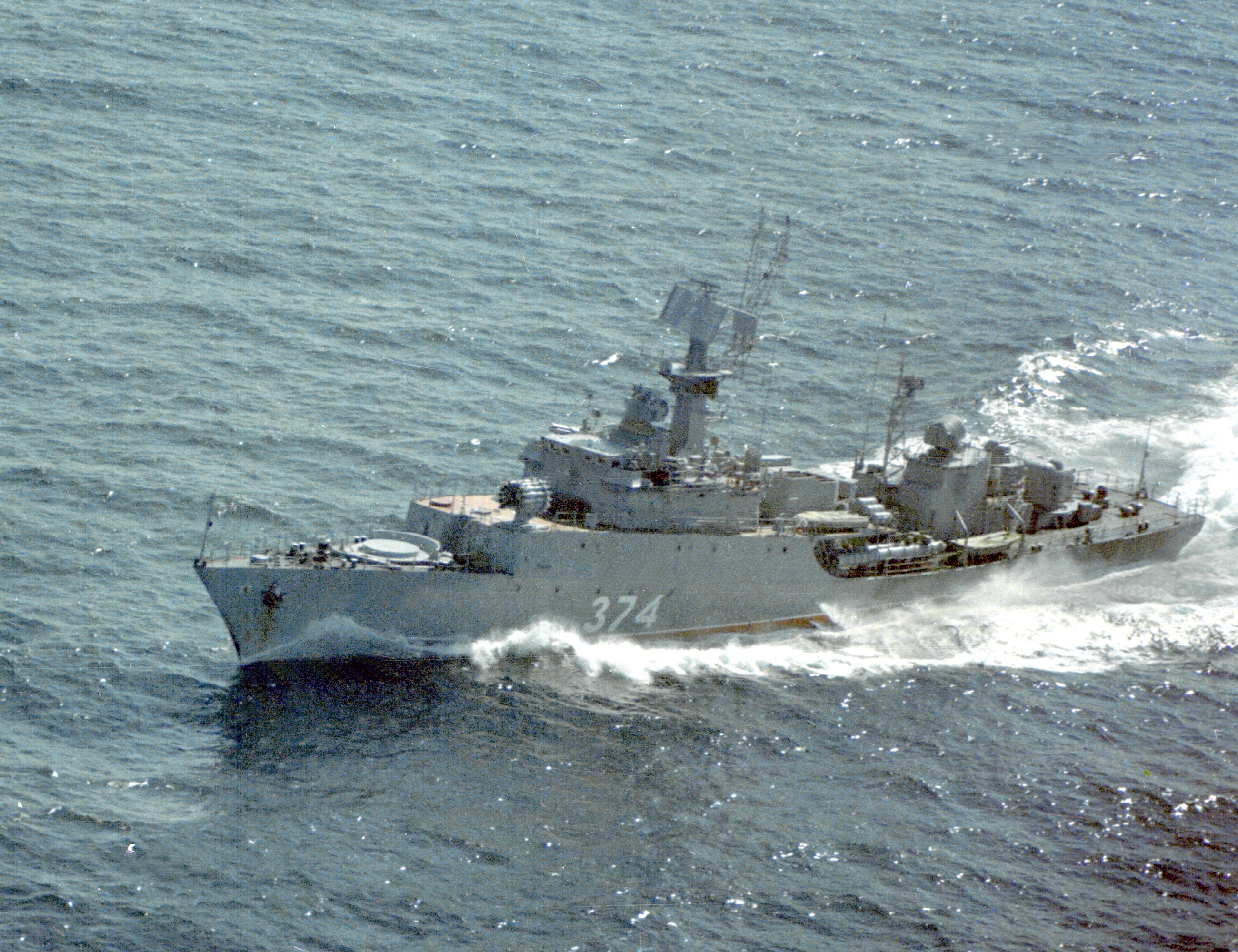
pr1124
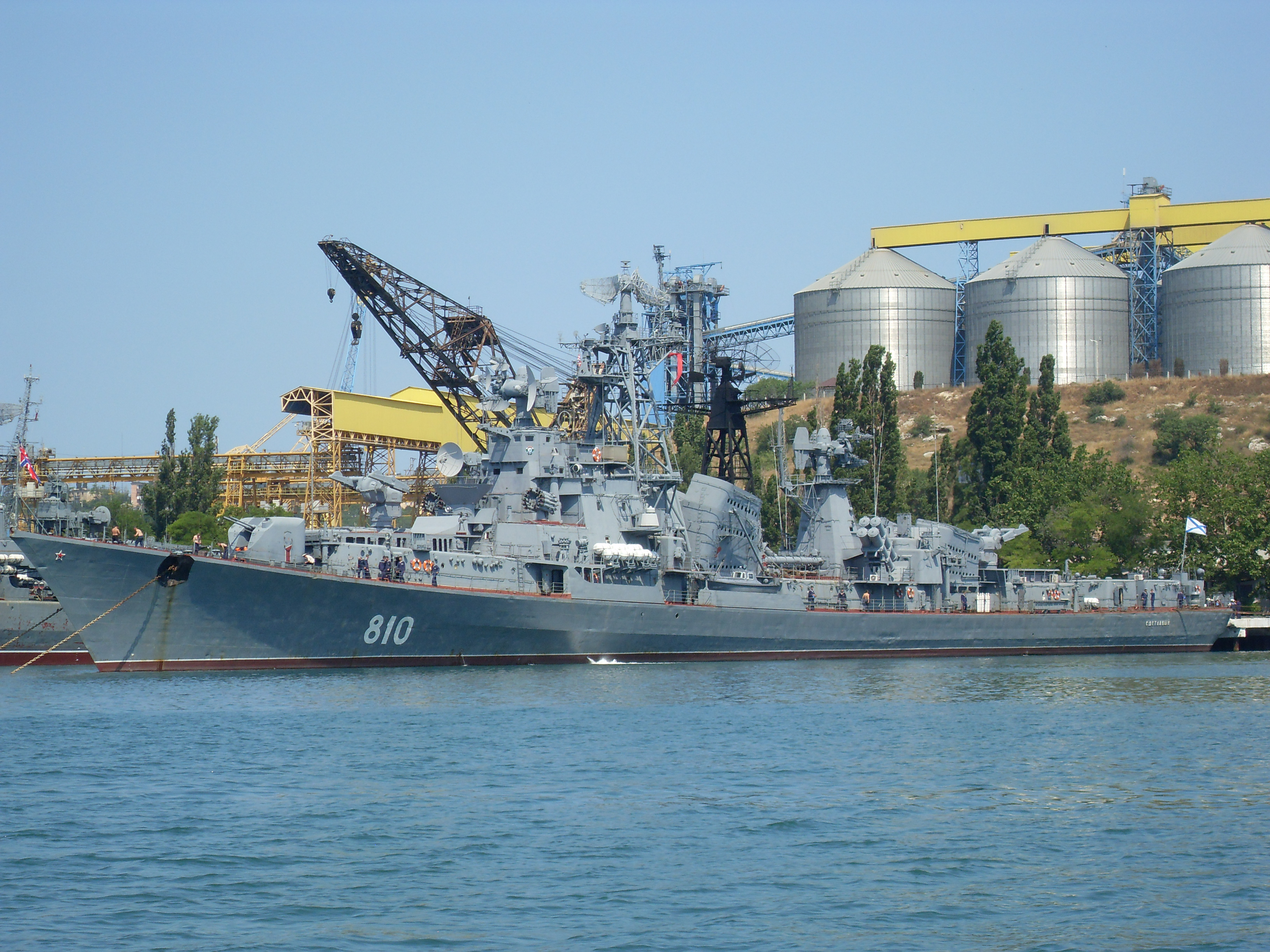
pr61
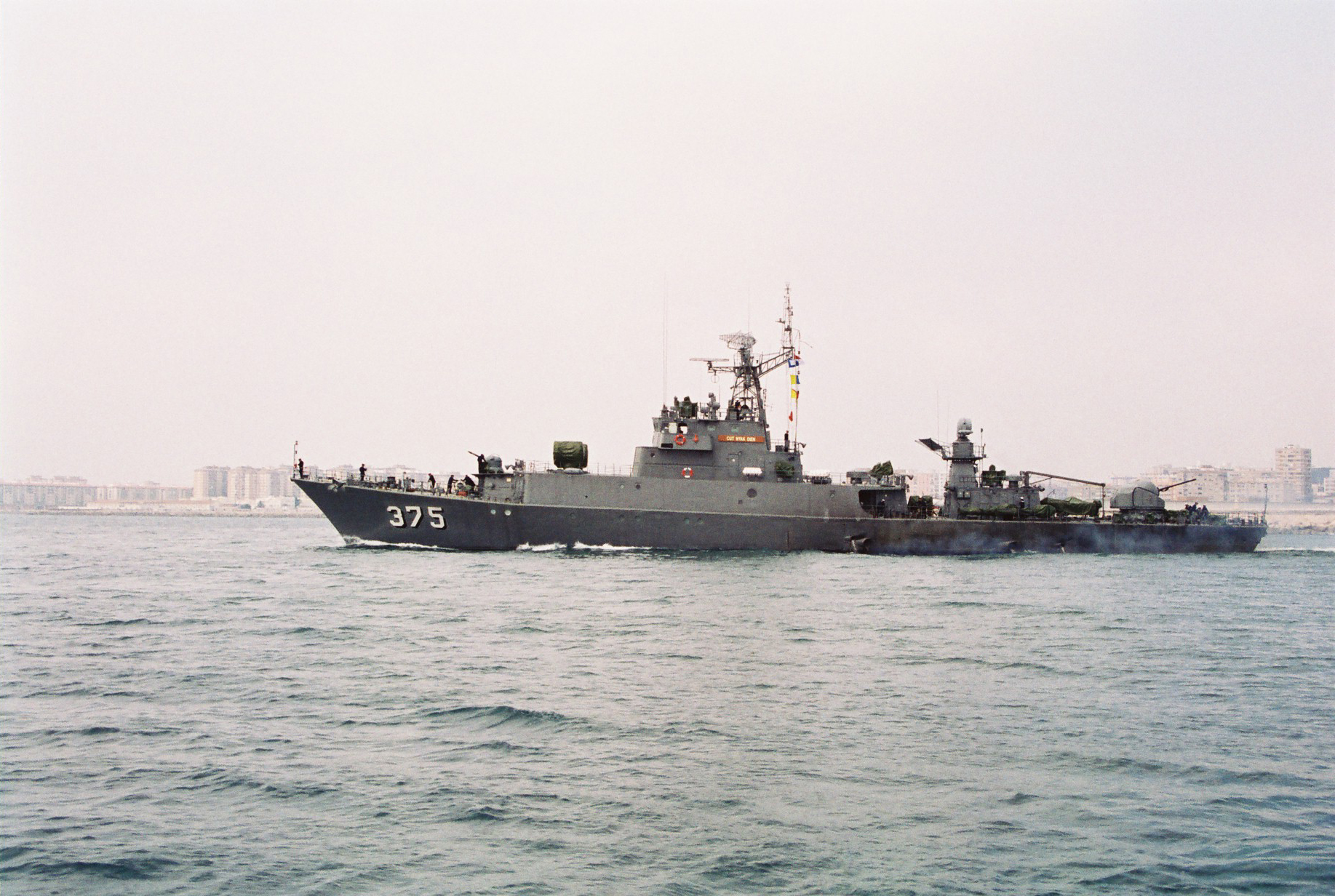
pr1331
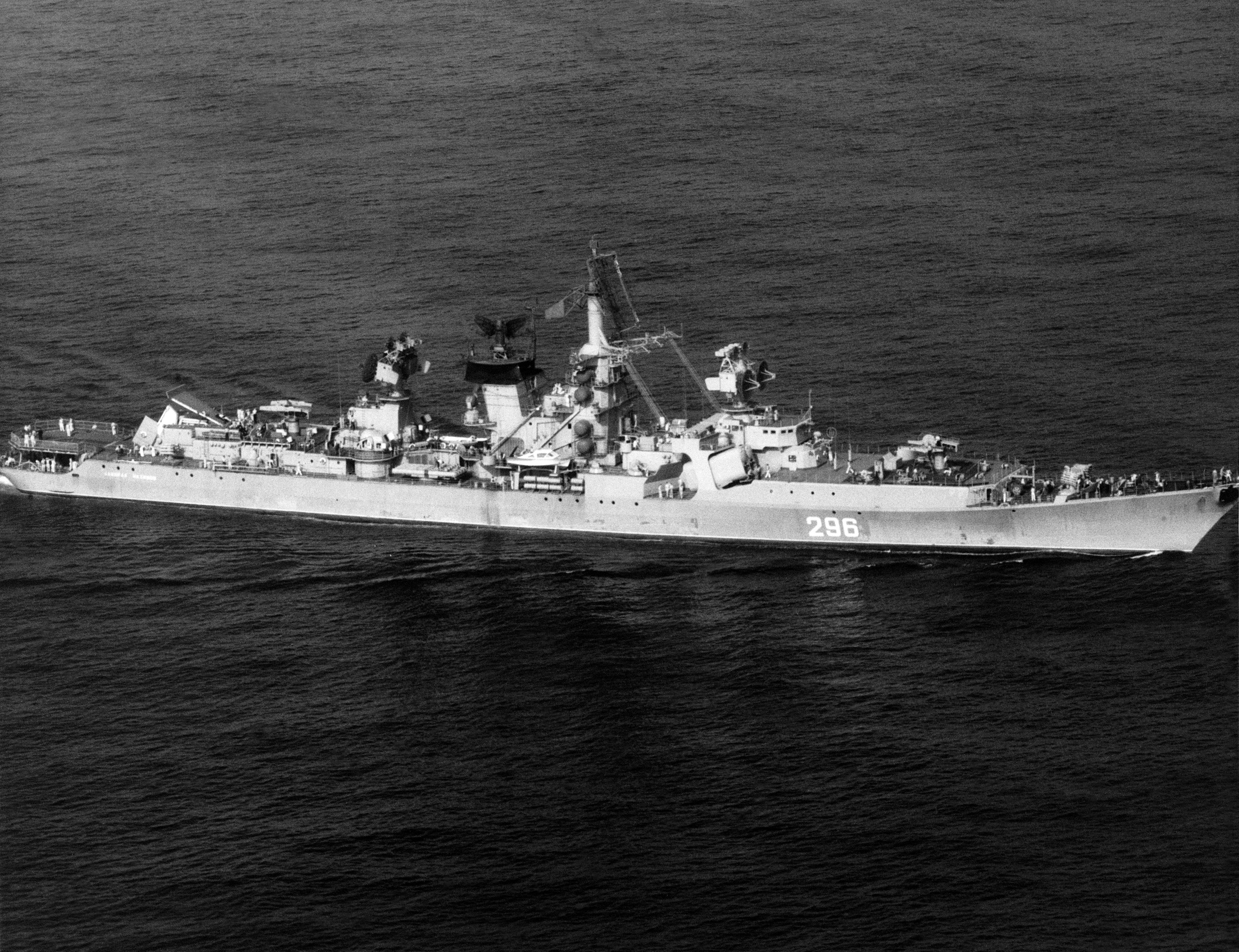
pr1134A
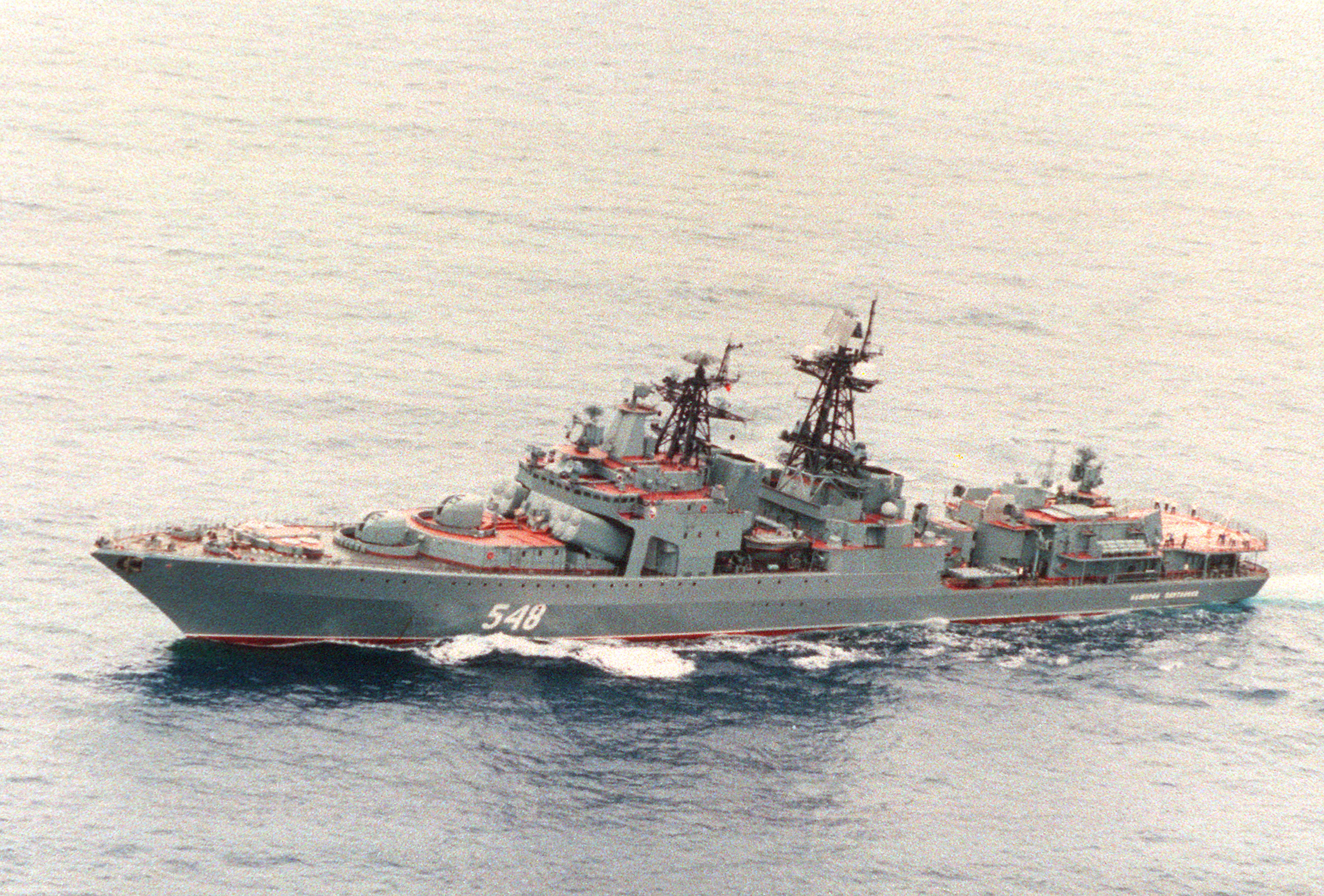
pr1155

- Сторожевые корабли — класс надводных боевых кораблей предназначенных для охранения боевых кораблей и транспортов от атак подводных лодок, лёгких надводных сил и самолётов на переходе в море и при стоянках на открытых рейдах, несения дозорной службы и брандвахты на подступах к своим базам, постановки минных заграждений, нанесении артиллерийских ударов по береговым объектам и огневой поддержки при обеспечении высадки морских десантов. Основным вооружением сторожевого корабля является многоцелевой характер применения различных видов оружия (артиллерийского, минного, противолодочного, ПВО и ракетного), как для защиты эскорта, так и себя от любой угрозы.

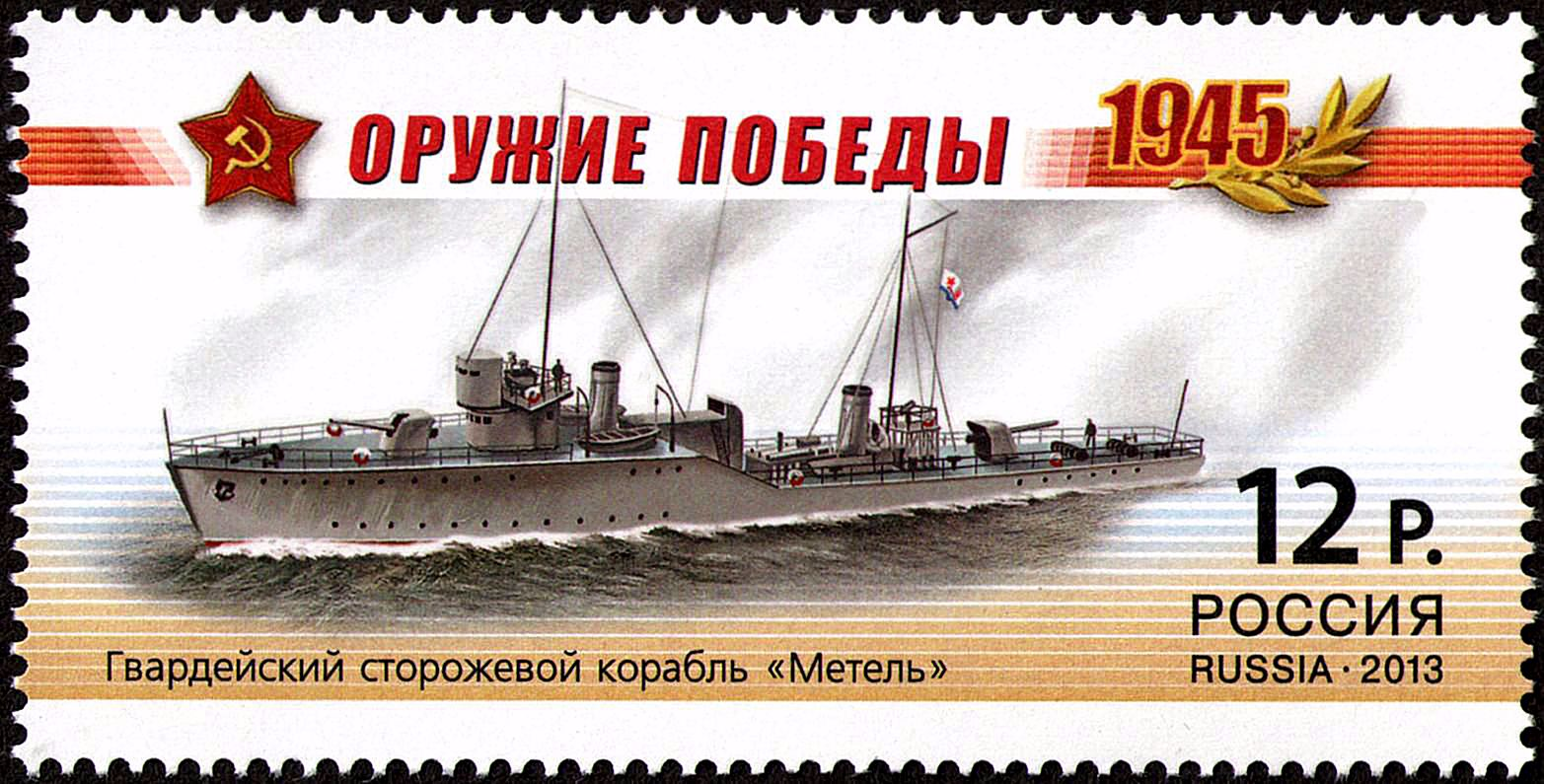
pr2-pr4
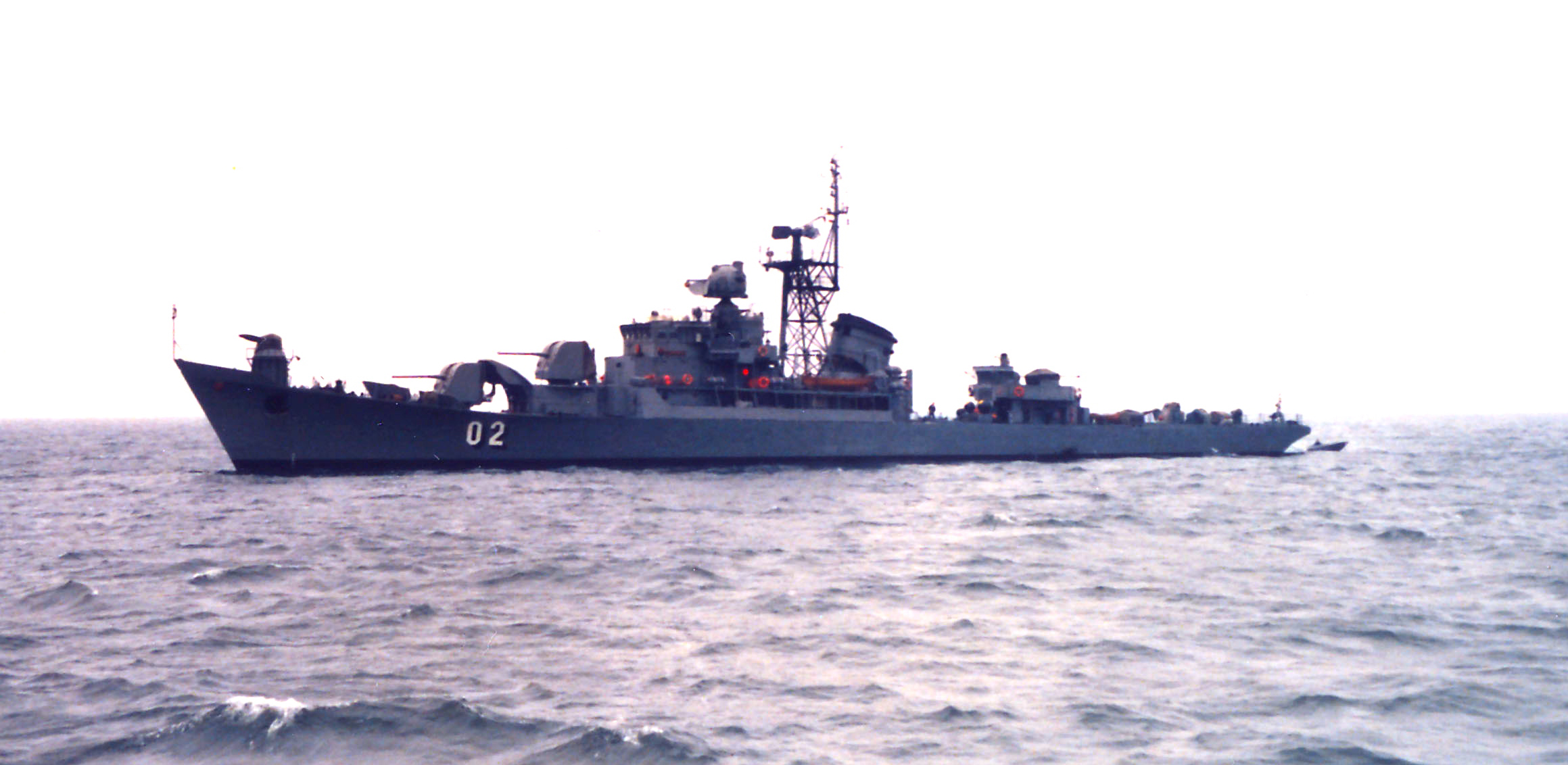
pr50
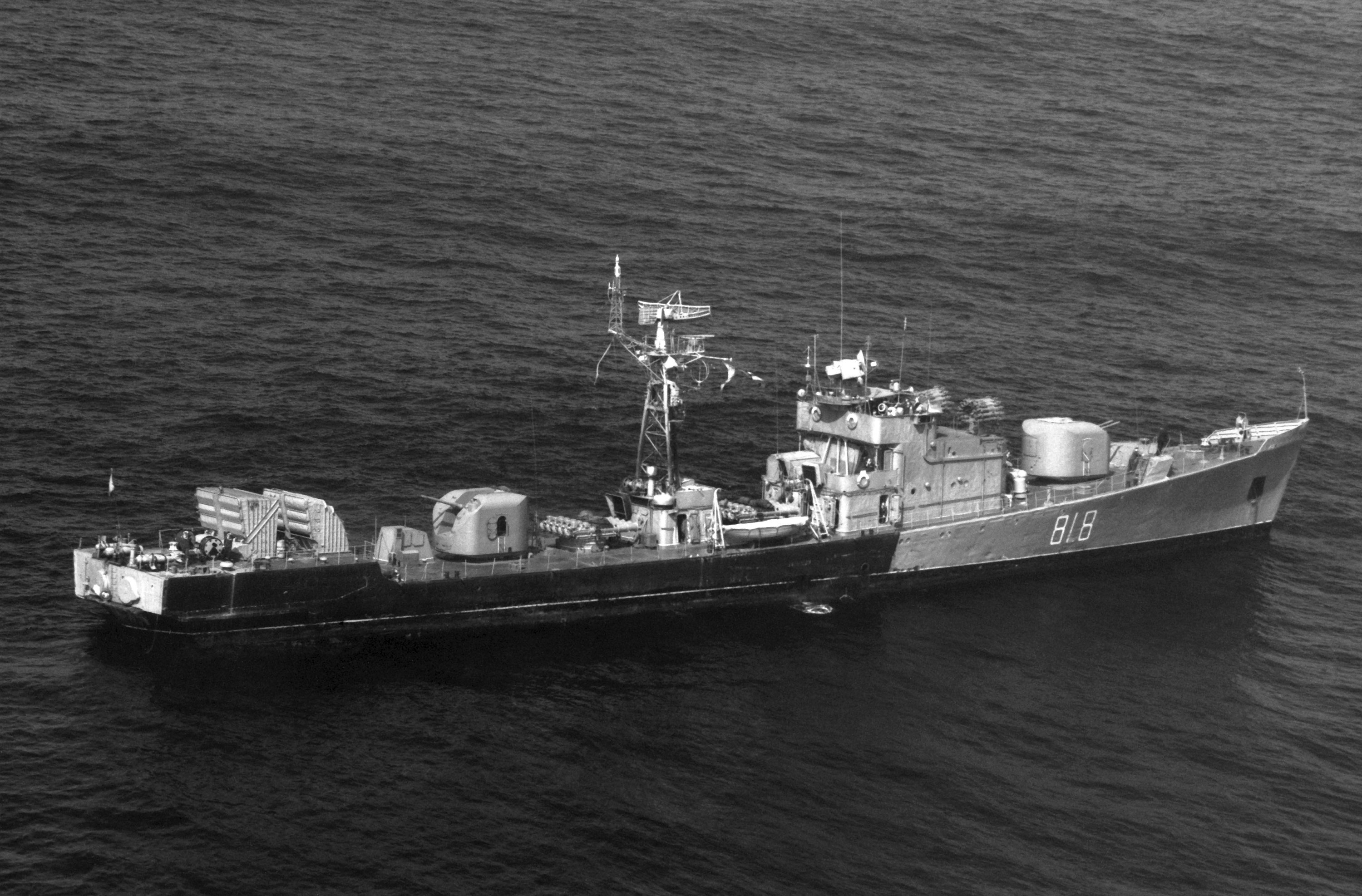
pr35
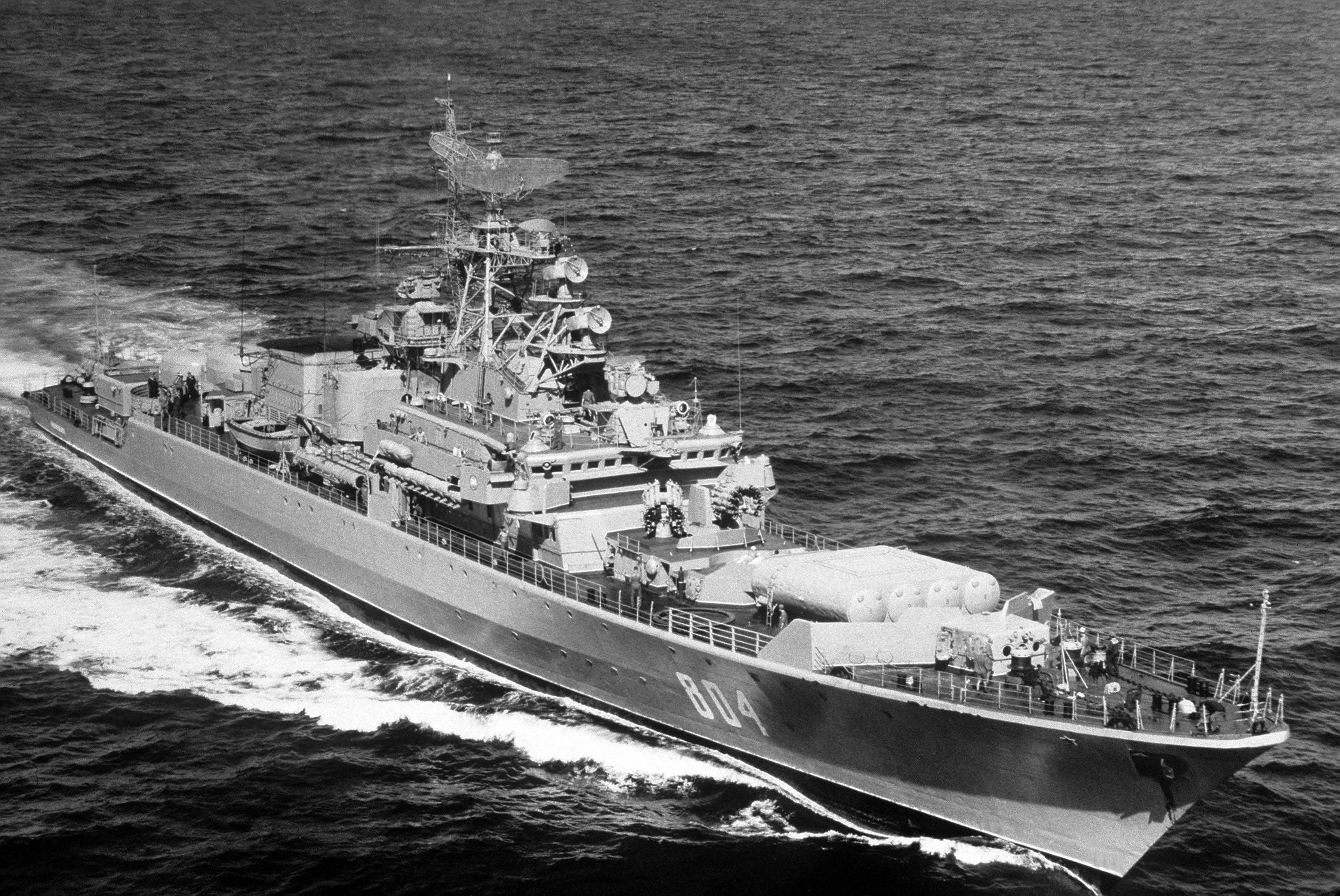
1135
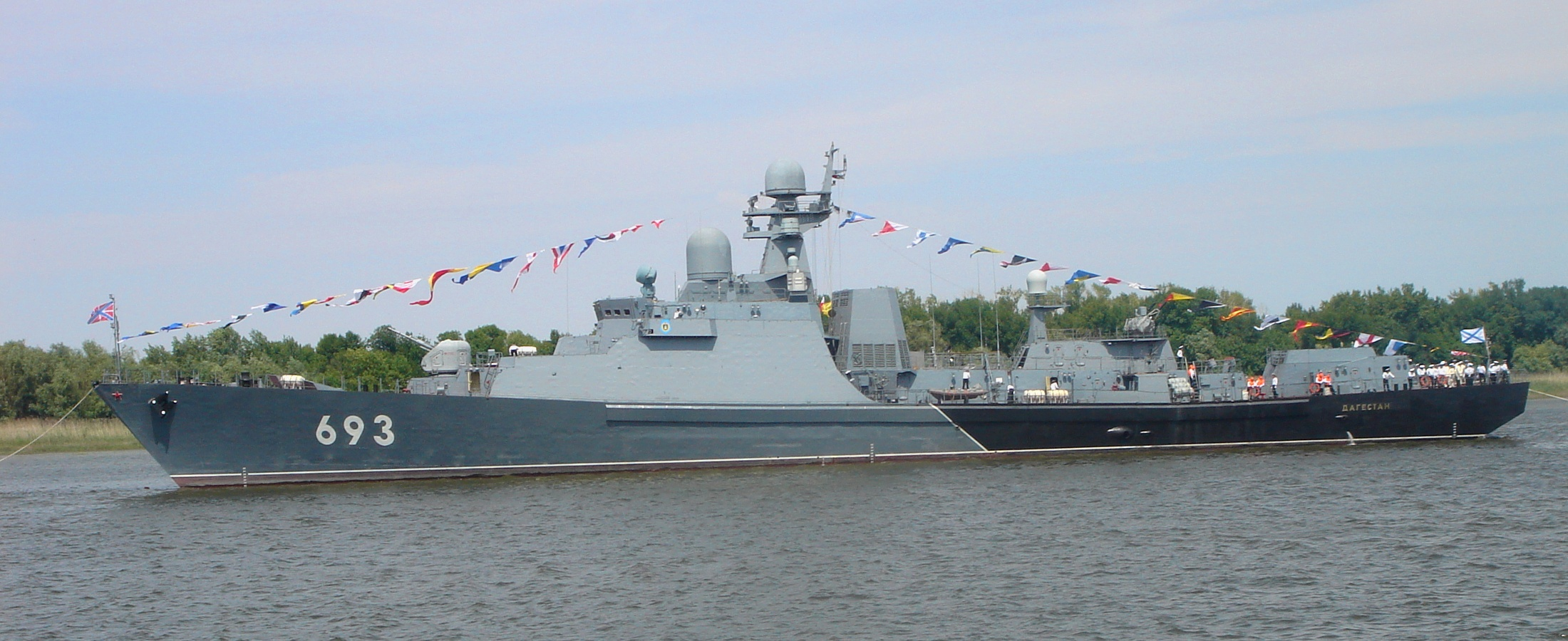
11661
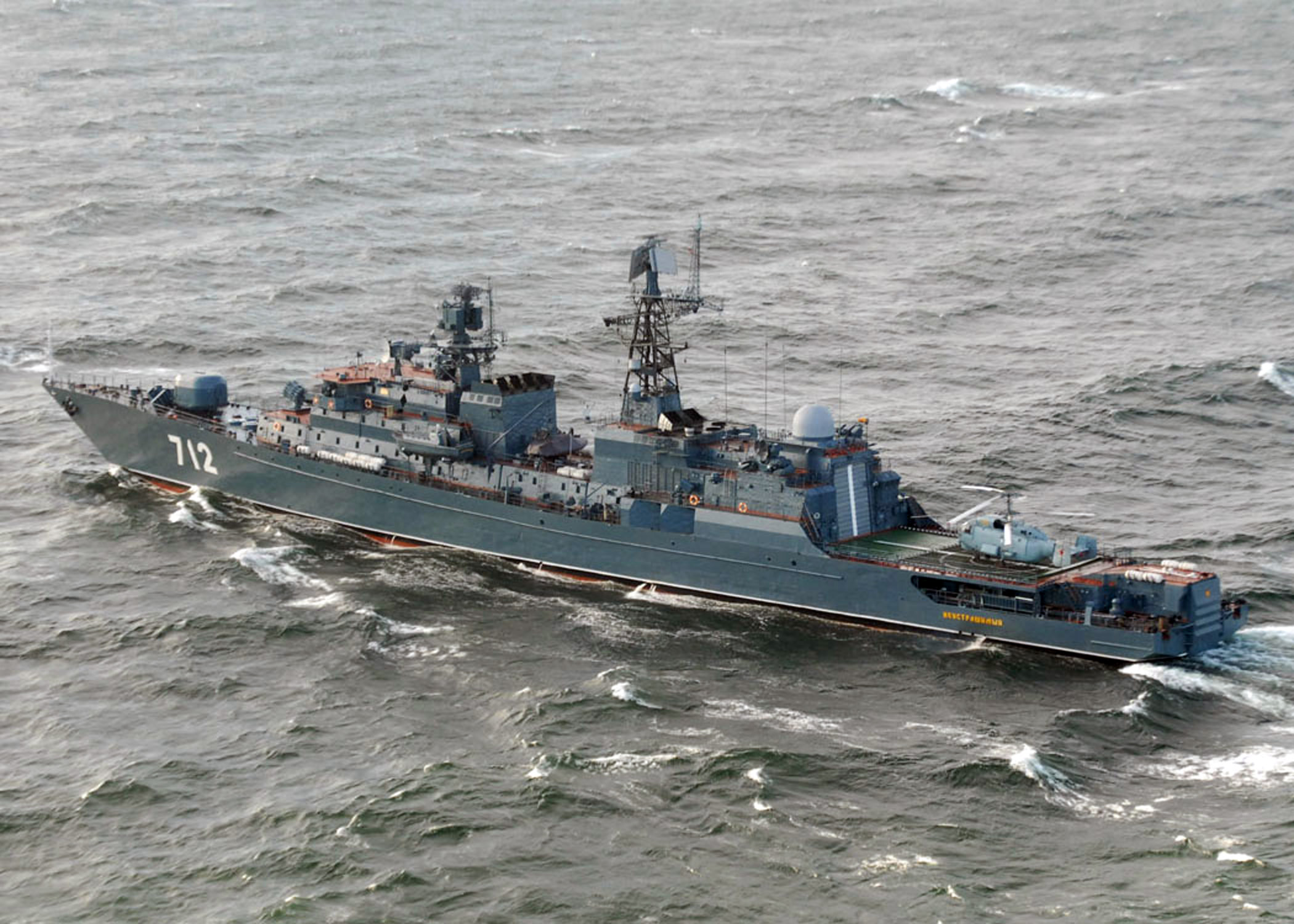
pr1154

- Десантные корабли — класс надводных кораблей специального назначения предназначенные для транспортировки военной техники и личного состава морского десанта, а также его высадки на не оборудованный берег.

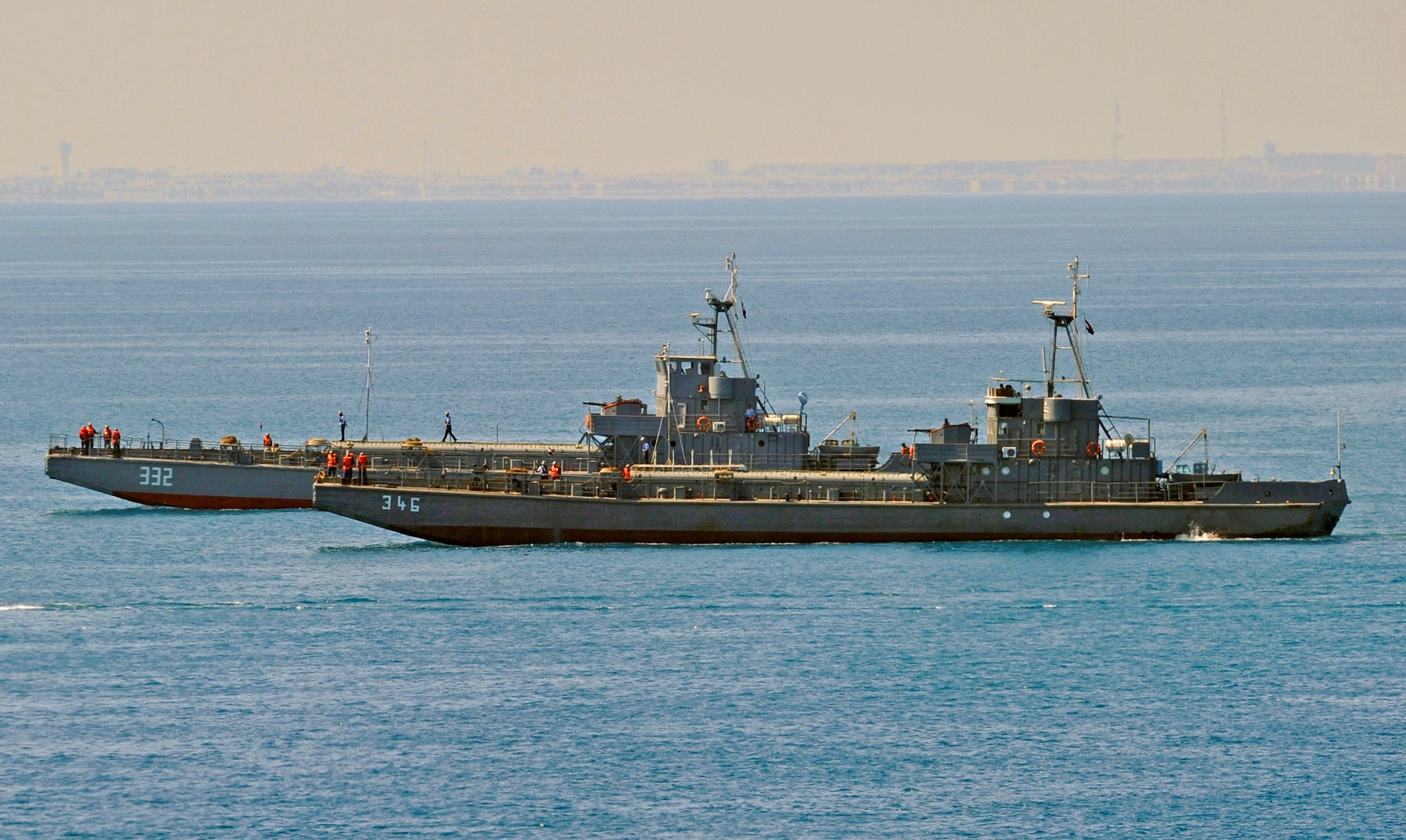
pr106
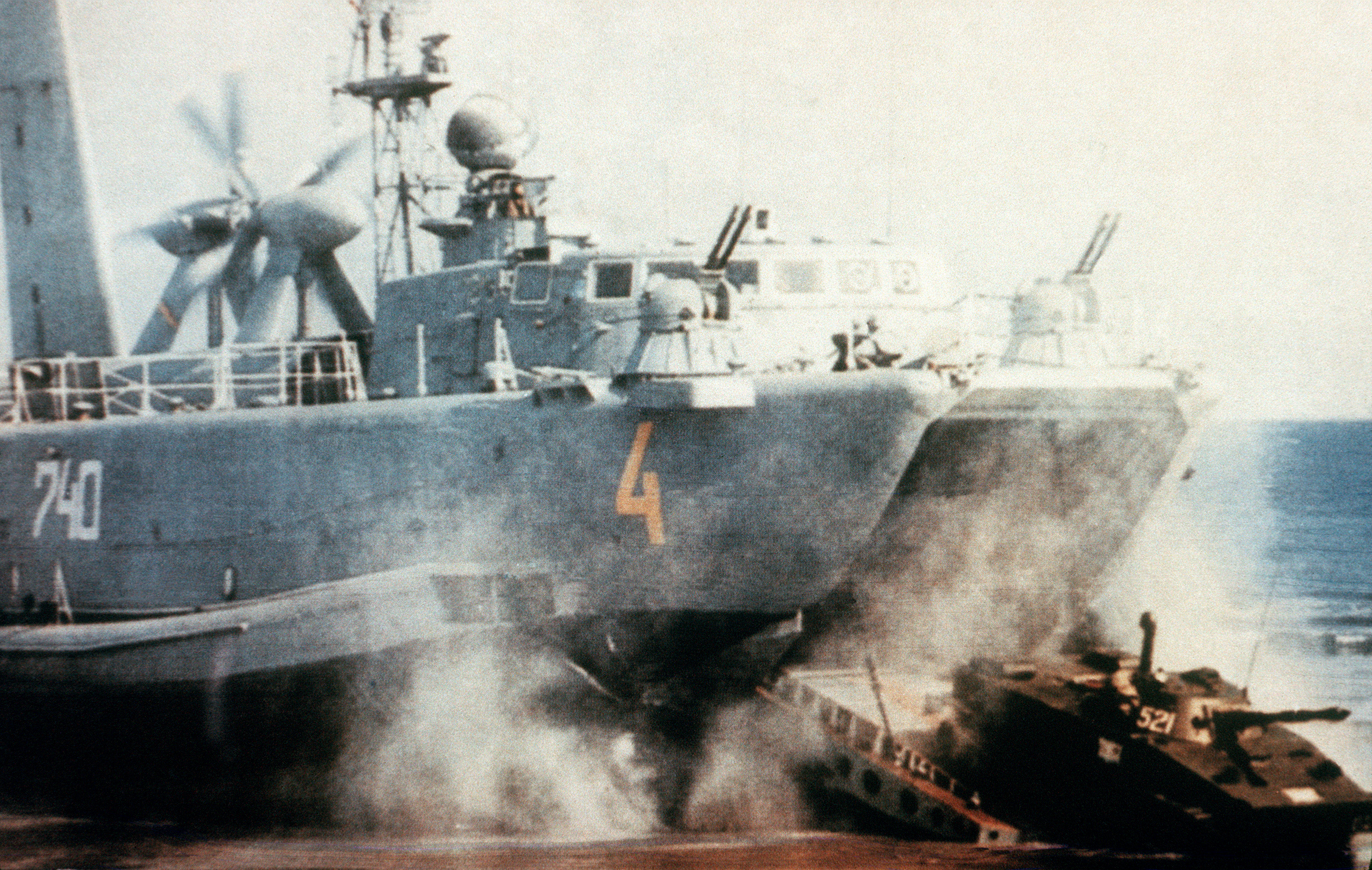
pr12321
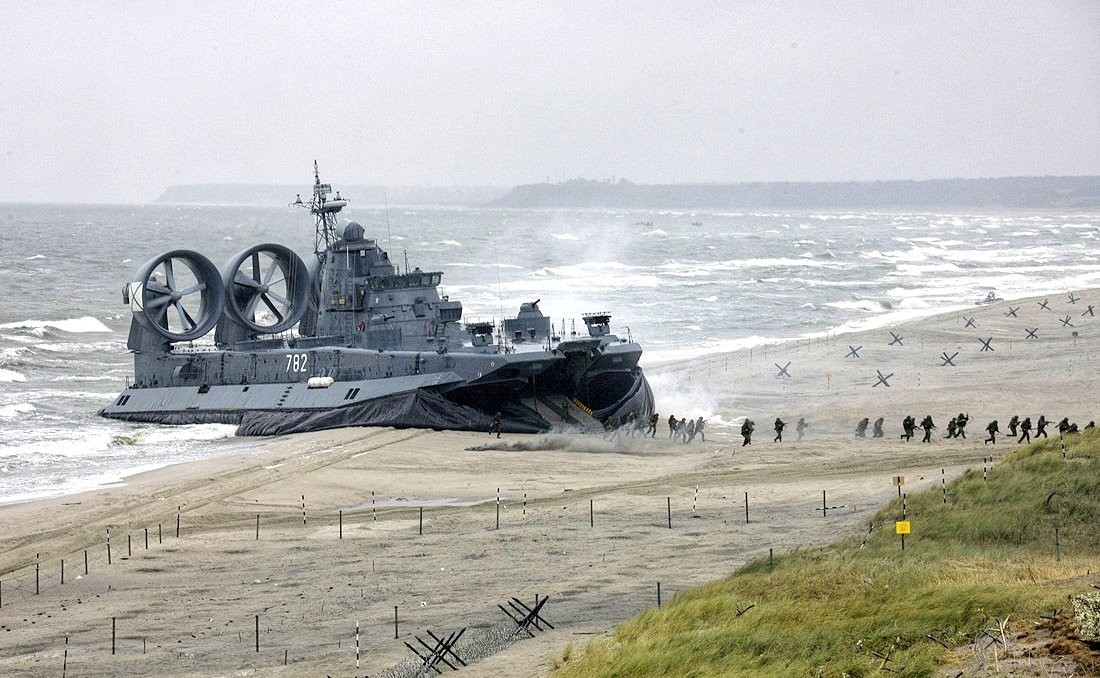
pr12322
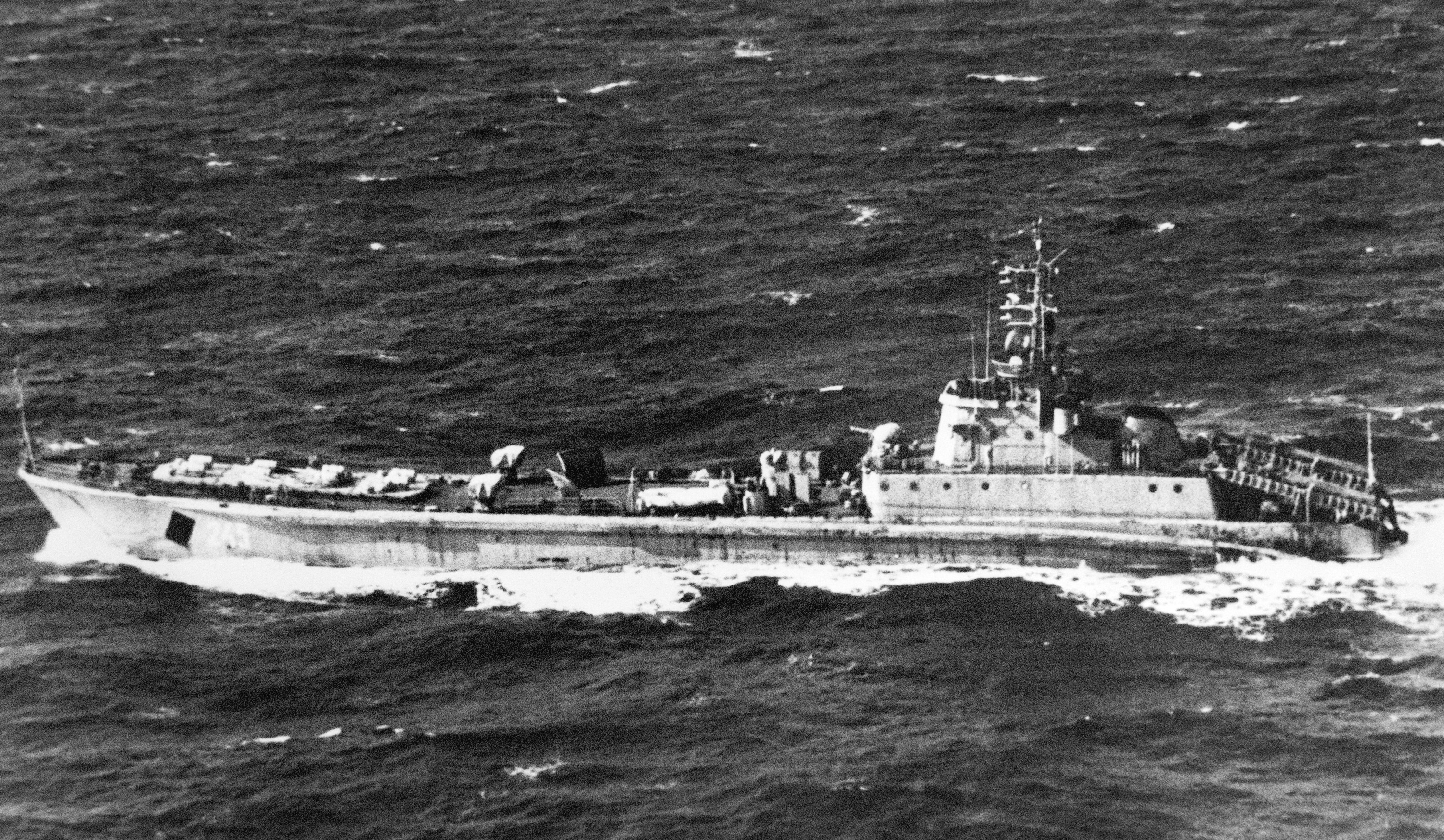
pr770
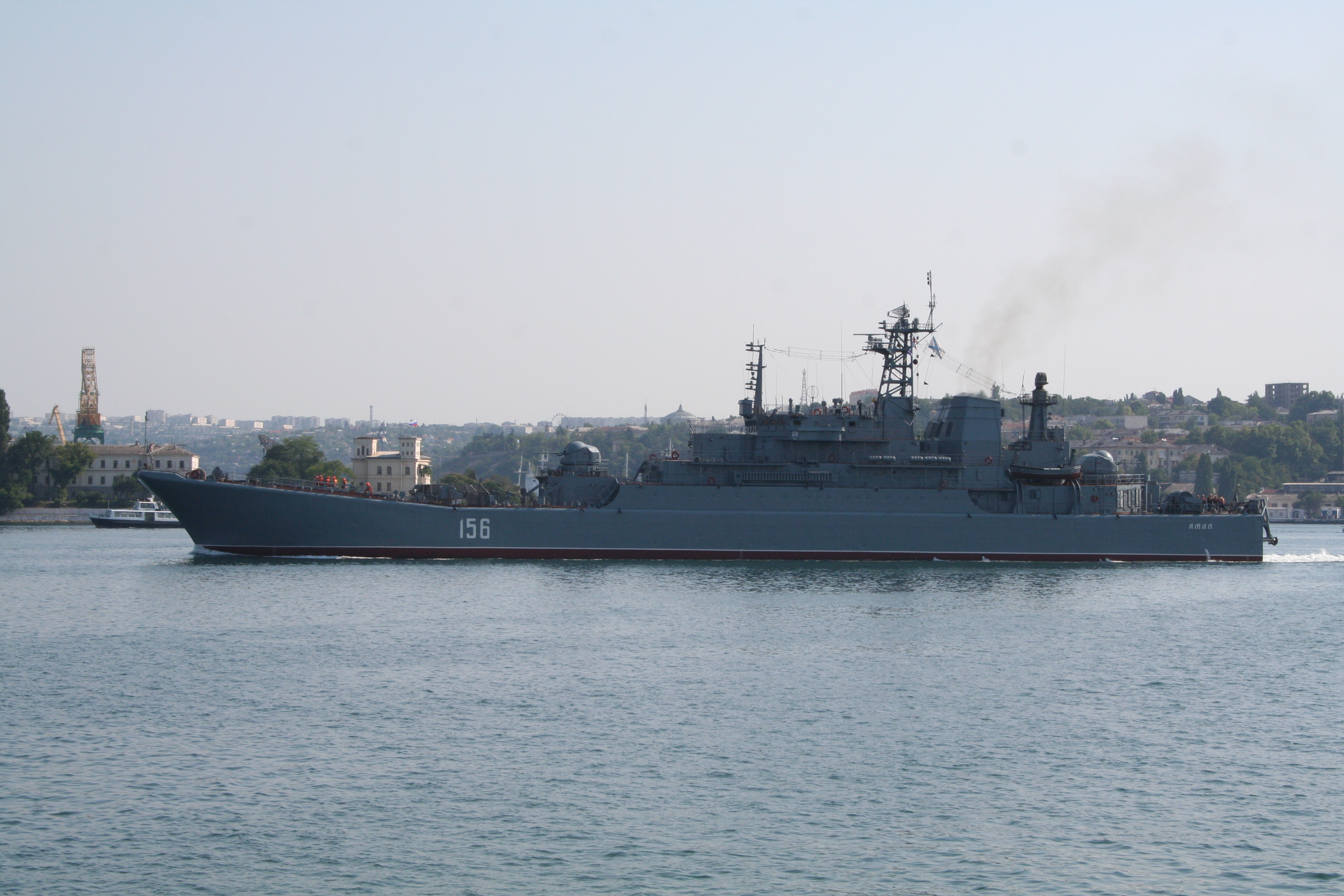
pr775
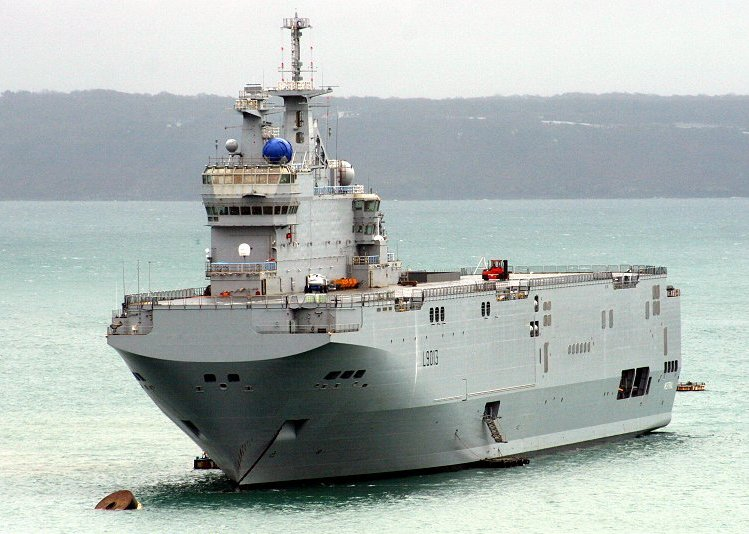
Mistral

- Тральщики — класс надводных кораблей специального назначения предназначенных для поиска, обнаружения, траления и уничтожения морских якорных и донных мин, проводки кораблей и судов через минные заграждения, постановки активных или оборонительных минных заграждений, а также в целях охраны водного района (ОВР). Основным вооружением тральщика является различные виды тралов, поисковые аппараты и пловцы-минеры.

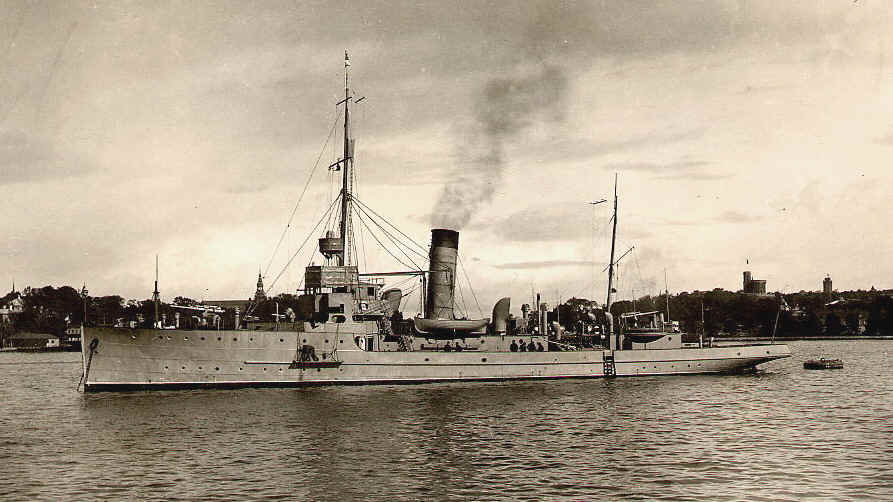
Kluz
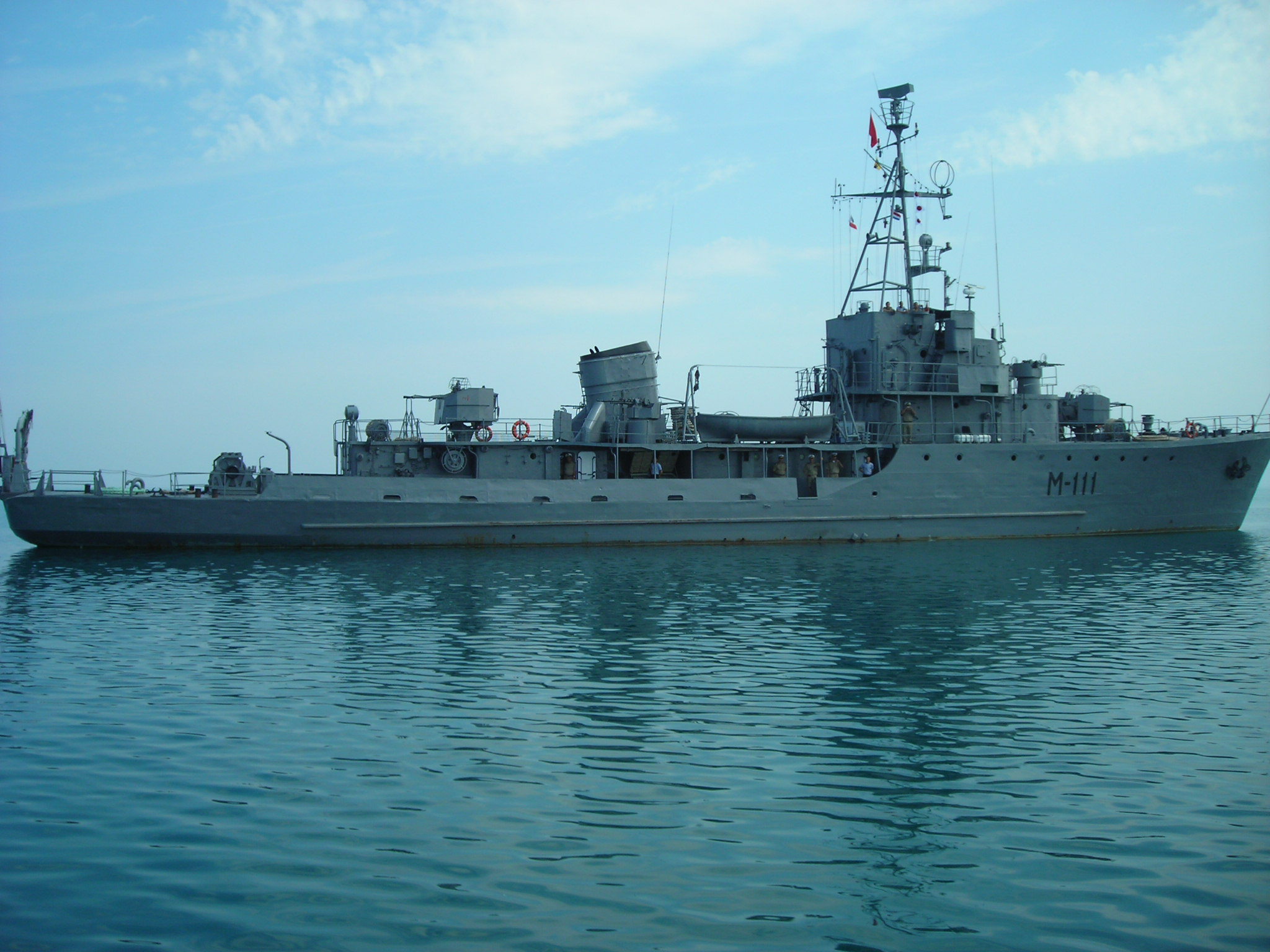
pr254
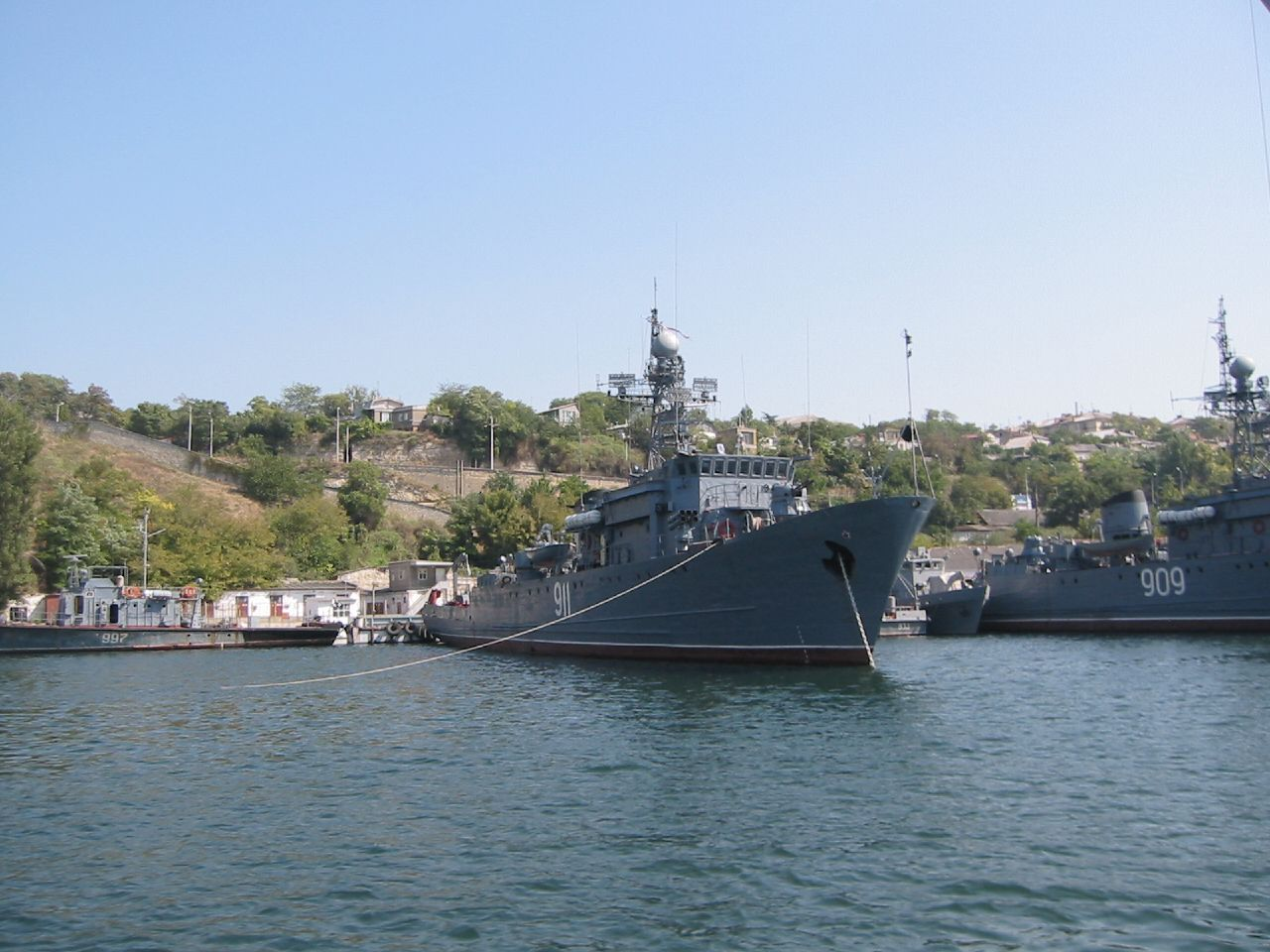
pr266M
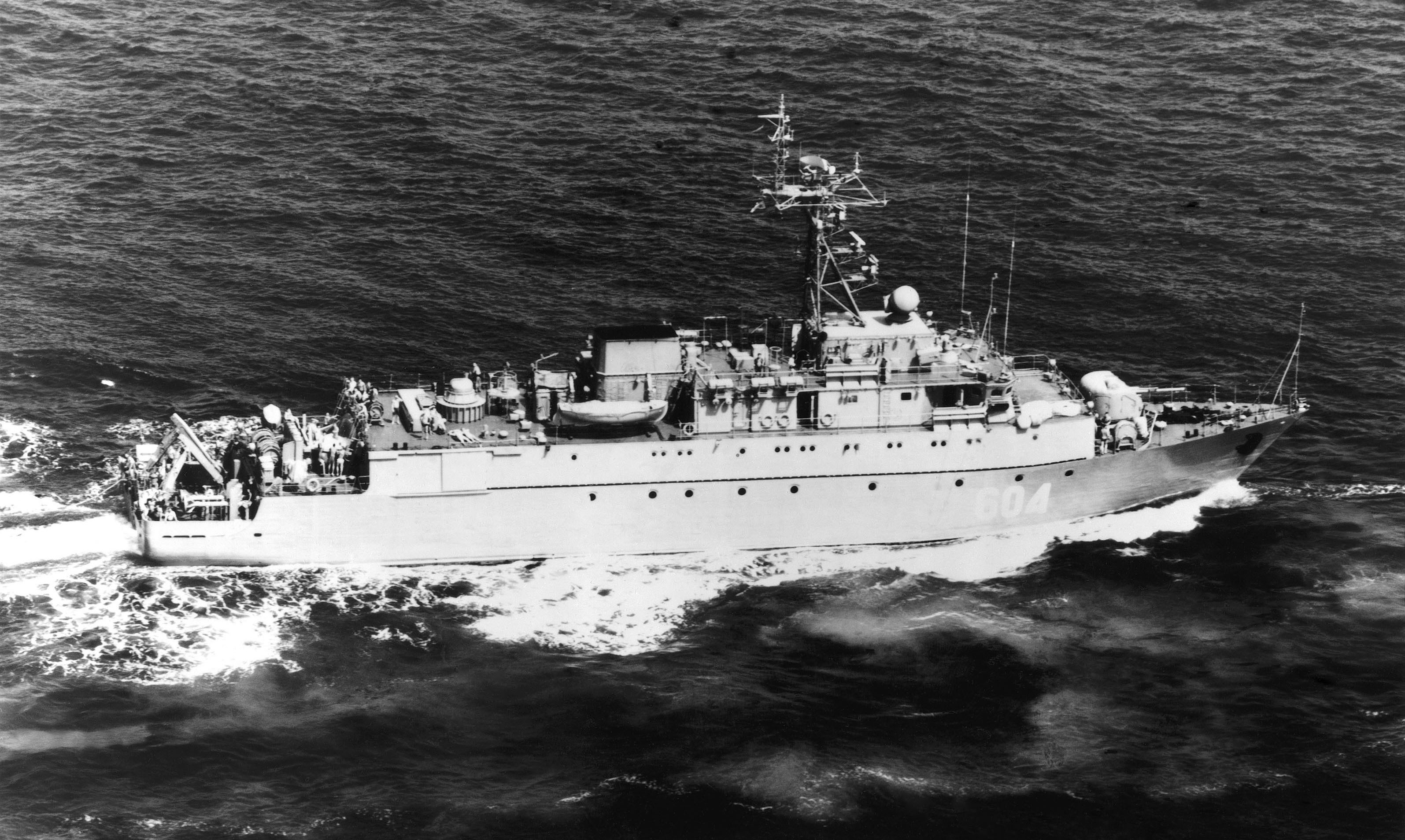
pr12660

- Боевые катера — класс малых надводных боевых кораблей предназначенных для нанесения ударов по крупным боевым кораблям и транспортам противника, противолодочной обороны в стеснённых прибрежных районах и при плохой видимости, а также в целях охраны водного района (ОВР). Основным вооружением боевых катеров являются самодвижущиеся мины (торпеды), артиллерия мелкого калибра, противолодочное или ракетное вооружение.

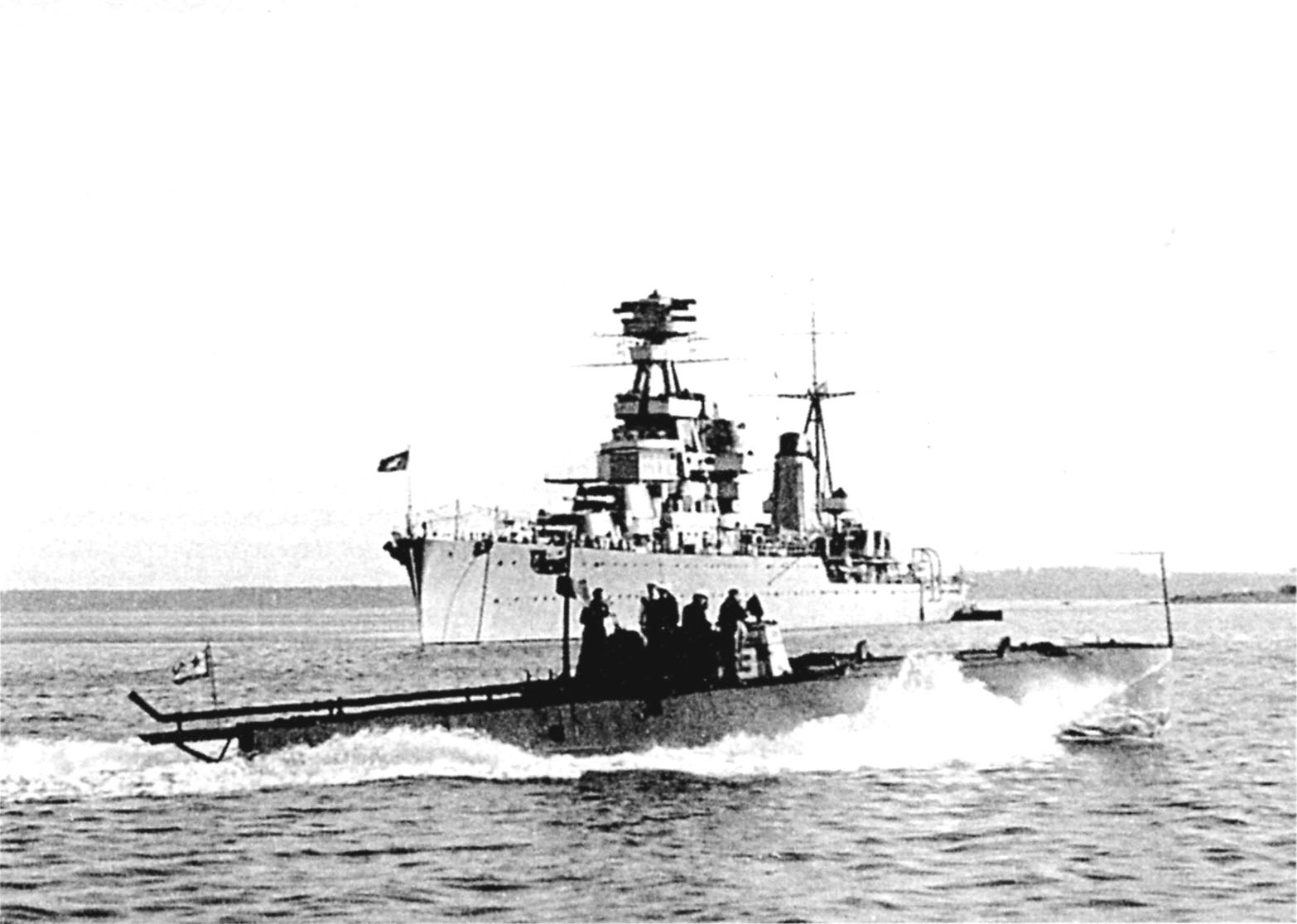
G-5
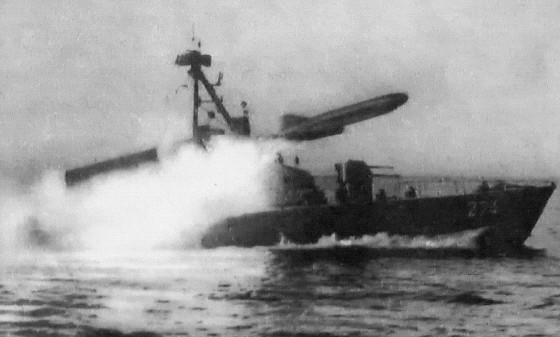
pr183R
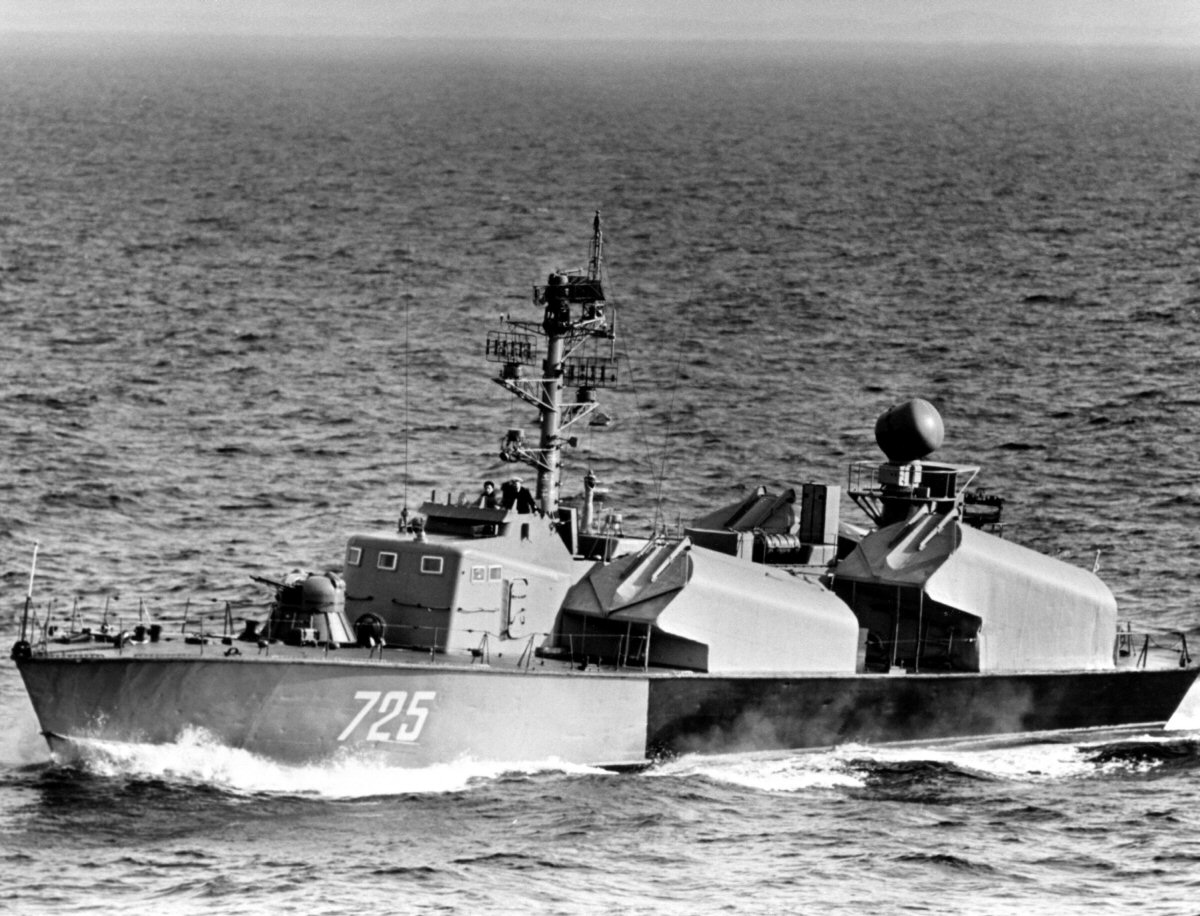
pr205
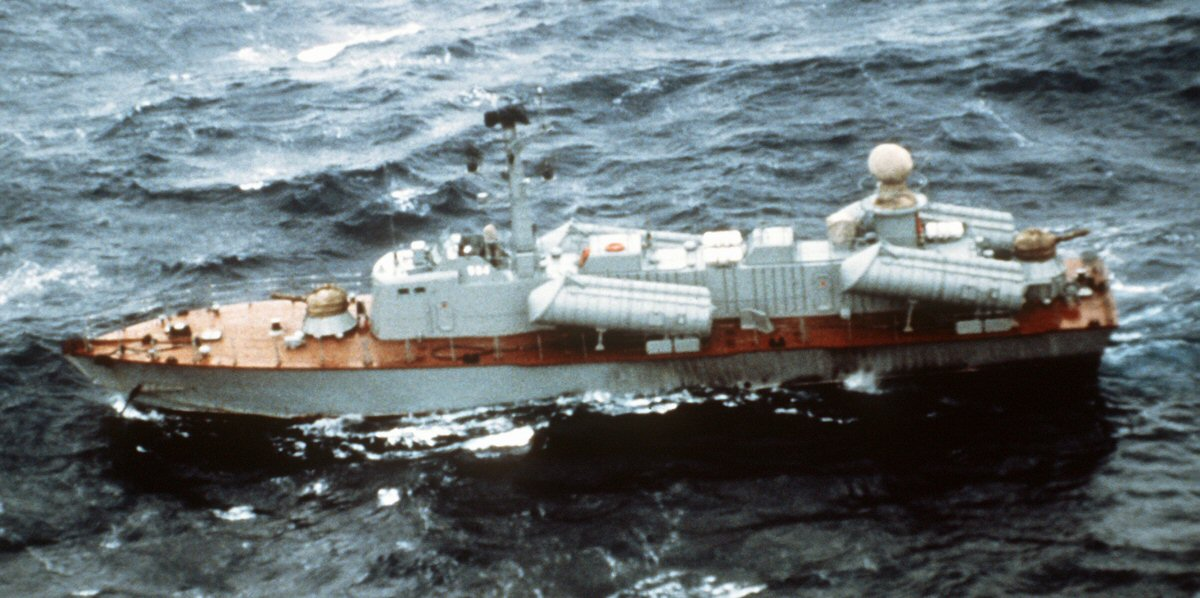
pr205U
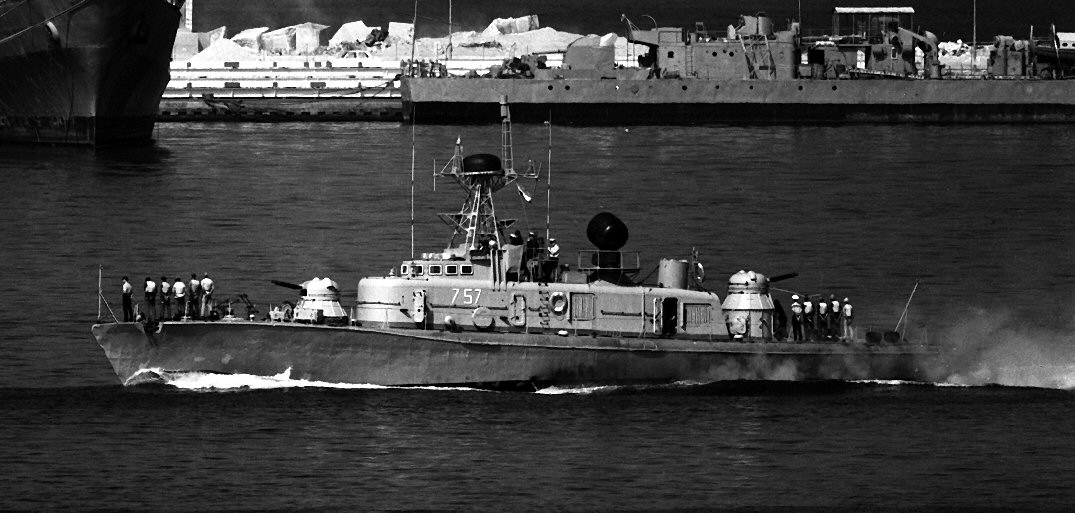
pr206
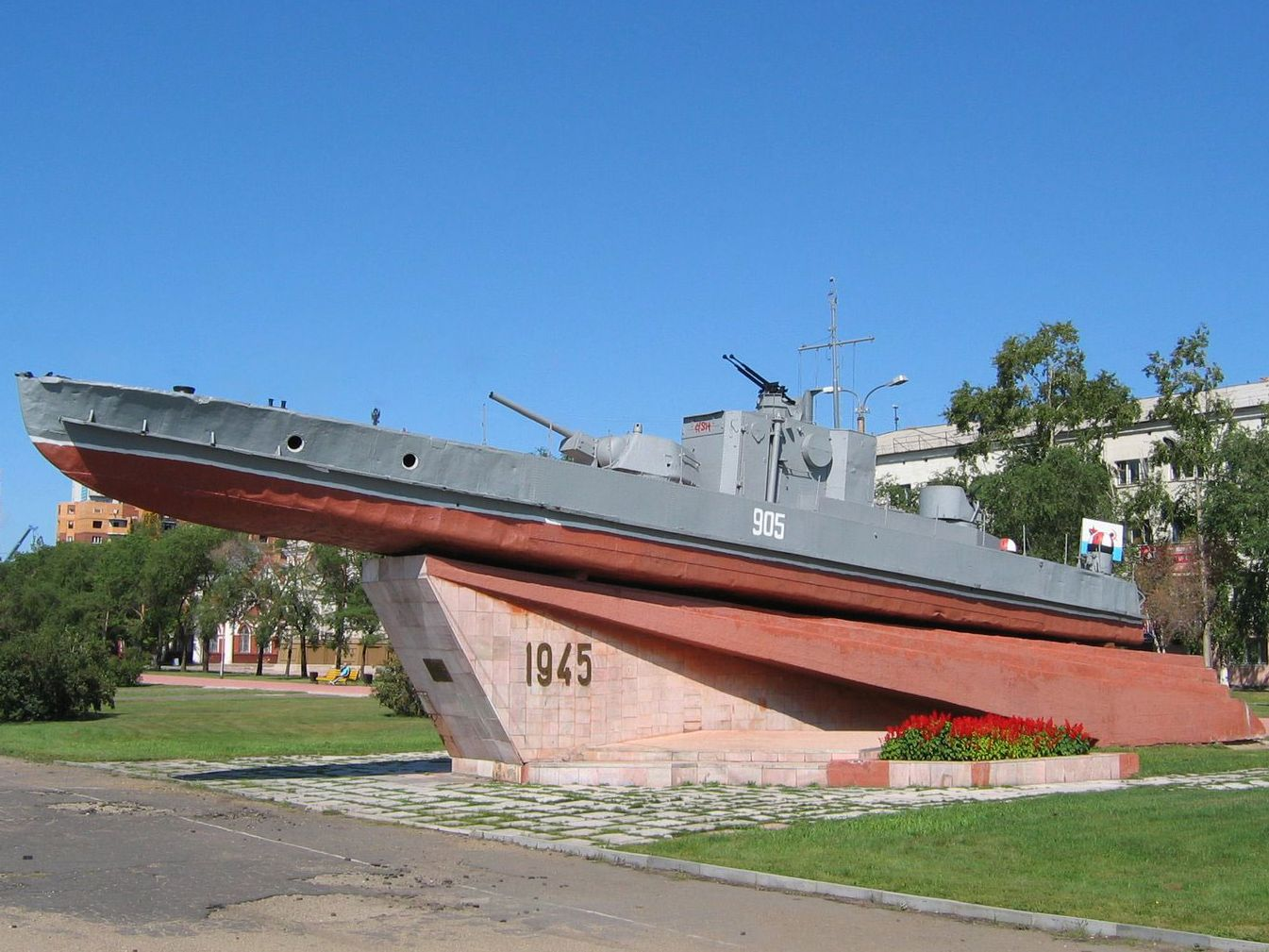
pr1125
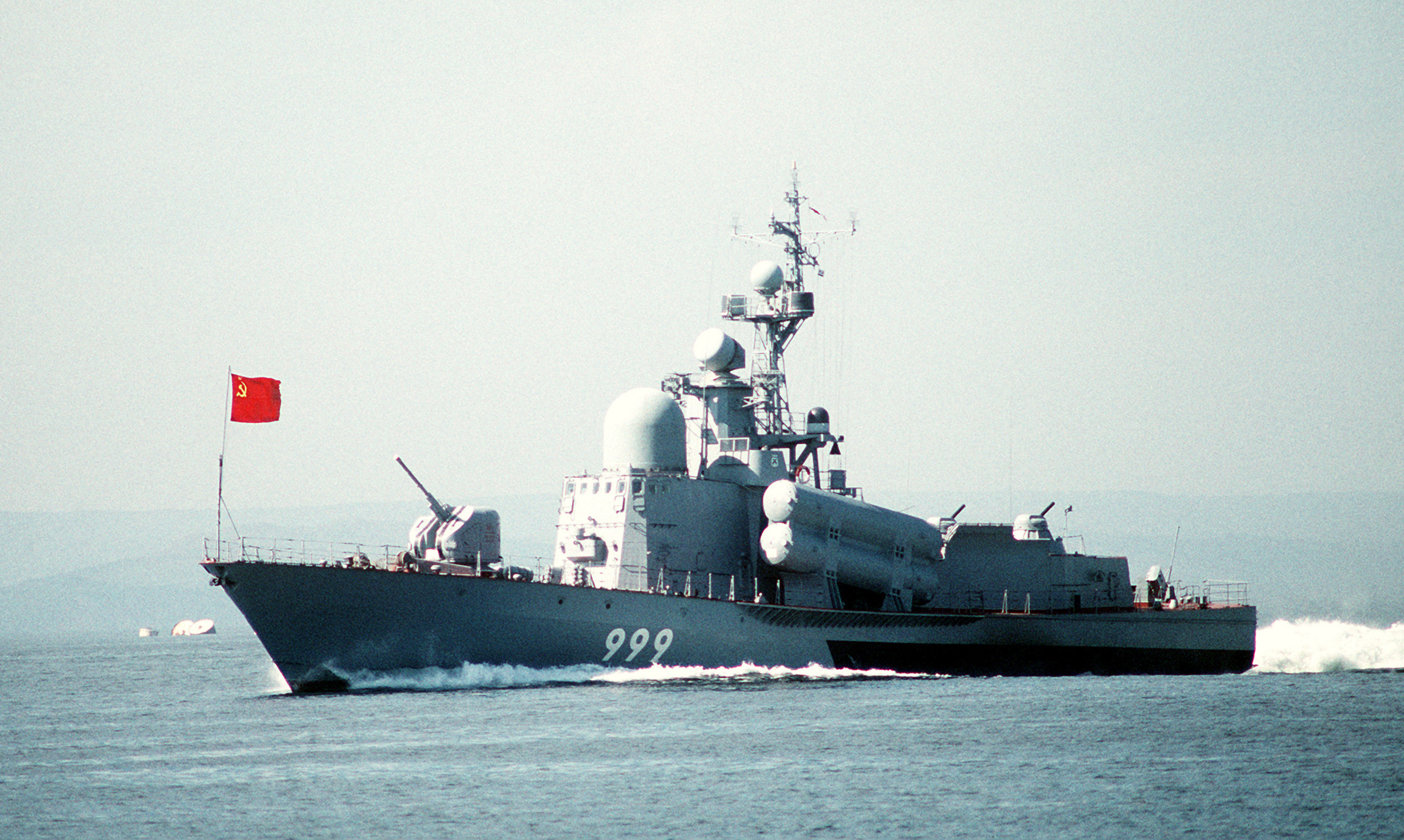
pr12411

## Подкласс кораблей
Подкласс кораблей — вид классификации кораблей и судов одного класса но отличающиеся друг от друга по специализации, водоизмещению, типу энергетической установки и принципов движения.
| - Авиатранспорт — Корабль специального назначения, водоизмещением 3500 — 5000 тонн, с паросиловой главной энергетической установкой и оборудованием для постоянного базирования, обслуживания и эксплуатации летательных аппаратов (гидропланов). Взлёт и посадка летательных аппаратов проводилась с(на) водной поверхности. - Противолодочный крейсер — Боевой корабль, водоизмещением 14655-15210 тонн, с паротурбинной главной энергетической установкой, оборудованный для постоянного базирования вертолётов Ка-25ПЛ, их обслуживания и эксплуатации. Основное предназначение поиск, слежение и уничтожение атомных подводных лодок противника, обеспечение ПЛО соединения кораблей и придания боевой устойчивости силам ВМФ СССР в удаленных районах. |

- Крейсера I ранга — крупные боевые корабли 1 ранга водоизмещением более 5 000 тонн предназначенные для борьбы с крейсерами противника на морских и океанских коммуникациях, рейдерской службы (уничтожения торговых и вспомогательных судов противника и менее крупных боевых кораблей) и ведения эскадренной разведки.

| - Броненосные крейсера — крупные боевые корабли 1 ранга водоизмещением более 8 000 тонн с броневым поясом по ватерлинии и броневой палубой, паросиловой главной энергетической установкой и артиллерией главного калибра (от 203-мм до 220-мм). Термин употреблялся с 1892 года по 1911 год. - Бронепалубные крейсера — крупные боевые корабли 1 ранга водоизмещением более 5 000 тонн с броневой карапасной палубой, паросиловой главной энергетической установкой и артиллерией главного 152-мм калибра. Термин употреблялся с 1892 года по 1907 год. |

| - Линейные крейсера — крупные боевые корабли 1 ранга водоизмещением более 15 000 тонн с броневым поясом по ватерлинии, паротурбинной главной энергетической установкой и артиллерией главного калибра (от 280-мм до 350-мм). Термин употреблялся с 1911 года по 1922 год. - Лёгкие крейсера — крупные боевые корабли 1 ранга водоизмещением более 6 000 тонн с броневым поясом по ватерлинии и броневой палубой, паротурбинной главной энергетической установкой и артиллерией главного 152-мм калибра. Термин употреблялся с 1907 года по 1989 год. |

| - Ракетные крейсера — крупные боевые корабли 1 ранга водоизмещением более 5 000 тонн, с паротурбинной главной энергетической установкой, вертолётом постоянного базирования и ударным управляемым ракетным комплексом. Термин употребляется с 1960 года. - Тяжёлые атомные ракетные крейсера — крупные боевые корабли 1 ранга водоизмещением более 20 000 тонн, с атомной главной энергетической установкой, 2 вертолётами постоянного базирования и ударным управляемым ракетным комплексом. Термин употребляется с 1980 года. |

- Крейсера II ранга — боевые корабли 2 ранга водоизмещением 2 000 — 5 000 тонн предназначенные для борьбы с миноносцами противника в составе эскадры и на ближних морских коммуникациях, поддержки атаки своих миноносцев, ведения ближней эскадренной разведки и крейсерской службы в ближней морской зоне.

| - Минные крейсера — боевые корабли 2 ранга водоизмещением 500—800 тонн, с паросиловой главной энергетической установкой, минным вооружением (самодвижущиеся и якорные мины) и артиллерией калибра (от 47-мм до 75-мм). Термин употреблялся с 1892 года по 1907 год. - Гидрокрейсера — переоборудованные суда специального назначения 2 ранга водоизмещением 3 500 — 5 000 тонн с паросиловой главной энергетической установкой, оборудованные для временного базирования и эксплуатации гидропланов, а также их спуска и подъёма с воды. Термин употреблялся с 1912 года по 1917 год. |

- Броненосные — крупные боевые корабли предназначенные для защиты побережья в роли своеобразных плавучих фортов, бомбардировки береговых укреплений противника, а также поддержки морского десанта и флангов сухопутных сил.

| - Броненосные плавучие батареи — боевые корабли водоизмещением 3 200 — 4 500 тонн с малой осадкой, броневыми бортами, паросиловой главной энергетической установкой малой мощности и артиллерией главного (190-мм — 280-мм) калибра. Термин употреблялся с 1861 года по 1892 год. - Броненосцы береговой обороны — крупные боевые корабли водоизмещением более 4 500 тонн с малой осадкой, броневым поясом по ватерлинии и броневой карапасной палубой, паросиловой главной энергетической установкой малой мощности и артиллерией главного 254-мм калибра. Термин употреблялся с 1892 года по 1907 год. |

- Мониторы — боевые корабли предназначенные для подавления береговых батарей и разрушения береговых объектов противника, защиты побережья и поддержки флангов сухопутных сил.

| - Речные мониторы — боевые корабли водоизмещением 230 — 1 900 тонн с плоским дном, малой высотой борта и осадкой, броневыми палубой и бортами, паросиловой главной энергетической установкой малой мощности и башенной артиллерией главного (102-мм — 280-мм) калибра. Термин употреблялся с 1862 года по 1945 год. - Морские мониторы — боевые корабли водоизмещением 1 900 — 8 000 тонн с малой высотой борта и осадкой, броневыми палубой и бортами, паросиловой или дизельной главной энергетической установкой и артиллерией главного (280-мм — 508-мм) калибра. Термин употреблялся с 1872 года по 1945 год. |

| 1900—1905 |
| --- |
| Полуподводные миноносцы — боевые однокорпусные корабли веретенообразной формы с глубиной погружения 30-50 метров, водоизмещением 105/124 — 153/189 тонн, с главной бензин-электрической энергетической установкой и 1-4 торпедными аппаратами, предназначенные для береговой обороны и скрытного уничтожения кораблей и судов противника. |

| 1906—1911 |
| --- |
| - Малые подводные лодки — боевые однокорпусные корабли с глубиной погружения 50-60 метров, водоизмещением 105/124 — 350/420 тонн, с главной бензин-электрической, а впоследствии с дизель-электрической энергетической установкой и 2-4 торпедными аппаратами, предназначенные для патрулирования у побережья. - Большие подводные лодки — крупные однокорпусные и полуторакорпусные боевые корабли с глубиной погружения 50-100 метров, водоизмещением более 350/420 тонн с главной дизель-электрической энергетической установкой и 4-12 торпедными аппаратами, предназначенные для позиционных действий в открытом море. |

| 1911—1930 |
| --- |
| - Малые подводные лодки — боевые однокорпусные корабли с глубиной погружения 50-60 метров, водоизмещением 105/124 — 350/420 тонн, с главной бензин-электрической, а впоследствии с дизель-электрической энергетической установкой и 2-4 торпедными аппаратами, предназначенные для патрулирования у побережья. - Большие подводные лодки — крупные однокорпусные и полуторакорпусные боевые корабли с глубиной погружения 50-100 метров, водоизмещением более 350/420 тонн с главной дизель-электрической энергетической установкой и 6-8 торпедными аппаратами, предназначенные для позиционных действий в открытом море. - Эскадренные подводные лодки — крупные однокорпусные и полуторакорпусные боевые корабли с глубиной погружения 50-70 метров, водоизмещением более 850/1520 тонн с главной дизель-электрической энергетической установкой и 6-8 торпедными аппаратами, предназначенные для совместных с надводными кораблями действий в составе эскадры. - Подводные минные заградители — крупные однокорпусные корабли специального назначения с глубиной погружения до 50 метров, водоизмещением 512/722 — 650/780 тонн с главной ДВС-электрической энергетической установкой, 1-2 трубами для скрытой постановки минных заграждений и 2-6 торпедными аппаратами. |

| 1930—1936 |
| --- |
| - Малые подводные лодки — боевые однокорпусные корабли с глубиной погружения 50-60 метров, водоизмещением 157/197 тонн, с главной дизель-электрической энергетической установкой и 2 торпедными аппаратами, предназначенные для патрулирования у побережья. - Средние подводные лодки — боевые полуторакорпусные корабли с глубиной погружения 80-100 метров, водоизмещением 578/706 — 840/1070 тонн, с главной дизель-электрической энергетической установкой и 6 торпедными аппаратами, предназначенные для позиционных действий на ближних морских коммуникациях. - Большие подводные лодки — крупные двухкорпусные боевые корабли с глубиной погружения 75-90 метров, водоизмещением более 933/1354 тонн с главной дизель-электрической энергетической установкой и 8 торпедными аппаратами, предназначенные для позиционных действий в открытом море. - Эскадренные подводные лодки — крупные двухкорпусные боевые корабли с глубиной погружения 50-70 метров, водоизмещением более 931/1685 тонн с главной дизель-электрической энергетической установкой и 6 торпедными аппаратами, предназначенные для совместных с надводными кораблями действий в составе эскадры. - Подводные минные заградители — крупные двухкорпусные корабли специального назначения с глубиной погружения 75-90 метров, водоизмещением 1025/1312 тонн с главной дизель-электрической энергетической установкой, 2 трубами для скрытой постановки 20 якорных контактных мин типа ПЛТ и 6 торпедными аппаратами. |

| 1936—1949 |
| --- |
| - Малые подводные лодки — боевые однокорпусные корабли с глубиной погружения 50-60 метров, водоизмещением 157/197 тонн, с главной дизель-электрической энергетической установкой и 2 торпедными аппаратами, предназначенные для патрулирования у побережья. - Средние подводные лодки — боевые полуторакорпусные корабли с глубиной погружения 80-100 метров, водоизмещением 578/706 — 840/1070 тонн, с главной дизель-электрической энергетической установкой и 6 торпедными аппаратами, предназначенные для позиционных действий на ближних морских коммуникациях. - Большие подводные лодки — крупные двухкорпусные боевые корабли с глубиной погружения 75-90 метров, водоизмещением более 933/1354 тонн с главной дизель-электрической энергетической установкой и 8 торпедными аппаратами, предназначенные для позиционных действий в открытом море. - Подводные минные заградители — крупные двухкорпусные корабли специального назначения с глубиной погружения 75-90 метров, водоизмещением 1025/1312 тонн с главной дизель-электрической энергетической установкой, 2 трубами для скрытой постановки 20 якорных контактных мин типа ПЛТ и 6 торпедными аппаратами. - Крейсерские подводные лодки — крупные двухкорпусные боевые корабли с глубиной погружения 80-100 метров, водоизмещением 1490/2104 тонн с главной дизель-электрической энергетической установкой, артиллерией 100-мм калибра и 10 торпедными аппаратами, предназначенные для боевых действий в составе эскадры надводных кораблей, а также долгих одиночных автономных действий по нарушению дальних коммуникаций противника. |

| 1949—1957 |
| --- |
| - Малые подводные лодки — боевые полуторакорпусные корабли с глубиной погружения 100 метров, водоизмещением 406/504 тонн, с главной дизельной энергетической установкой и 4 торпедными аппаратами, предназначенные для защиты пунктов базирования и нанесения торпедных ударов по кораблям и судам противника в условиях узостей и шхер. - Средние подводные лодки — боевые двухкорпусные корабли с глубиной погружения 170—200 метров, водоизмещением 1050/1350 тонн, с главной дизель-электрической энергетической установкой и 6 торпедными аппаратами или 22 минами АМД-1000 вместо торпед, предназначенные для защиты конвоев, минных постановок, уничтожения кораблей и судов противника и ближней разведки на морских коммуникациях. - Большие подводные лодки — крупные двухкорпусные боевые корабли с глубиной погружения 170—200 метров, водоизмещением 1831/2600 тонн с главной дизель-электрической энергетической установкой и 10 торпедными аппаратами или 6 торпед 53-39ПМ + 32 мины АМД-1000, предназначенные для защиты конвоев, минных постановок, уничтожения кораблей и судов противника и дальней разведки на океанских коммуникациях. |

| 1957—1966 |
| --- |
| - Малые подводные лодки — боевые полуторакорпусные корабли с глубиной погружения 100 метров, водоизмещением 406/504 тонн, с главной дизельной энергетической установкой и 4 торпедными аппаратами, предназначенные для защиты пунктов базирования и нанесения торпедных ударов по кораблям и судам противника в условиях узостей и шхер. Входили в состав Черноморского и Балтийского флотов. - Средние подводные лодки — боевые двухкорпусные корабли с глубиной погружения 270—300 метров, водоизмещением 1050/1350-1328/1712 тонн, с главной дизель-электрической энергетической установкой и 8 торпедными аппаратами или 28 минами МДТ вместо торпед, предназначенные для защиты конвоев, минных постановок, уничтожения кораблей, судов и подводных лодок противника и ближней разведки на морских коммуникациях. Строились для Черноморского и Балтийского флотов. - Большие подводные лодки — крупные двухкорпусные боевые корабли с глубиной погружения 200—380 метров, водоизмещением 1831/2300-1952/2475 тонн с главной дизель-электрической энергетической установкой и 10 торпедными аппаратами, 22 торпеды СЭТ-53 и САЭТ-50М или 32 минами МДТ вместо торпед, предназначенные для защиты конвоев, минных постановок, уничтожения кораблей, судов и подводных лодок противника и дальней разведки на океанских коммуникациях. Строились для Северного и Тихоокеанского флотов. - Крейсерские подводные лодки — самые крупные двухкорпусные боевые корабли с различными главными энергетическими установками и вооружением, предназначенные для долгих одиночных автономных действий по нарушению дальних коммуникаций противника, поражения подводных лодок, надводных кораблей и судов, авианосных и корабельных ударных групп, Военно-морских баз и пунктов базирования, а также уничтожения любых береговых объектов и административно-промышленных центров вероятного противника. - С торпедным вооружением — крупные двухкорпусные боевые корабли с глубиной погружения до 300 метров, водоизмещением 3065/4750 — 3414/4370 тонн с главной атомной энергетической установкой и 8 торпедными аппаратами с торпедами СЭТ-53, 53-57 и Т-5/53-58 с ядерной БЧ, предназначенные для долгих одиночных автономных действий по нарушению дальних коммуникаций противника, поражения кораблей, судов и подводных лодок противника и дальней разведки на океанских коммуникациях. Строились для Северного и Тихоокеанского флотов. - C баллистическими ракетами — крупные двухкорпусные боевые корабли с различными главными энергетическими установками основным вооружением которых являются баллистические ракеты для поражения пунктов базирования флота и административно-промышленных центров противника. 1. Дизель-электрические — крупные двухкорпусные боевые корабли с глубиной погружения до 300 метров, водоизмещением 2300/2820 тонн с главной дизель-электрической энергетической установкой и ракетным комплексом Д-2 с 3 ракетами Р-13 и 6 торпедными аппаратами с торпедами СЭТ-53 и САЭТ-50М, предназначенные для поражения, из надводного положения, береговых целей на дальности до 600 км. Строились для Северного и Тихоокеанского флотов. 2. Атомные — крупные двухкорпусные боевые корабли с глубиной погружения 240—300 метров, водоизмещением 4039/5300 тонн с главной атомной энергетической установкой и ракетным комплексом Д-2 с 3 ракетами Р-13, а также 4 533-мм торпедными аппаратами с торпедами 53-57 и 4 400-мм торпедными аппаратами с торпедами МГТ-1, предназначенные для поражения, из надводного положения, береговых целей на дальности до 600 км. Строились для Северного флота. - C крылатыми ракетами — крупные двухкорпусные боевые корабли с различными главными энергетическими установками, основным вооружением которых являются крылатые ракеты для поражения береговых целей, кораблей и судов противника. 1. Дизель-электрические — крупные двухкорпусные боевые корабли с глубиной погружения до 240—300 метров, водоизмещением 3200/4307 тонн с главной дизель-электрической энергетической установкой и 4 крылатыми ракетами П-6 и 10 торпедными аппаратами с торпедами СЭТ-53 и САЭТ-50М, предназначенные для поражения, из надводного положения, береговых объектов, крупных надводных кораблей и судов на дальности до 200—350 км. Строились для Северного и Тихоокеанского флотов, а также 3 подводные лодки для Черноморского флота. 2. Атомные — крупные двухкорпусные боевые корабли с глубиной погружения 240—300 метров, водоизмещением 3731/4920 — 4500/5760 тонн с главной атомной энергетической установкой и 6-8 крылатыми ракетами П-6, а также 4 533-мм торпедными аппаратами с торпедами 53-57 и 4-2 400-мм торпедными аппаратами с торпедами МГТ-1, предназначенные для поражения, из надводного положения, береговых целей, крупных надводных кораблей и судов на дальности до 200—350 км. Строились для Северного и Тихоокеанского флотов. |

| 1966—1977 |
| --- |
| - Малые подводные лодки — боевые полуторакорпусные корабли с глубиной погружения 100 метров, водоизмещением 406/504 тонн, с главной дизельной энергетической установкой и 4 торпедными аппаратами, предназначенные для защиты пунктов базирования и нанесения торпедных ударов по кораблям и судам противника в условиях узостей и шхер. Входили в состав Черноморского и Балтийского флотов. - Средние подводные лодки — боевые двухкорпусные корабли с глубиной погружения 270—300 метров, водоизмещением 1050/1350-1910/2940 тонн, с главной дизель-электрической энергетической установкой и 2-8 торпедными аппаратами, предназначенные для защиты конвоев, минных постановок, уничтожения кораблей, судов и подводных лодок противника и ближней разведки на морских коммуникациях. Строились для Черноморского и Балтийского флотов. - Большие подводные лодки — крупные двухкорпусные боевые корабли с глубиной погружения 200—380 метров, водоизмещением 1831/2300-2750/3900 тонн с главной дизель-электрической энергетической установкой и 6-10 торпедными аппаратами, торпеды СЭТ-65 и 53-65 или 24 минами РМ-2 или ПМР-1 вместо торпед, предназначенные для защиты конвоев, минных постановок, уничтожения кораблей, судов и подводных лодок противника и дальней разведки на океанских коммуникациях. Строились для Северного и Тихоокеанского флотов. - Крейсерские подводные лодки — самые крупные двухкорпусные боевые корабли с различными главными энергетическими установками и вооружением, предназначенные для долгих одиночных автономных действий по нарушению дальних коммуникаций противника, поражения подводных лодок, надводных кораблей и судов, авианосных и корабельных ударных групп, Военно-морских баз и пунктов базирования, а также уничтожения любых береговых объектов и административно-промышленных центров вероятного противника. - С торпедно-ракетным вооружением — крупные двухкорпусные боевые корабли с глубиной погружения 300—400 метров, водоизмещением 2300/3610 — 3970/5120 тонн с главной атомной энергетической установкой и 6-8 торпедными аппаратами с торпедами СЭТ-65, 53-65 или РПК-2 «Вьюга» и 65-73, предназначенные для долгих одиночных автономных действий по нарушению дальних коммуникаций противника, поражения кораблей, судов и подводных лодок и дальней разведки на океанских коммуникациях. Строились для Северного и Тихоокеанского флотов. - C баллистическими ракетами — крупные двухкорпусные боевые корабли с различными главными энергетическими установками основным вооружением которых являются баллистические ракеты для поражения пунктов базирования флота и административно-промышленных центров противника. 1. Дизель-электрические — крупные двухкорпусные боевые корабли с глубиной погружения до 300 метров, водоизмещением 2860/3553 тонн с главной дизель-электрической энергетической установкой и ракетным комплексом Д-4 с 3 ракетами Р-21 и 6 торпедными аппаратами с торпедами СЭТ-65 и 53-65, предназначенные для поражения, из подводного положения, береговых целей на дальности до 1400 км. Строились для Северного и Тихоокеанского флотов. 2. Атомные — крупные двухкорпусные боевые корабли с глубиной погружения 240—400 метров, водоизмещением 4039/5300-8900/11000 тонн с главной атомной энергетической установкой и ракетным комплексом Д-4 с 3 ракетами Р-21, ракетным комплексом Д-5 с 16 ракетами Р-27, ракетным комплексом большой дальности Д-9 с 12 ракетами Р-29, а также 4 533-мм торпедными аппаратами с торпедами 53-65 или СЭТ-65 и 2-4 400-мм торпедными аппаратами с торпедами СЭТ-40, предназначенные для поражения, из подводного положения, береговых целей на дальности 1400-7800 км. Строились для Северного флота. - C крылатыми ракетами — крупные двухкорпусные боевые корабли с различными главными энергетическими установками, основным вооружением которых являются крылатые ракеты для поражения береговых целей, кораблей и судов противника. 1. Дизель-электрические — крупные двухкорпусные боевые корабли с глубиной погружения до 240—300 метров, водоизмещением 3200/4307 тонн с главной дизель-электрической энергетической установкой и 4 крылатыми ракетами П-6 и 10 торпедными аппаратами с торпедами СЭТ-65 и 53-65, предназначенные для поражения, из надводного положения, береговых объектов, крупных надводных кораблей и судов на дальности до 200—350 км. Строились для Северного и Тихоокеанского флотов, а также 3 подводные лодки для Черноморского флота. 2. Атомные — крупные двухкорпусные боевые корабли с глубиной погружения 240—400 метров, водоизмещением 3580/4980 — 5200/8770 тонн с главной атомной энергетической установкой и 8 крылатыми ракетами П-6, 8-10 крылатыми ракетами П-70 «Аметист», а также 4 533-мм торпедными аппаратами с торпедами 53-65 и СЭТ-65 и 4-2 400-мм торпедными аппаратами с торпедами СЭТ-40, предназначенные для поражения, из надводного и подводного положения, береговых объектов, крупных надводных кораблей (Авианосцев) и судов на дальности 80-350 км. Строились для Северного и Тихоокеанского флотов. |

| 1977—1992 |
| --- |
| - Малые подводные лодки — Двухкорпусные корабли малого водоизмещения для использования в прибрежной зоне с целью патрулирования акватории портов и рейдов, противодействия противнику, разведки и проведения спецопераций (доставки и эвакуации водолазов, минирования и исследования морского дна). - Специального назначения — с глубиной погружения до 200 метров, водоизмещением до 600 тонн, с главной дизель-электрической энергетической установкой и 2 торпедными аппаратами, предназначенные для действий в условиях узостей и шхер в целях разведки и противодействия противнику. - Средние подводные лодки — двухкорпусные корабли среднего водоизмещения для проведения боевых операций и операций специального назначения в ближней морской зоне. - Многоцелевого назначения — боевые Двухкорпусные корабли с глубиной погружения 270—300 метров, водоизмещением 1050/1350-1328/1712, с главной дизель-электрической энергетической установкой и 8 торпедными аппаратами с торпедами СЭТ-65, 53-65К или мины взамен торпед, предназначенные для защиты конвоев, минных постановок, уничтожения кораблей, судов и подводных лодок противника и ближней разведки на морских коммуникациях. - Специального назначения — Двухкорпусные корабли с глубиной погружения 270—300 метров, водоизмещением 1050/1350-1910/2940, с главной дизель-электрической энергетической установкой и различным вооружением и оснащением для проведения исследований, испытаний новых образцов оружия и технических средств, спасательных подводных работ, дальнего радиолокационного дозора и связи. - Большие подводные лодки — двухкорпусные корабли большого водоизмещения для проведения боевых операций и операций специального назначения в дальней морской зоне. - Многоцелевого назначения — боевые корабли с глубиной погружения 200—380 метров, водоизмещением 1831/2300-2750/3900 тонн с главной дизель-электрической энергетической установкой и 6-10 торпедными аппаратами, торпеды СЭТ-65, 53-65К, ТЭСТ-71 УСЭТ-80 или минами ПМТ-1 или ПМР-2 «Голец» вместо торпед, предназначенные для защиты конвоев, минных постановок, уничтожения кораблей, судов и подводных лодок противника и дальней разведки в дальней морской и океанской зоне. - Ракетные — боевые корабли с глубиной погружения 240—300 метров, водоизмещением 3200/4307 тонн с главной дизель-электрической энергетической установкой и 6 533-мм торпедными аппаратами с торпедами СЭТ-65, 53-65К, ТЭСТ-71 УСЭТ-80 или минами ПМТ-1 или ПМР-2 «Голец» вместо торпед, 4 400-мм торпедными аппаратами с торпедами УМГТ-1, предназначенные для поражения ракетами, из надводного положения, береговых объектов, крупных надводных кораблей и судов, из подводного положения, уничтожения подводных лодок, надводных кораблей и судов противника, минных постановок и дальней разведки в дальней морской и океанской зоне. - Специального назначения — Двухкорпусные корабли с глубиной погружения 270—300 метров, водоизмещением 2300/2820-3950/5100, с главной дизель-электрической энергетической установкой и различным вооружением и оснащением для проведения исследований, испытаний новых образцов оружия и технических средств, спасательных подводных работ и ретрансляции дальней связи. - Подводные крейсера — самые крупные двухкорпусные или с несколькими прочными корпусами корабли для проведения долгих одиночных автономных боевых оперативных действий и операций специального назначения. - Многоцелевого назначения — крупные двухкорпусные боевые корабли с глубиной погружения 300—600 метров (проект 685 «Плавник» 1000—1250 метров), водоизмещением 3065/4750 — 8500/10500 тонн с главной атомной энергетической установкой и 6-8 533-мм торпедными аппаратами с торпедами СЭТ-65, 53-65К или РПК-4 «Шквал», затем РПК-6 «Водопад», а проекты 671РТ «Сёмга», 671РТМ(К) «Щука», 945 «Барракуда», 971 «Щука-Б» дополнительно 2-4 650-мм торпедными аппаратами с торпедами 65-76 или РПК-7 «Ветер», а проекты 658Т и 659Т дополнительно 4 400-мм торпедными аппаратами с торпедами УМГТ-1 предназначенные для долгих одиночных автономных действий по нарушению дальних коммуникаций противника, поражения кораблей, судов и подводных лодок и дальней разведки на океанских коммуникациях. - Стратегического назначения — крупные двухкорпусные боевые корабли с глубиной погружения 320—400 метров, водоизмещением 7850/10100-10600/13700 тонн с главной атомной энергетической установкой и ракетным комплексом Д-5 с 16 ракетами Р-27 (проект 667А «Навага» и проект 667АУ «Налим» с Д-5У), ракетным комплексом большой дальности Д-9 с 12 ракетами Р-29 (проект 667Б «Мурена», проект 667БД «Мурена-М» с Д-9Д, проект 667БДР «Кальмар» с Д-9Р и проект 667БДРМ «Дельфин» с Д-9РМ), ракетным комплексом большой дальности Д-11 с 12 ракетами Р-31 (проект 667АМ «Навага-М»), а также 4 533-мм торпедными аппаратами с торпедами 53-65К или СЭТ-65 и 2 400-мм торпедными аппаратами с торпедами УМГТ-1 (проекты 667А/АУ/АМ/Б/БД), предназначенные для поражения, из подводного положения, береговых целей на дальности 2400-8300 км. - Тактического назначения — крупные двухкорпусные боевые корабли с глубиной погружения 240—600 метров, водоизмещением 3580/4980 — 14700/19400 тонн с главной атомной энергетической установкой и 8-10 крылатыми ракетами П-70 «Аметист» (проект 661 «Анчар» и проект 670 «Скат»), 8 крылатыми ракетами П-120 «Малахит» (проект 670М «Чайка»), 8 крылатыми ракетами П-500 «Базальт» (проект 675МК), 8 крылатыми ракетами П-1000 «Вулкан» (проект 675МКВ), 24 крылатыми ракетами П-700 «Гранит» (проекты 949 «Гранит» и 949А «Антей»), а также 4 533-мм торпедными аппаратами с торпедами 53-65К и УСЭТ-80, 2 400-мм торпедными аппаратами с торпедами УМГТ-1 (проекты 675МК/МКВ) и 2 650-мм торпедными аппаратами с торпедами 65-76 или РПК-7 «Ветер» (проекты 949 «Гранит» и 949А «Антей»), предназначенные для поражения, из надводного и подводного положения, береговых объектов, крупных надводных кораблей (Авианосцев) и судов на дальности 80-700 км. - Специального назначения — крупные двухкорпусные корабли с главной атомной энергетической установкой для проведения исследований, испытаний новых образцов оружия и технических средств. - Тяжёлые ракетные подводные крейсера стратегического назначения (ТРПКСН) — особо крупные шестикорпусные боевые корабли с глубиной погружения 340—400 метров, водоизмещением 23200/48000 тонн с главной атомной энергетической установкой и ракетным комплексом большой дальности Д-19 с 20 ракетами Р-39 (проект 941 «Акула»), а также 6 533-мм торпедными аппаратами с торпедами УСЭТ-80 или РПК-6 «Водопад», предназначенные для поражения, из подводного положения, крупных береговых объектов на дальности до 8250 км |

| - Большой морской охотник (БО) — Боевой корабль, водоизмещением 200—350 тонн, с дизельной главной энергетической установкой для ведения сторожевой службы в мирное время и борьбы с подводными лодками противника в военное время. Применялись для охраны удалённых районов ВМБ и побережья в составе соединений ОВР и морских частей погранвойск. Термин применялся до 1957 года. - Малый противолодочный корабль (МПК) — Боевой корабль, водоизмещением 500—1250 тонн, с дизель-турбинной главной энергетической установкой для поиска, слежения и уничтожения скоростных подводных лодок противника, обеспечения ПЛО соединения кораблей и охраны водного района. МПК входят в состав соединений ОВР. Термин применяется с 1957 года. - Большой противолодочный корабль (БПК) — Боевой корабль, водоизмещением более 3500 тонн, с газотурбинной или паротурбинной главной энергетической установкой для поиска, слежения и уничтожения скоростных атомных подводных лодок противника, обеспечения ПЛО и ПВО соединения кораблей на переходе в дальней морской и океанской зоне. БПК входят в состав соединений надводных кораблей, а также КУГ и КАУГ. Термин применяется с 1957 года. |

| - Сторожевой корабль 3 ранга (СКР) — Боевой корабль, водоизмещением 500—1500 тонн, с дизельной или дизель-турбинной главной энергетической установкой для несения дозорной службы при охране водного района (ОВР), охраны крупных боевых кораблей и транспортных судов от надводных кораблей, авиации и подводных лодок противника в прибрежной морской зоне, а также артиллерийской поддержки морского десанта и приморских флангов сухопутных войск. Термин применяется с 1967 года. - Сторожевой корабль 2 ранга (СКР) — Боевой корабль, водоизмещением 1500-5000 тонн, с газотурбинной главной энергетической установкой для несения дозорной службы, охраны крупных боевых кораблей и транспортных судов от надводных кораблей, низколетящих воздушных целей, авиации и скоростных подводных лодок противника в дальней морской зоне, а также поддержки высадки морского десанта. Термин применяется с 1967 года. |

| - Десантный катер (ДКА) — Надводный корабль специального назначения, водоизмещением 60-300 тонн, с дизельной главной энергетической установкой для перевозки военной техники грузоподъёмностью до 100 тонн или до 2 взводов десантников, способных производить их высадку на не оборудованное побережье. Кроме ДК с традиционным корпусом и движителем использовались и десантные катера на воздушной подушке с газотурбинной установкой и воздушными винтами. - Малый десантный корабль (МДК) — Надводный корабль специального назначения, водоизмещением 350—500 тонн, с дизельной главной энергетической установкой для перевозки военной техники грузоподъёмностью до 150 тонн или до роты десантников, способных производить их высадку на не оборудованное побережье и поддерживать артиллерийским огнём. Кроме МДК с традиционным корпусом и движителем использовались и малые десантные корабли на воздушной подушке с газотурбинной установкой и воздушными винтами. - Средний десантный корабль (СДК) — Надводный корабль специального назначения, водоизмещением 800—2000 тонн, с дизельной главной энергетической установкой для перевозки военной техники грузоподъёмностью до 200 тонн или до 2 рот десанта, способных производить их высадку на не оборудованное побережье и поддерживать артиллерийским огнём. - Большой десантный корабль (БДК) — Крупный надводный корабль специального назначения, водоизмещением без груза более 3000 тонн, с дизельной или газотурбинной главной энергетической установкой для перевозки военной техники грузоподъёмностью до 1000 тонн и до батальона десантников, способных производить их высадку на не оборудованное побережье и поддерживать артиллерийским огнём. |

| - Рейдовый тральщик (РТЩ) — Надводный корабль специального назначения, водоизмещением до 200 тонн, с дизельной главной энергетической установкой для поиска, траления и уничтожения морских якорных и донных мин на рейдах, в районах рассредоточенного базирования и постановки минных заграждений в прибрежных зонах. - Базовый тральщик (БТЩ) — Надводный корабль специального назначения, водоизмещением 200—500 тонн, с дизельной главной энергетической установкой для поиска, траления и уничтожения морских якорных и донных мин в базах, прибрежных районах и ближней 50-мильной морской зоне, а также для проводки кораблей (судов) через минные заграждения. Кроме этого могут использоваться для постановки активных или оборонительных минных заграждений. - Морской тральщик (МТЩ) — Надводный корабль специального назначения, водоизмещением 500—1300 тонн, с дизельной главной энергетической установкой для поиска, траления и уничтожения морских якорных и донных мин, а также для проводки кораблей (судов) через минные заграждения в ближней и дальней морской зоне. Кроме этого могут использоваться для постановки активных или оборонительных минных заграждений. |

| - Сторожевой катер (СКА) — быстроходный боевой катер водоизмещением до 500 тонн, с дизельной главной энергетической установкой предназначенный в мирное время для несения сторожевой службы в составе соединений морских частей погранохраны, а в военное время — для борьбы с боевыми катерами и подводными лодками противника в стеснённых прибрежных районах, шхерах и ближней 50-мильной морской зоне. - Противолодочный катер (МО) — быстроходный боевой катер водоизмещением до 250 тонн, с дизельной главной энергетической установкой предназначенный в мирное время для охраны водного района в составе соединений ОВР, а в военное время — для борьбы с подводными лодками противника в стеснённых прибрежных районах, шхерах и ближней 50-мильной морской зоне. Термин использовался до 1978 года. - Торпедный катер (ТКА) — быстроходный боевой катер водоизмещением до 250 тонн, с бензиновой или дизельной главной энергетической установкой предназначенный в мирное время для охраны водного района в составе соединений ОВР, а в военное время — для нанесения торпедных ударов по крупным боевым кораблям и транспортным судам противника в стеснённых прибрежных районах, шхерах и при плохой видимости. Термин использовался до 1992 года. - Ракетный катер (РКА) — быстроходный боевой катер водоизмещением до 500 тонн, с дизельной или газотурбинной главной энергетической установкой предназначенный в мирное время для охраны водного района в составе соединений ОВР, а в военное время — для нанесения ракетных ударов по крупным боевым кораблям и транспортным судам противника, прикрытия своих кораблей и транспортных судов от ударов воздушного и надводного противника в стеснённых прибрежных районах и в 50-мильной прибрежной морской зоне. |